# Conflent
Le Conflent est une comarque et région naturelle des Pyrénées-Orientales, héritière de l'ancien comté de Conflent et de la viguerie de Conflent.

## Toponymie
Du latin "Confluentes", venant de "Confluere" voulant dire: couler ensemble, en référence à la moyenne vallée du Têt, ou confluent les principaux affluents de cette rivière.

## Géographie
La région du Conflent correspond géographiquement aux haute et moyenne vallées de la Têt (Tet) et ses alentours entre Rodès et Mont-Louis. En amont, c'est la Haute-Cerdagne ; en aval, le Riberal.
Au Moyen-Âge, il incluait le comté de Conflent.
Sa capitale est Prades (Prada).
Le Conflent est dominé par le Canigou (Canigó) au sud et le massif du Madrès au nord.
Une partie de la région est incluse dans le parc naturel régional des Pyrénées catalanes.
| Capcir   | Pays de Sault (Aude) | Fenouillèdes    |
| Cerdagne | Conflent             | Ribéral, Aspres |
|          | Ripollès (Catalogne) | Vallespir       |

## Géologie
Pour résumer ci-dessous la géologie du Conflent, il est commode d'étendre la limite du Conflent dans son coin sud-ouest à partir de celle définie dans la Gran Enciclopèdia Catalana, jusqu'à une ligne qui passe par Cambre d'Aze - c'est-à-dire jusqu'à approximativement la limite occidentale du massif gneissique de Carança.

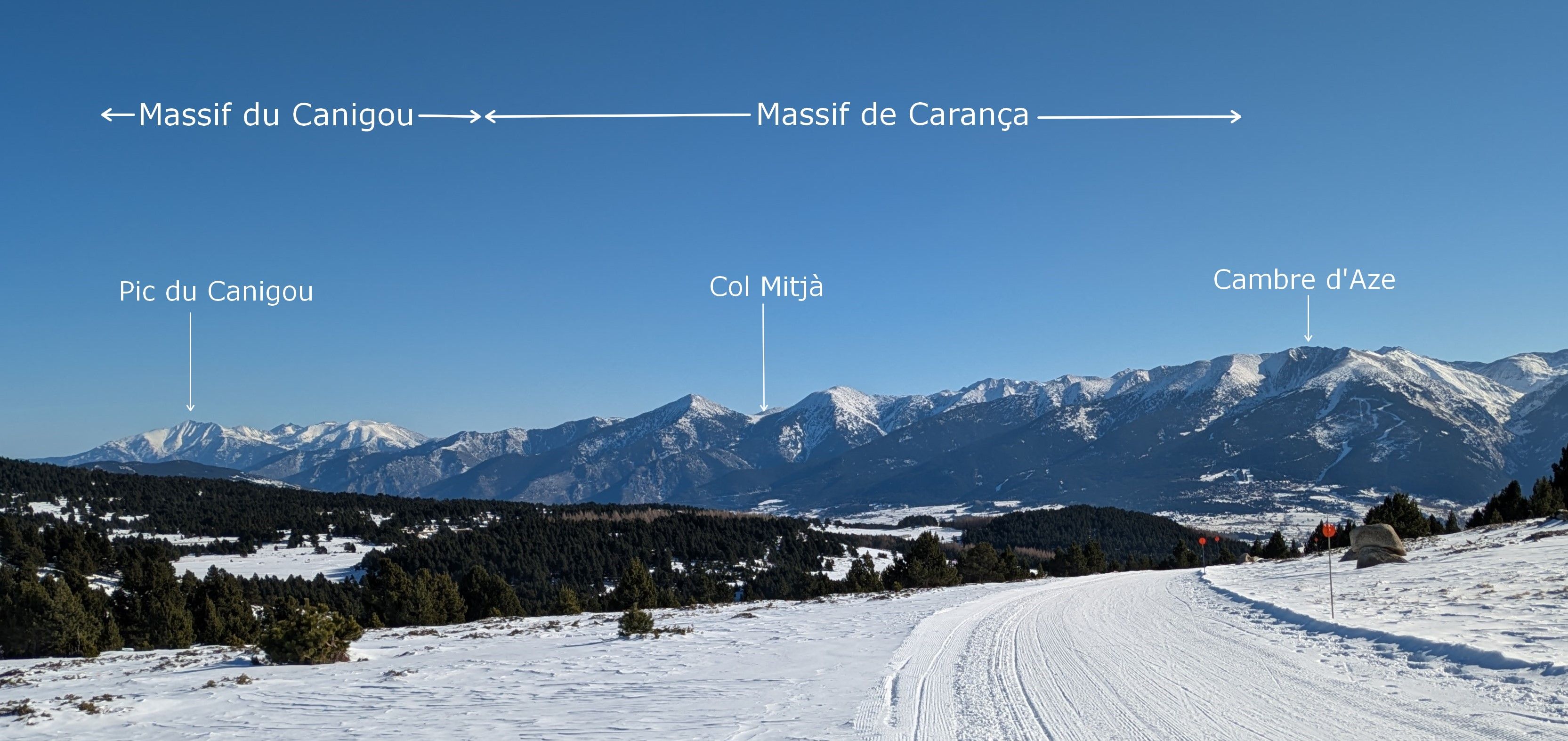
Vue vers des parties des massifs gneissiques du Canigou et de Carança, Conflent.

En ce qui concerne le risque sismique, la partie occidentale du Conflent se trouve dans une zone de sismicité 4 (moyenne), et la partie orientale dans une zone de sismicité 3 (modérée).
Comme le montre la carte géologique,, la géologie de Conflent est complexe. Les paragraphes suivants tentent simplement de résumer les principales caractéristiques de manière très simplifiée.

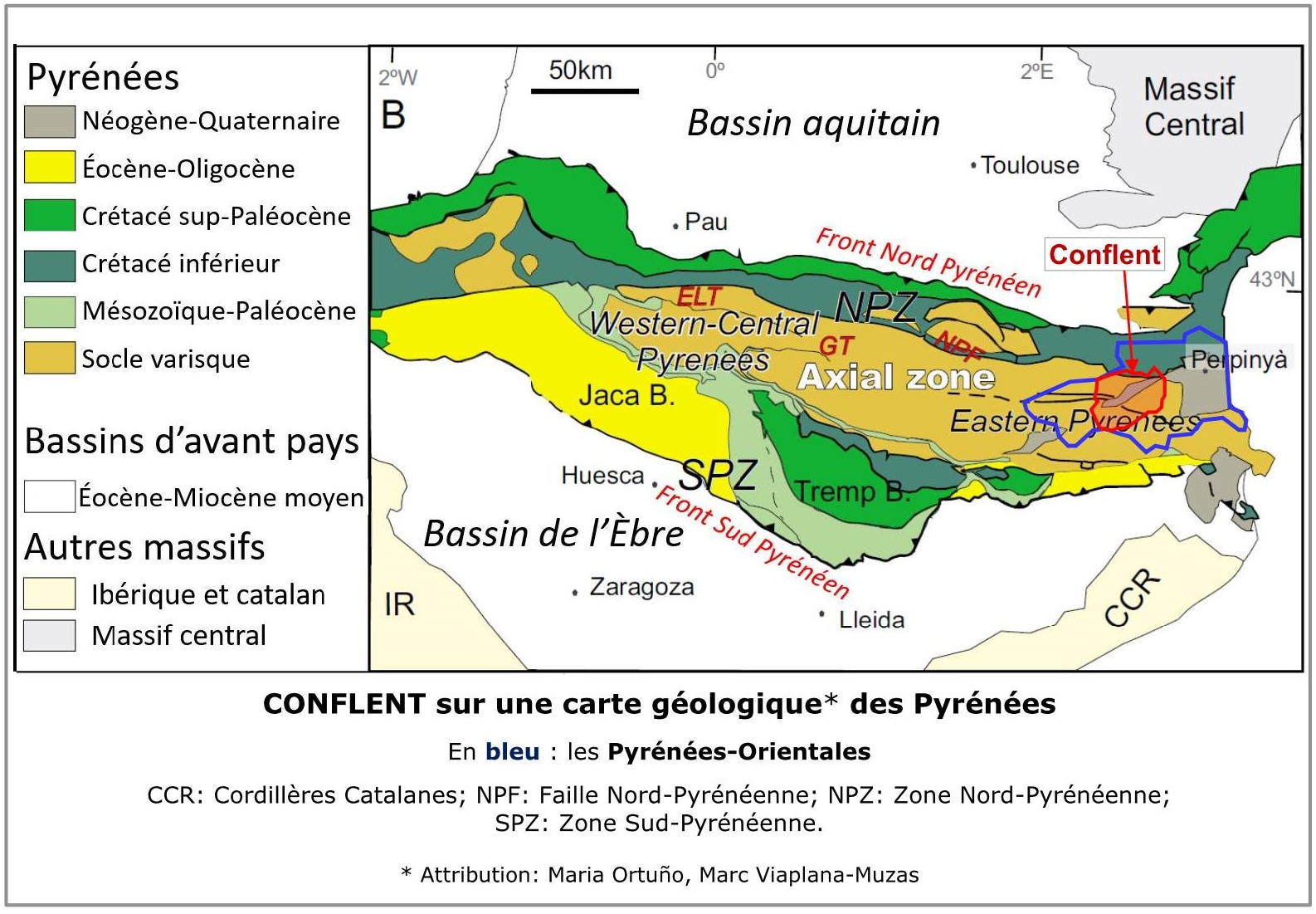
Conflent sur une carte géologique des Pyrénées.

Conflent est située dans la zone axiale de la chaîne de montagnes des Pyrénées, c'est-à-dire le socle varisque des Pyrénées. L'orientation générale de cette zone est ouest-est. Les Pyrénées se sont formées lors de l'orogenèse pyrénéenne, c'est-à-dire une période de compression tectonique où la plaque tectonique ibérique, au sud, est entrée en collision avec la plaque européenne, au nord, il y a environ 70 à 30 millions d'années.

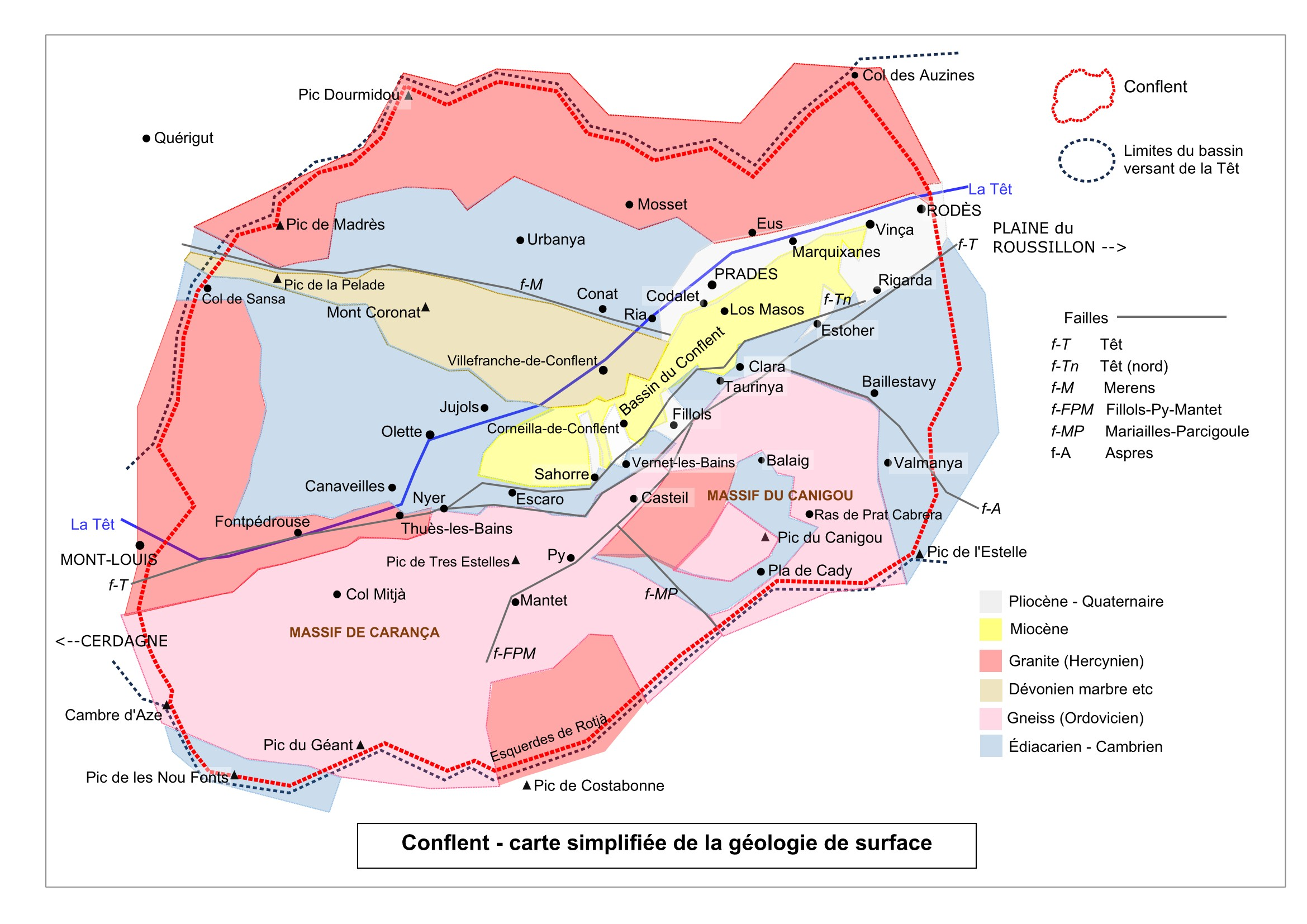
Conflent - carte simplifiée de la géologie de surface,.

### Chronologie
Les formations géologiques les plus anciennes du Conflent datent d'environ 600 à 470 millions d'années et sont d'âge précambrien (édiacarien), cambrien et ordovicien inférieur. À l'origine, ces formations étaient principalement constituées de sédiments marins - argile, sable, gravier et dépôts calcaires.
Au cours de l'Ordovicien, il y a 470 millions d'années, du magma en grand volume et provenant de grandes profondeurs s'est infiltré dans ces formations sédimentaires. Ce magma s'est solidifié en granites de composition variable.
Après cette période, au cours de l'Ordovicien supérieur, du Silurien, du Dévonien et du Carbonifère, d'autres sédiments marins, notamment calcaires, datent d'environ 450 à 330 millions d'années, se sont déposés.
Il y a environ 300 millions d'années, toutes les formations susmentionnées ont été prises dans une période majeure de construction de montagnes connue sous le nom d'orogenèse hercynienne ou varisque. Les formations sédimentaires pré-hercyniennes ont été métamorphisées, notamment en schistes et en marbres. Les granites ordoviciens ont également été métamorphosés en divers types de gneiss.

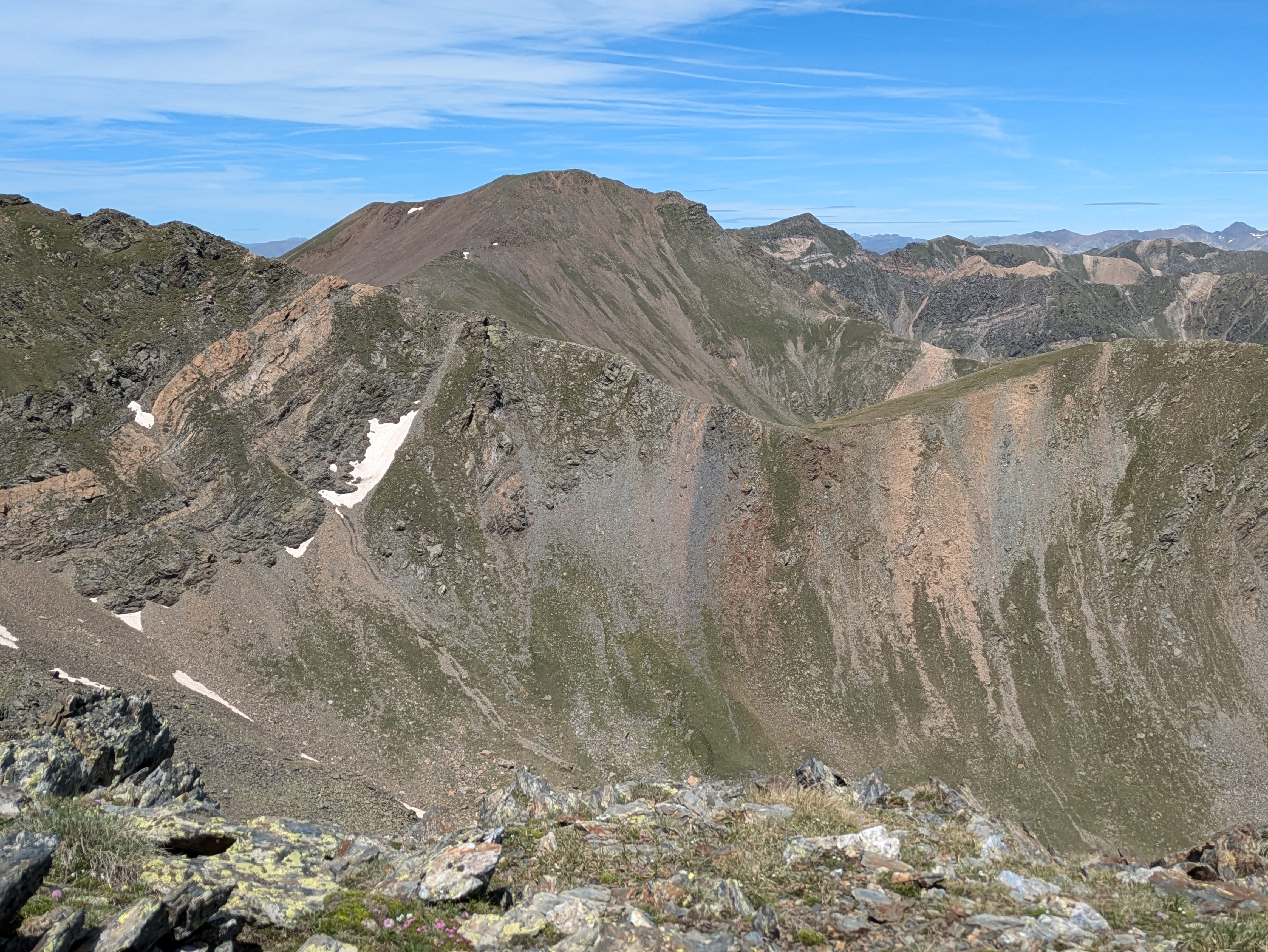
Affleurements de micaschistes et de marbres, précambrien, dans les hautes montagnes de la commune de Fontpédrouse[6].
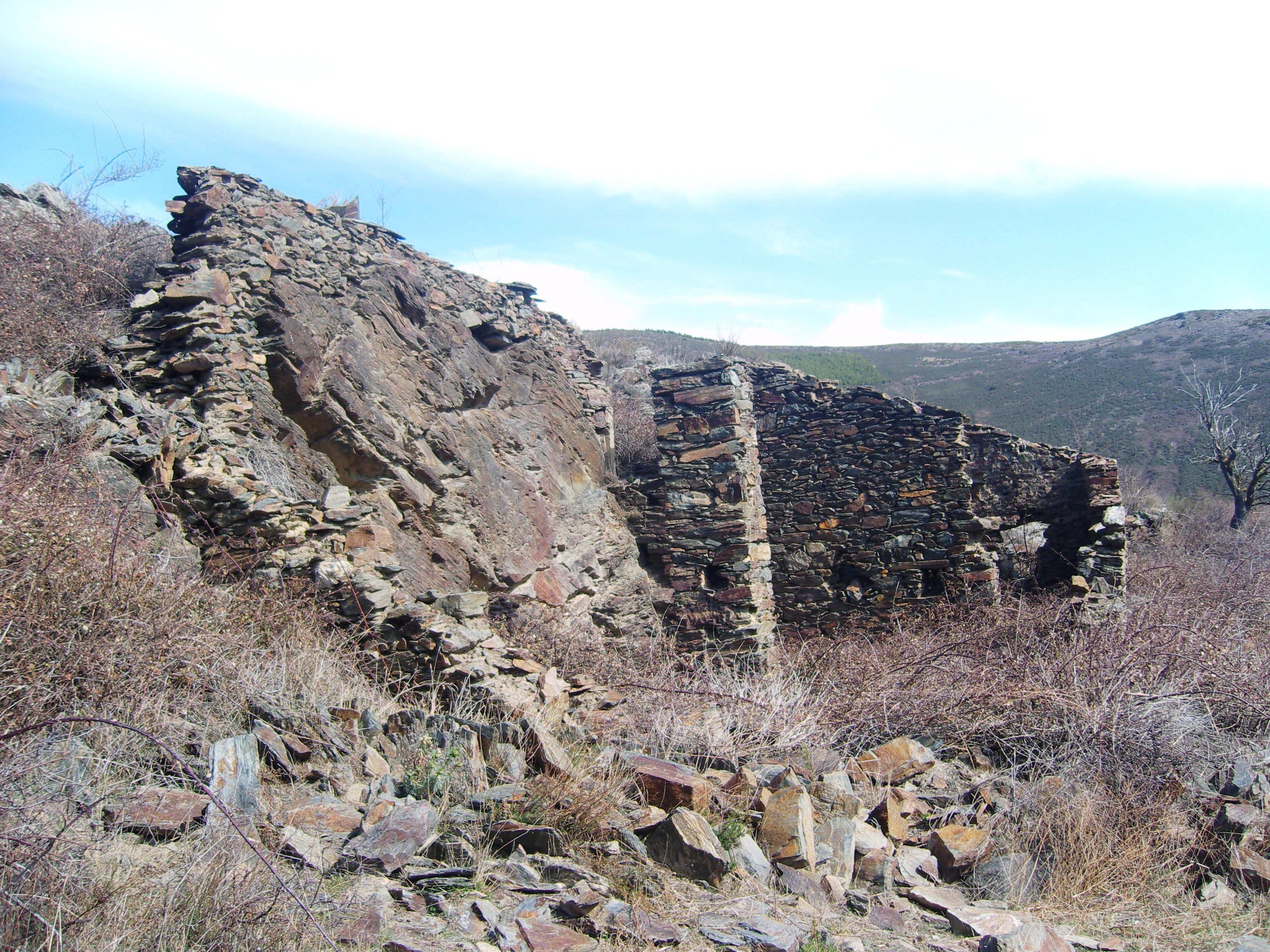
Les ruines de Falguerosa, à deux kilomètres au nord-ouest du village de Conat. Le bâtiment a été construit avec des pierres locales, en utilisant un affleurement de schiste cambro-ordovicien comme contrefort.
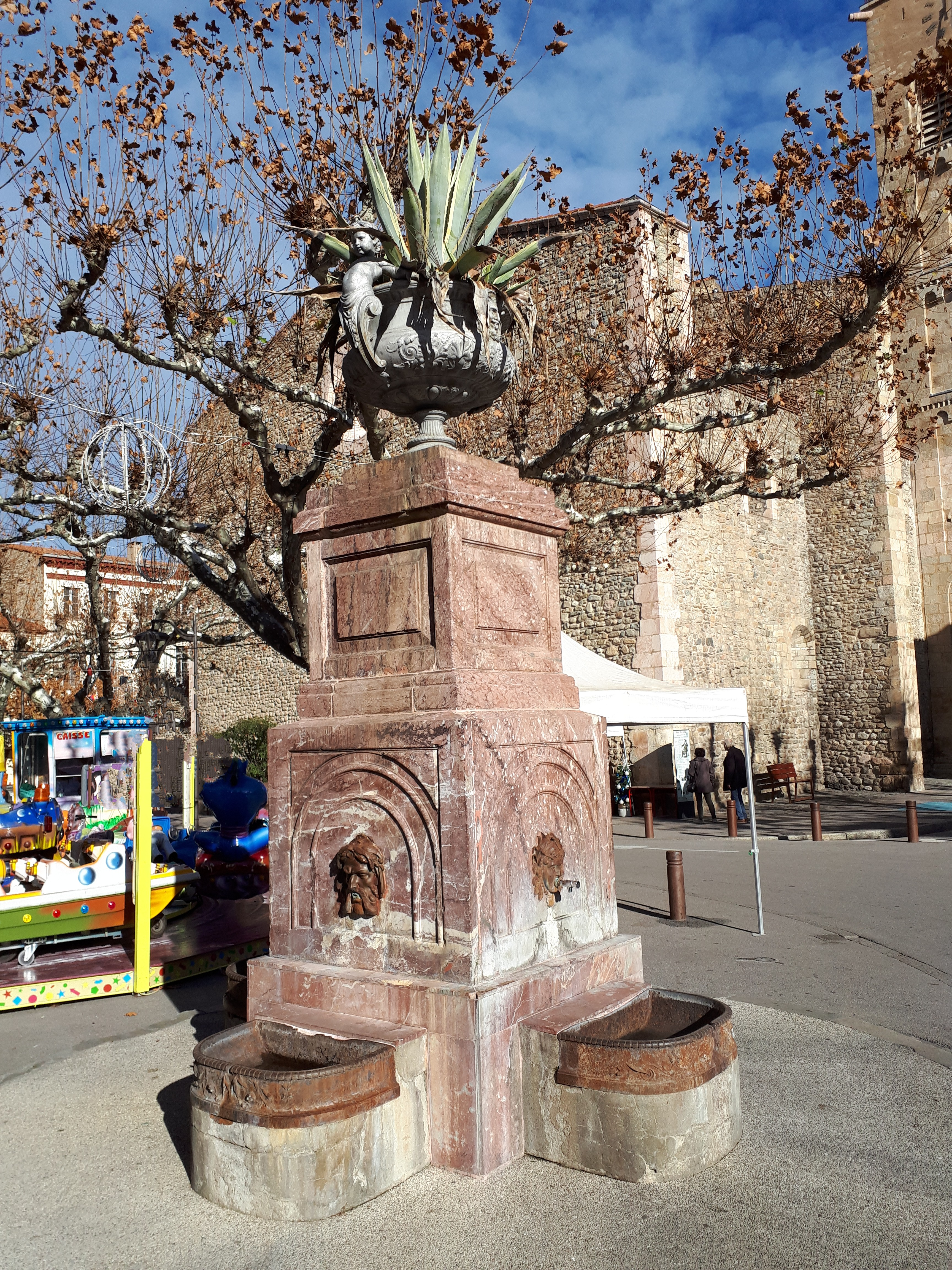
Fontaine au centre de Prades, érigée au XIXe siècle en marbre « griotte » du Dévonien[7].
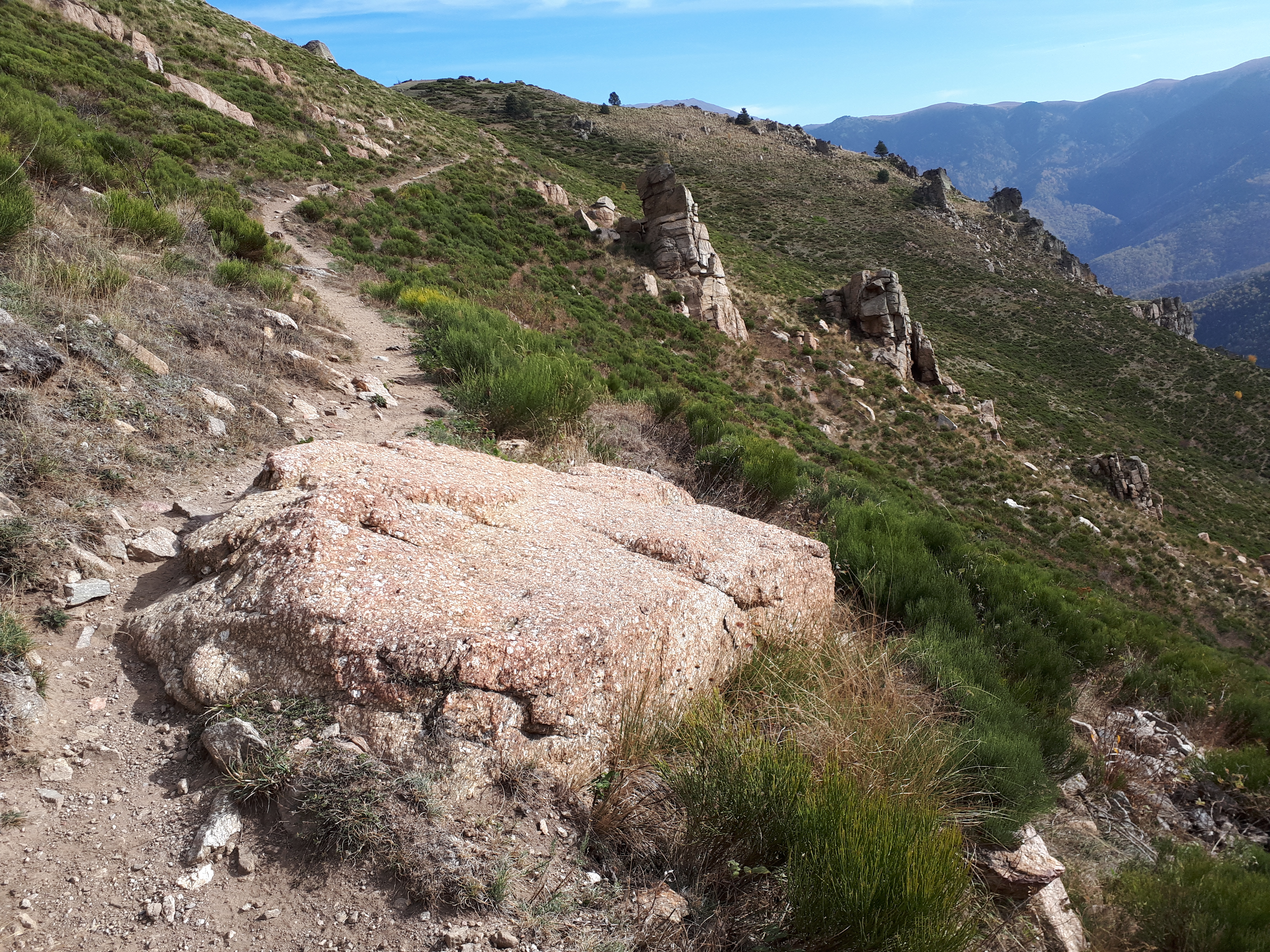
Affleurements d'orthogneiss sur le sentier entre le col de Mantet et le pic de Tres Estelles[8].

Au cours de cette orogenèse hercynienne, du magma s'est à nouveau infiltré dans les formations susmentionnées. Il s'est solidifié en profondeur en diverses formes de granite.
Il y a également eu à cette époque hercynienne une minéralisation ferrugineuse (et autre) importante, en particulier dans certaines couches calcaires précambriennes.
En plus, on pense que c'était vers la fin de l'orogenèse hercynienne quand plusieurs filons de quartz ont été injectées dans diverses formations. Par exemple, le filon des Esquerdes de Rotjà, longues d'environ 5 km et larges de 20 à 30 mètres, a été mis en place dans le granite de Costabonne. On pourrait raisonnablement dire qu'il s'agit de l'affleurement d'un filon de quartz le plus frappant des Pyrénées.

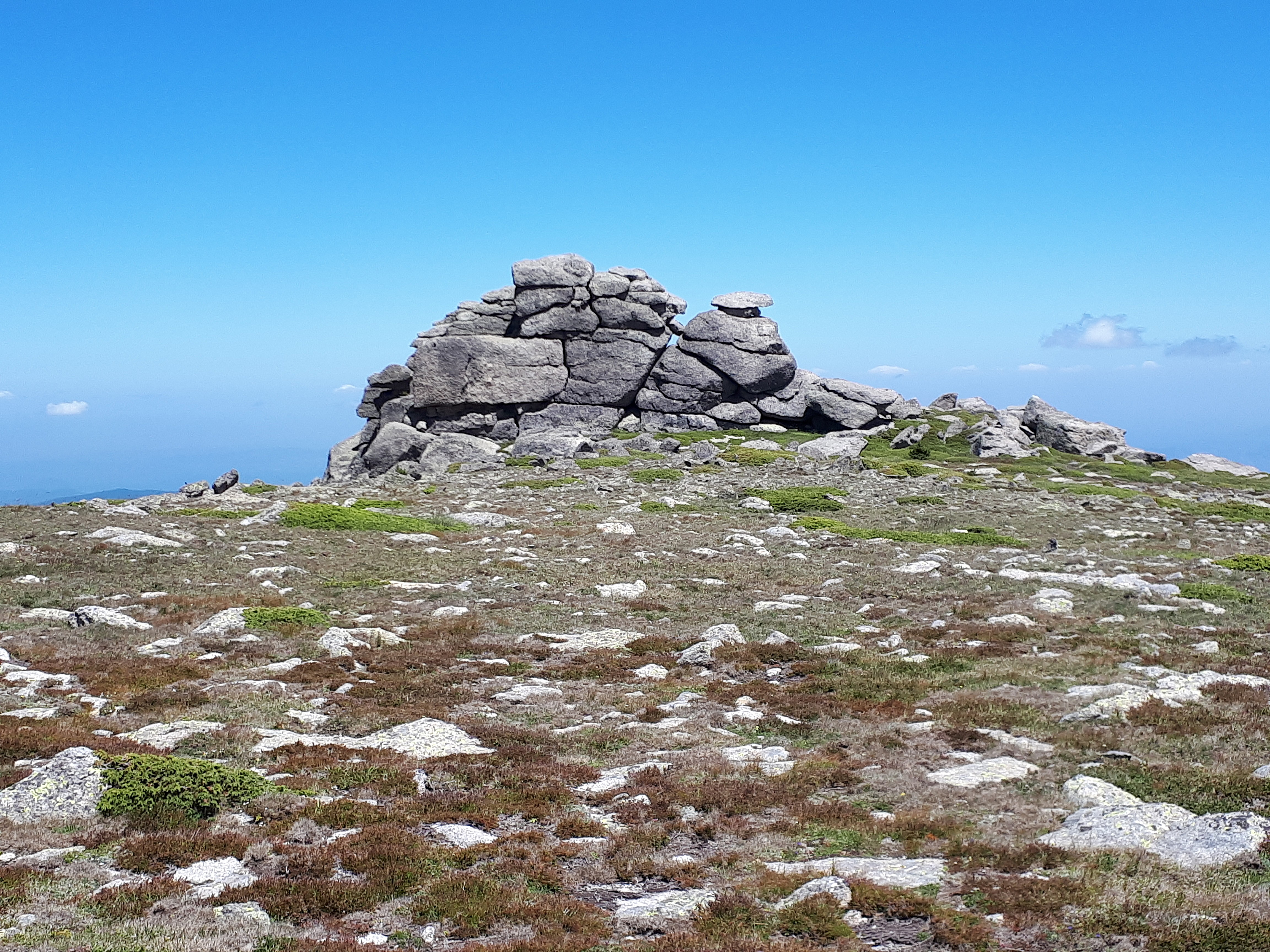
Un tor en granite - Piló de la Miranda, Massif du Madrès
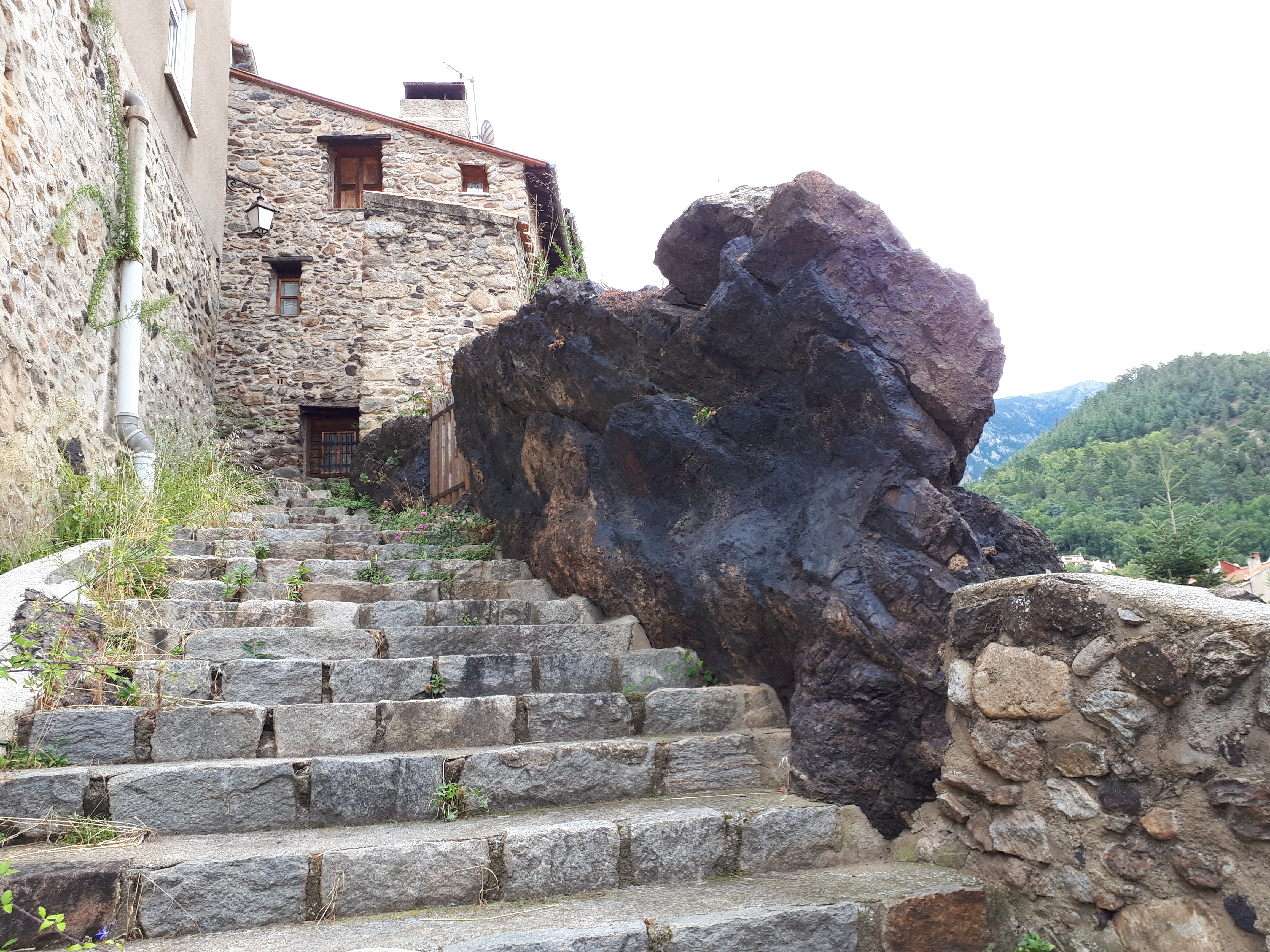
Front de taille de minerai de fer dans le vieux village de Vernet-les-Bains[13].
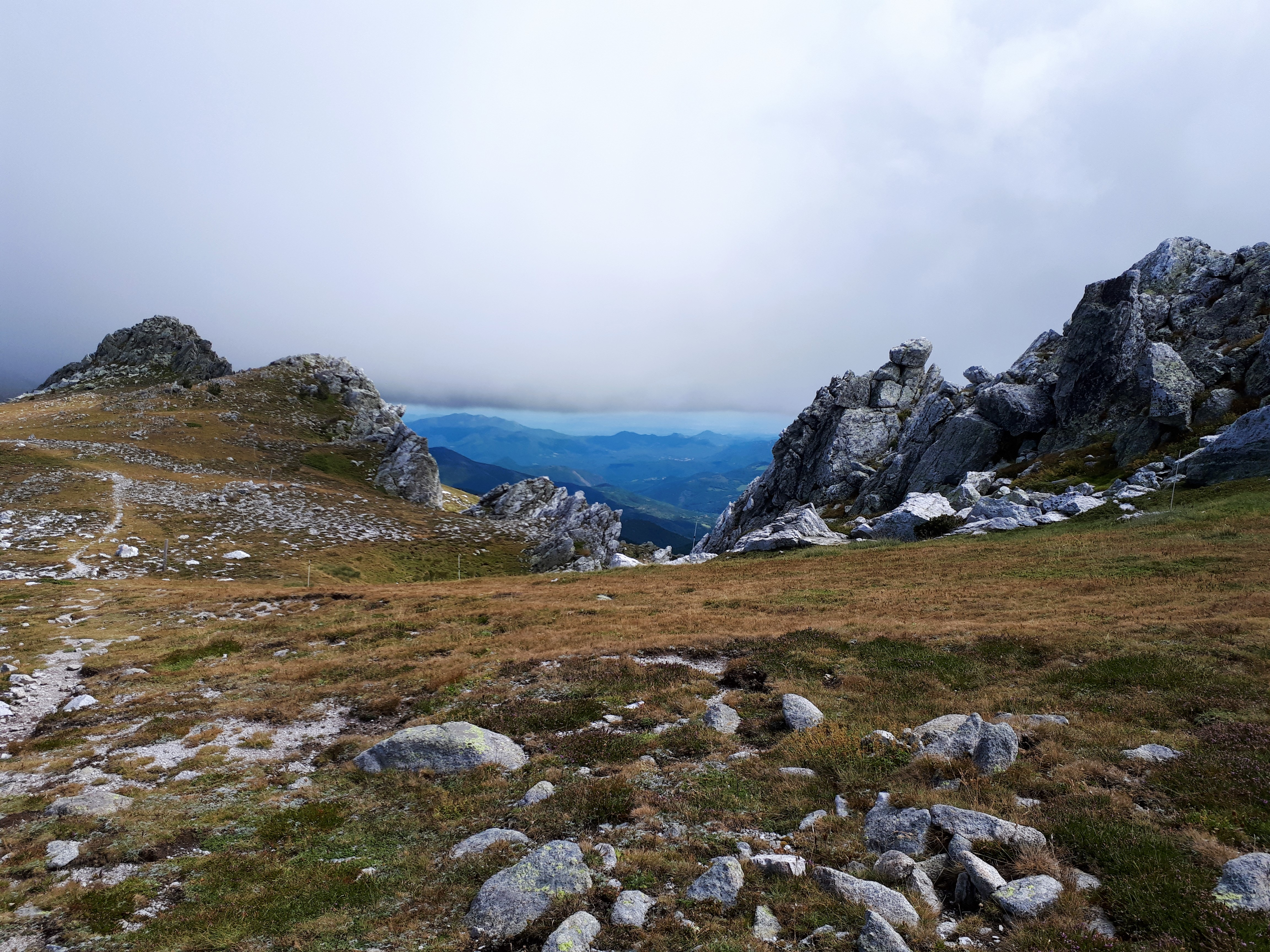
Une section des Esquerdes de Rotjà, un grand filon de quartz. Les roches au premier plan sont de granite de Costabonne.

Les plissements et les failles ont été intenses pendant l'orogenèse hercynienne, mais deux structures majeures dominaient. L'une était un très large anticlinal traversant la zone Canigou-Carança, et l'autre était un synclinal large dont l'axe s'étend aujourd'hui vers le nord-ouest à partir des environs de Villefranche-de-Conflent. Ainsi, les formations pré-hercyniennes les plus anciennes apparaissent à la surface au cœur du massif du Canigou (par exemple), et les plus récentes autour du Mont Coronat.
Au cours des 250 millions d'années qui ont suivi, les formations susmentionnées ont été recouvertes par des couches sédimentaires plus jeunes. Toutefois, il ne reste que très peu de traces de ces formations mézozoïques en Conflent (bien qu'elles apparaissent en surface plus au nord, dans le Fenouillèdes, et au sud-est, près d'Amélie-les-Bains).

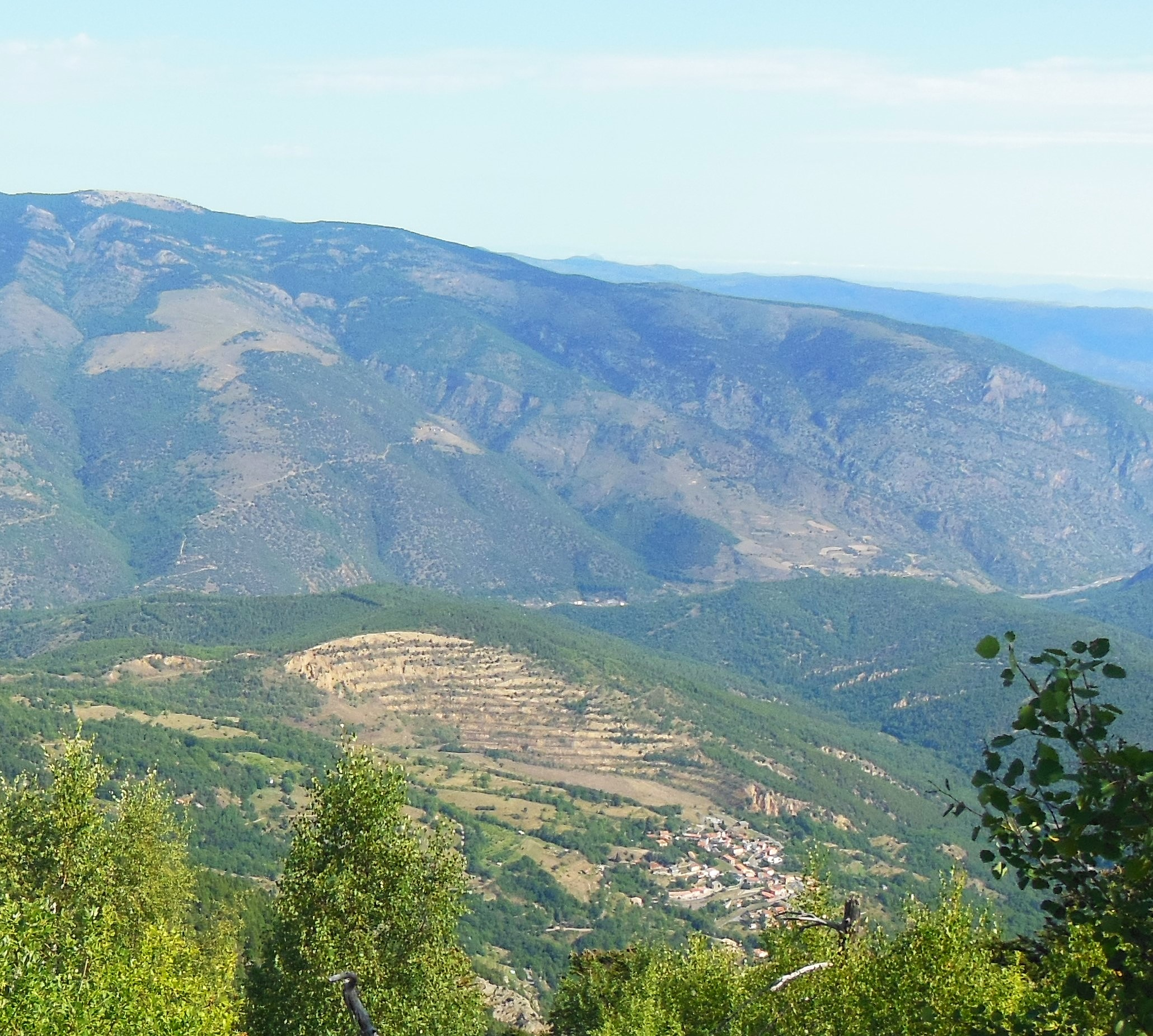
Le village d'Escaro, et l'ancienne carrière de spath-fluor.

Cependant, il est possible que les importants gisements hydrothermaux de fluorine découverts près d'Escaro aient été mis en place pendant une période de rifting mésozoïque, il y a environ 90 millions d'années. Ces gisements ont été extraits dans une immense carrière qui a fermé en 1991. On dit que c'est le plus important gîte de fluor de France.
Pendant la période de formation des montagnes dans les Pyrénées mentionnée ci-dessus (il y a environ 70 à 30 millions d'années, notamment pendant l'Éocène), les formations mésozoïques du Conflent ont été éliminées presque partout par le soulèvement et l'érosion. Les roches plus anciennes de la zone axiale ont été comprimées vers le haut et ramenées à la surface.
Au cours de l'activité tectonique de la période de construction des montagnes pyrénéennes et/ou plus tard, un certain nombre de failles majeures étaient actives en Conflent. Certaines de ces failles marquent aujourd’hui des limites importantes entre différentes formations géologiques. Par exemple, la faille de Merens marque une limite entre les calcaires dévoniens qui s'étendent au nord-ouest de Villefranche-de-Conflent et les formations cambriennes au nord-est.
En plus, l’activité de certaines d’entre elles a eu un impact significatif sur la topographie du Conflent, comme expliqué ci-dessous.
Par ailleurs, la faille de la Têt, une faille normale majeure à pendage nord-ouest s'étend de la Cerdagne, au nord-est jusqu'à Nyer, puis vers Taurinya et ensuite au-delà de Rigarda
,. Elle définit une ligne le long de laquelle se trouvent de nombreuses sources d'eau chaude. Certaines de ces sources chaudes sont aujourd'hui utilisées dans des centres thérapeutiques, comme à Vernet-les-Bains et à Thuès-les-Bains .
Au nord-est de Nyer, la faille de la Têt se bifurque. Sa branche sud définit la limite nord-ouest des gneiss des massifs de la Carança et du Canigou. La branche nord définit la limite sud-est du bassin miocène du Conflent (voir ci-dessous),. Les deux branches se rejoignent à proximité d'Estoher. Entre ces deux branches se trouve une zone, large de trois kilomètres maximum en général, elle-même traversée par plusieurs failles secondaires, de formations à dominante précambrienne. Entre Escaro et Taurinya, cette zone marque une partie de la « ceinture de fer du Canigou » dans lequel l'exploitation minière s'est déroulée pendant des siècles.
L'activité tectonique le long d'une faille entre Fillols, Py et Mantet, aussi à pendage nord-ouest, a accentué le soulèvement du massif du Canigou. Entre Fillols et Py, cette faille marque également la limite ouest du granite hercynien du massif du Canigou.

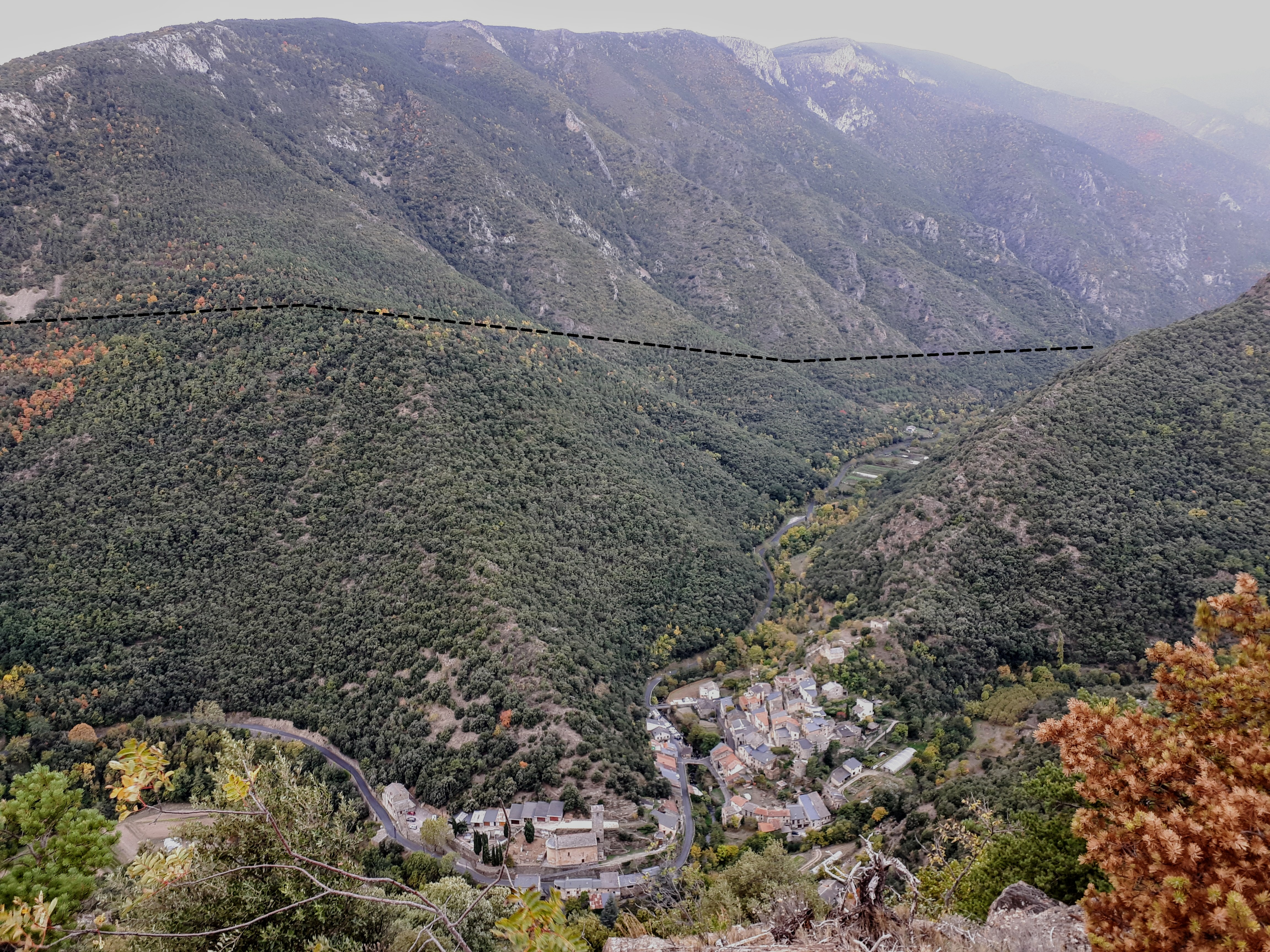
Le village de Conat dans la vallée de Caillan. La faille de Merens (ligne noire en pointillés) sépare les formations calcaires du Dévonien sur le versant opposé des formations cambriennes à dominance schisteuse sur le versant proche.
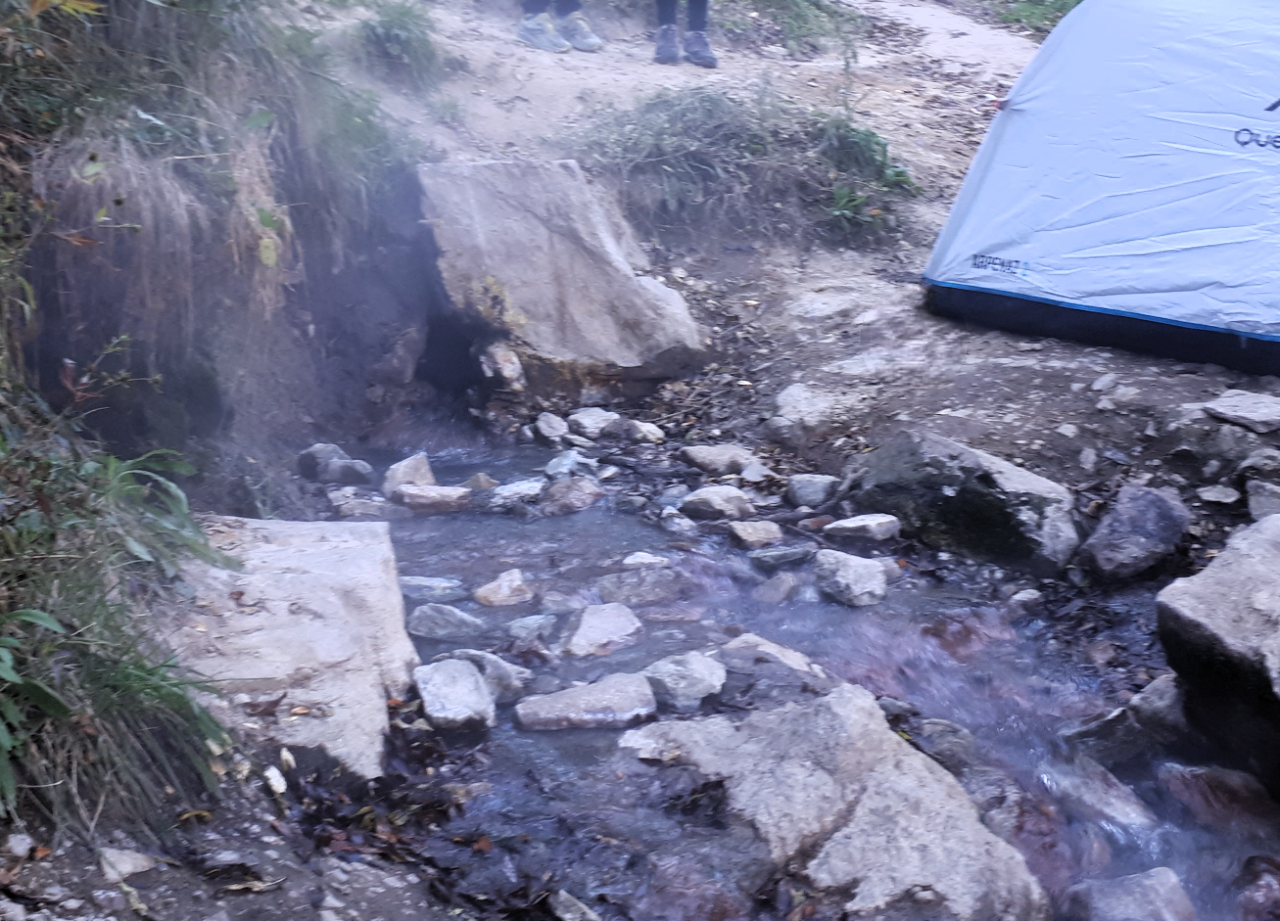
Source chaude (60°C), commune de Fontpédrouse. La source se situe presque sur la ligne de la faille de la Têt[26].
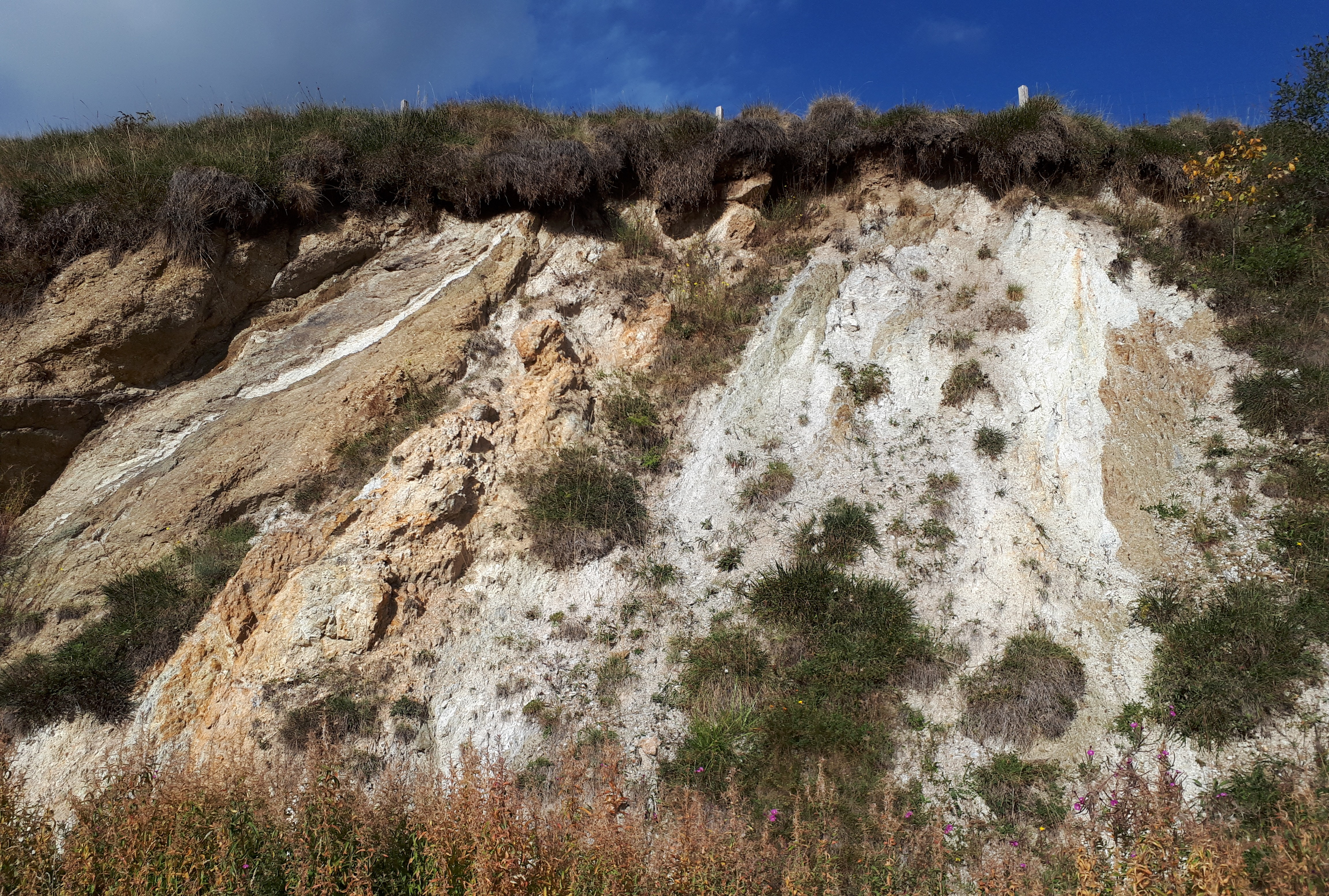
Exposition de roche concassée dans la zone de faille de Fillols-Py-Mantet, au parking du village de Mantet[27].

Lors d'une période d'extension crustale sur le flanc nord des massifs du Canigou et de Carança, à partir d'environ il y a 25 millions d'années, le bassin tectonique du Conflent s'est ouvert. Au cours de la période du Miocène, d'énormes quantités de sables grossiers et de blocs de gneiss ont été déversés dans ce bassin par les rivières descendant des flancs de ces massifs. Des matériaux dérivés du schiste et du granite ont également été transportés dans ce bassin en provenance du nord et du sud-est,.
Il y a environ 5 Ma, pendant le Pliocène, le niveau de la mer Méditerranée s'est élevé rapidement (la « transgression zancléenne »). La mer est montée jusqu'à Rodès et Vinça. La mer a laissé des couches de dépôts marins sableux. Au fur et à mesure du retrait de la mer, le fleuve Têt a déposé sur le dessus des matériaux plus grossiers dits « fluviotorrentiels ». Ces derniers contiennent des galets de nature variée - granite, gneiss, schiste, marbre, quartz, etc.
Enfin, au cours de la période quaternaire des deux derniers millions d'années, des conditions glaciaires et périglaciaires ont prédominé la plupart du temps.
Des rivières au débit puissant, charriant parfois de grandes quantités de galets, de sable et de limon, ont creusé de larges terrasses dans certaines vallées, puis y ont déposé les matériaux qu'elles transportaient. On trouve ces terrasses aujourd'hui dans la vallée de la Têt et dans les parties inférieures de certains de ses affluents.
Des dépôts fluviaux quaternaires sous forme de cônes de déjection sont également présents dans certaines zones.
Les périodes froides du Quaternaire ont également vu le développement de plusieurs glaciers dans les hauteurs du Conflent. Les moraines et autres dépôts glaciaires sont donc présents dans cette région, surtout dans les hautes vallées des massifs du Canigou, de Carança et du Madrès.

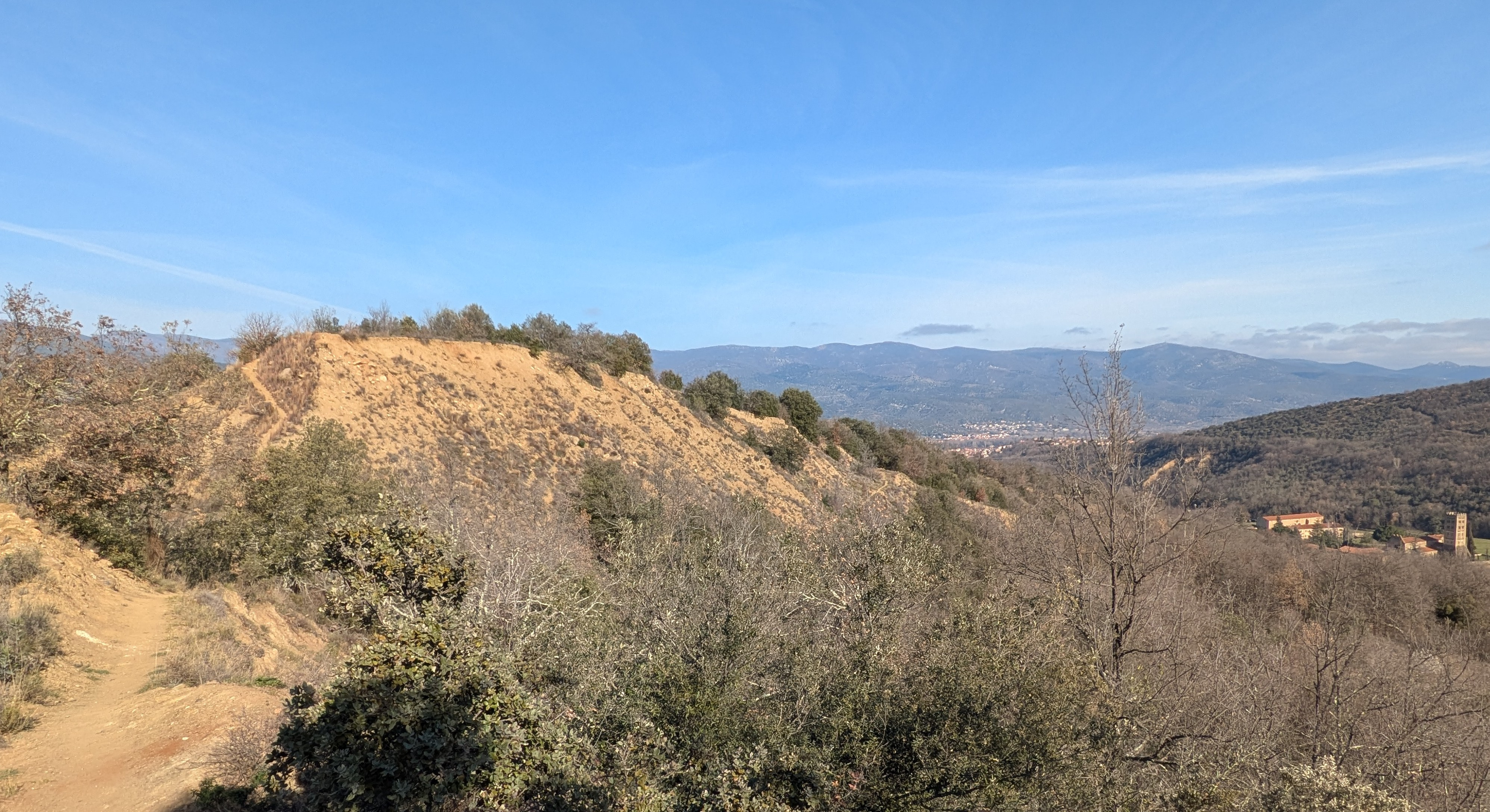
Falaise dans les sédiments miocènes au-dessus de l'abbaye de Saint-Michel de Cuxa.
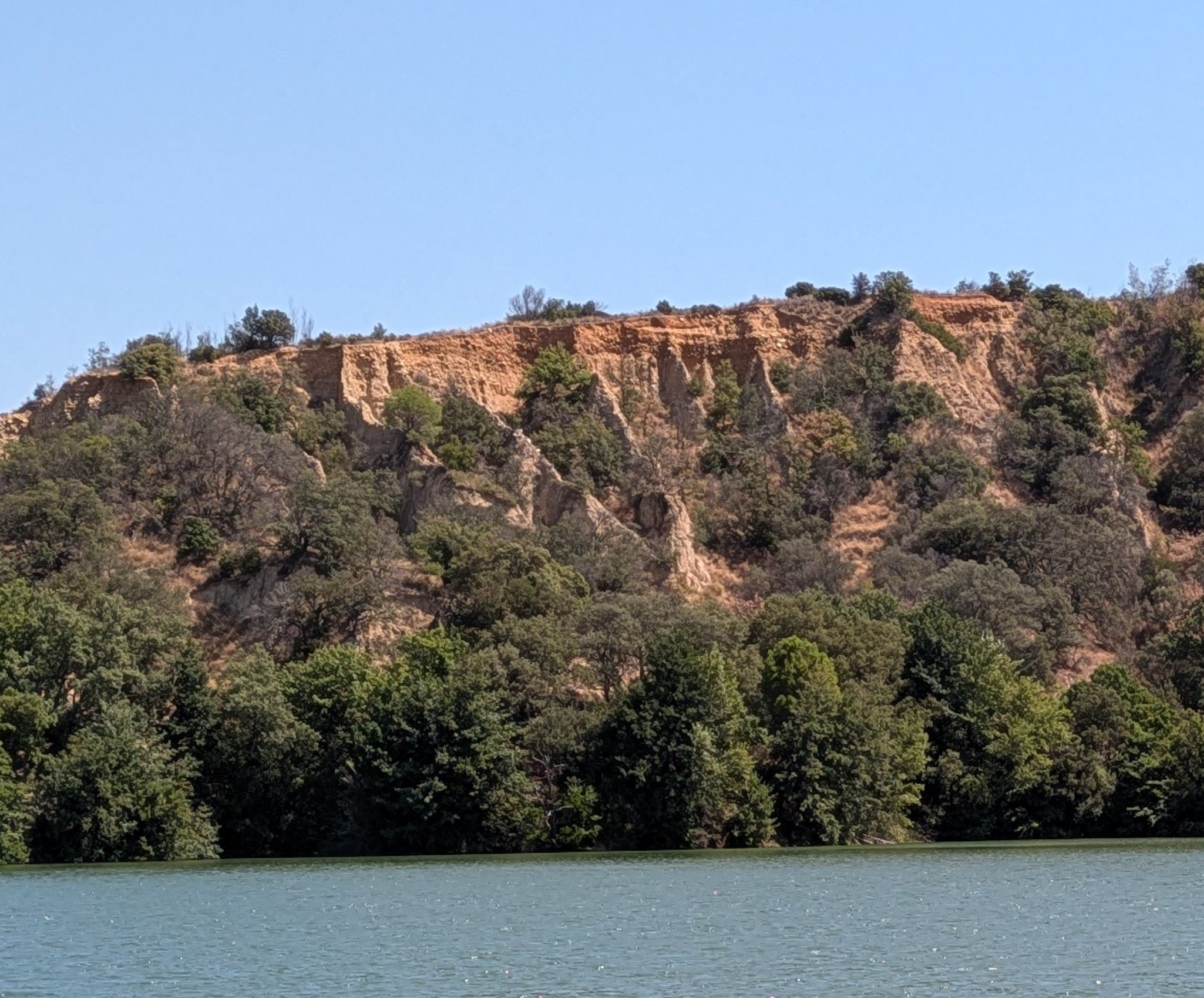
Pliocène de Vinça - Couche inférieure (de couleur plus claire) : formation marine ; couche supérieure (de couleur rouille) : formation continentale.
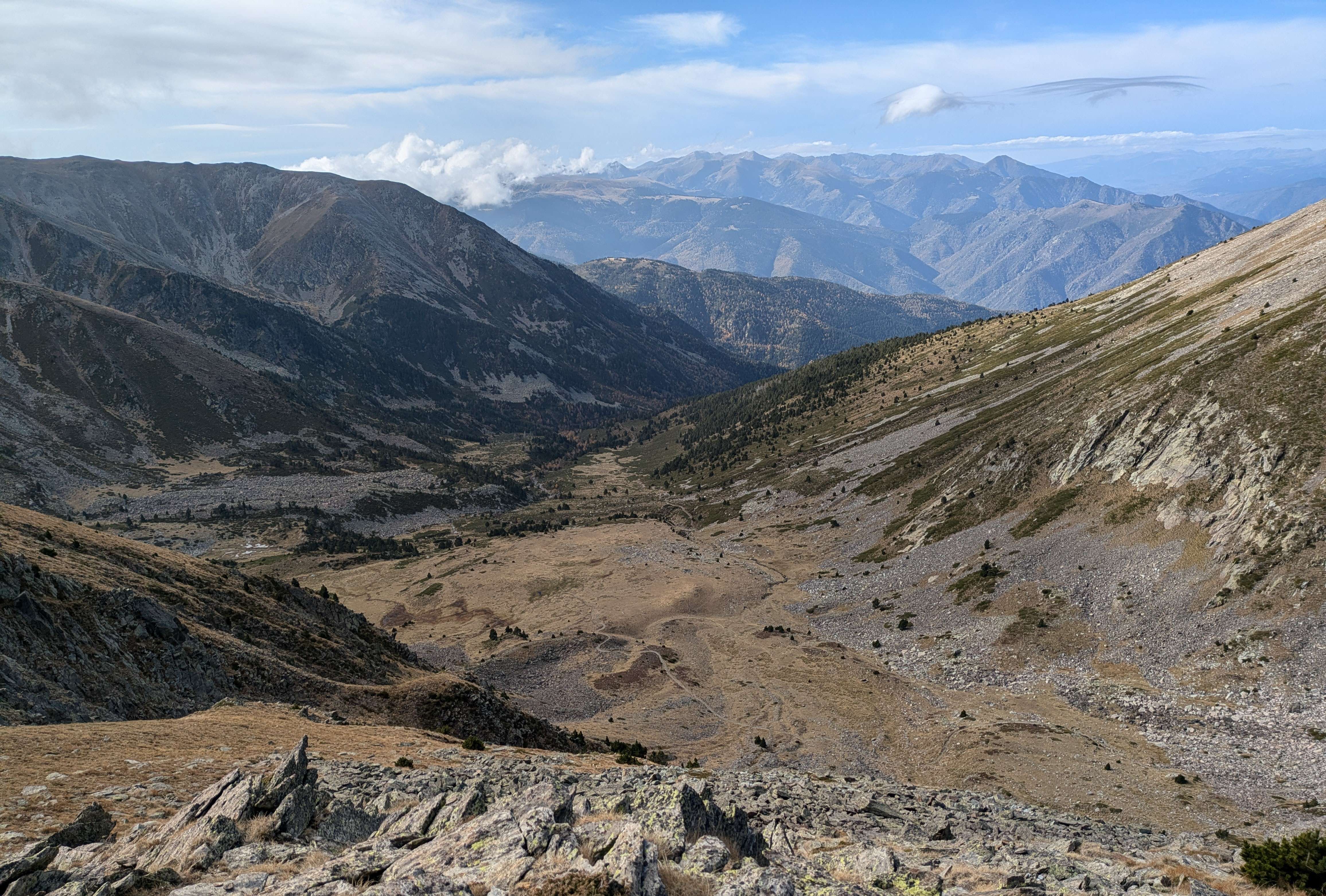
Pla de Cady, Massif du Canigou. Accumulations morainiques quaternaires dans la large combe (traversée par un sentier) immédiatement en dessous, et latéralement sur le côté de la vallée à gauche[34].

### Zones géologiques en Conflent
Les formations géologiques les plus anciennes (essentiellement édiacariennes et cambriennes) se trouvent :
- dans une vaste zone qui s'étend au sud-est du col de Sansa, au-delà de Canaveilles et de Jujols (ces deux villages ont donné leur nom à des groupes géologiques de cette période) ;
- dans une autre grande zone qui se situe au nord-est de la faille de Merens, centrée sur Urbanya, et qui s'étend presque jusqu'à Prades ;
- dans une zone relativement étroite au pied de la faille de la Têt, du nord-est d'Escaro jusqu'à Clara-Villerach (c'est dans cette zone que l'on trouve d'importants gisements de minerai de fer et de fluorine) ;
- dans une zone en forme de croissant dans le massif du Canigou, de Balaig, vers le sud jusqu'au Pic du Canigou, puis à l'est jusqu'à Py ; et
- dans une zone située à l'est du massif du Canigou, qui s'étend d'Estoher vers le sud-est jusqu'à Baillestavy et Valmanya. Cette zone peut également être considérée comme une extension nord-ouest du massif des Aspres. Autour de Baillestavy et Valmanya, on trouve également d'importants gisements de minéraux.
- dans une zone située en bordure du massif de Carança, dans un coin sud-ouest du Conflent.

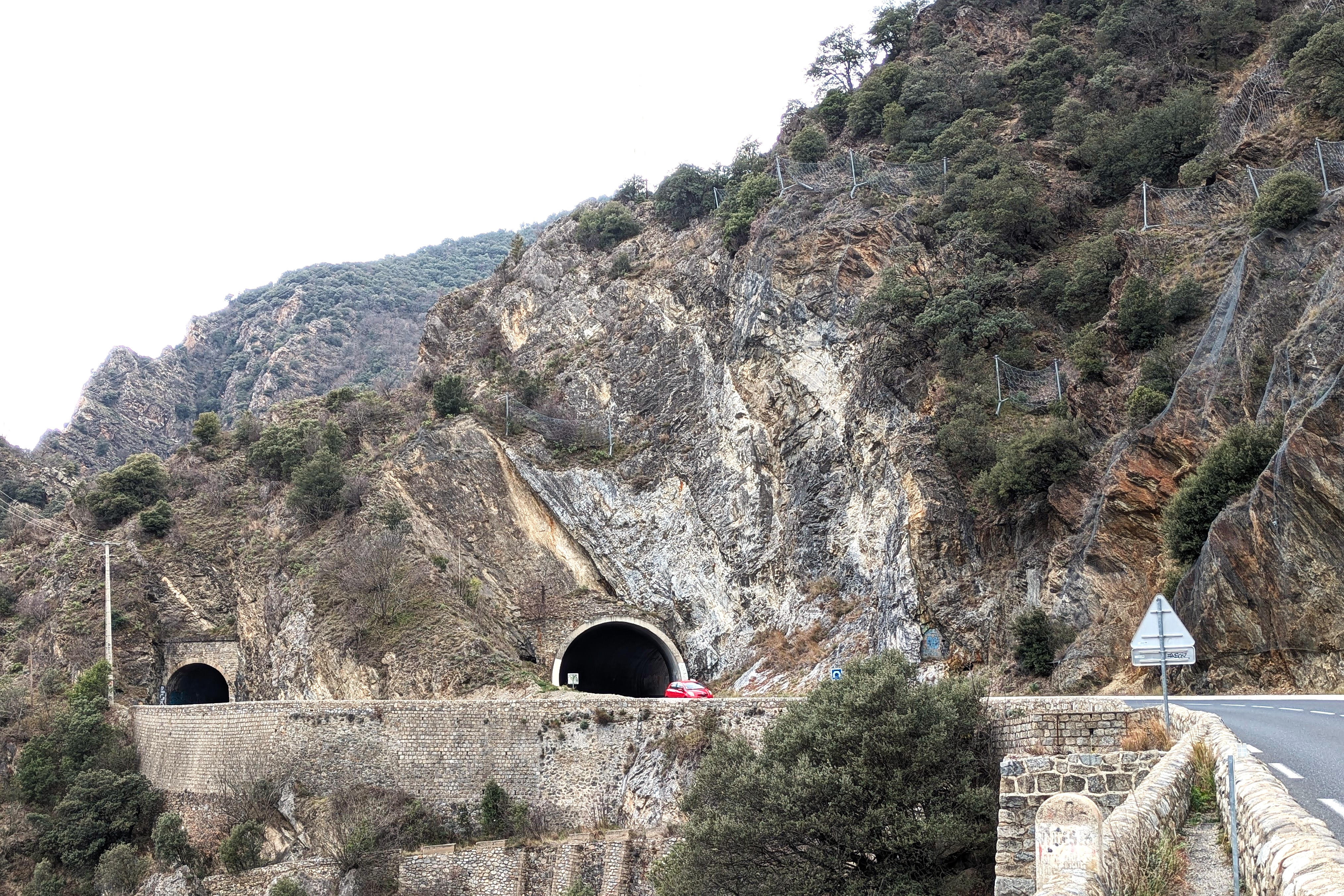
Affleurement de « marbre de Canaveilles » (précambrien), à côté d'un tunnel sur la RD66 (ex RN116), en dessous du village du même nom[35].
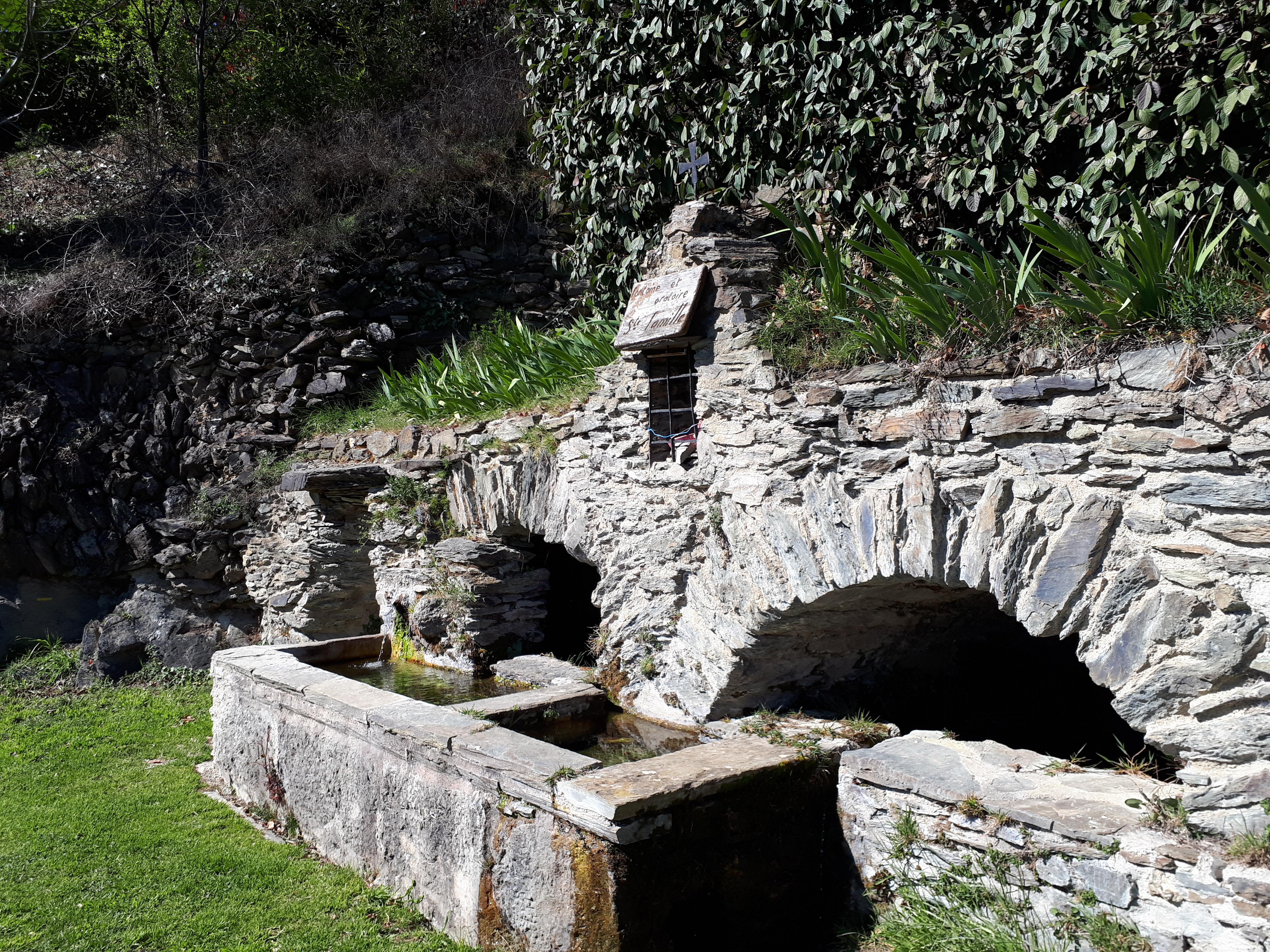
Fontaine et oratoire Ste-Famille, village de Jujols. Cette fontaine, comme de nombreux bâtiments du village, a été construite en schiste cambro-ordovicien du coin.

Les gneiss ordoviciens occupent une zone presque continue qui se trouve au sud de la faille de la Têt et qui s'étend vers l'ouest depuis le massif du Canigou jusqu'à Cambre d'Aze en passant par les massifs de Tres Estelles et de Carança.
Une zone continue de sédiments métamorphisés préhercyniens plus jeunes s'étend vers le nord-ouest depuis Villefranche-de-Conflent (où la zone est assez large) jusqu'au Mont Coronat et au Pic de la Pelade (où la zone est étroite). Le marbre dévonien est prédominant dans cette zone. La limite nord-est de cette zone correspond au tracé de la faille de Merens.
Le granite hercynien apparaît en surface :
- dans une large zone le long de la frontière nord du Conflent, de Rodès à l'ouest en passant par Eus et Mosset jusqu'au massif du Madrès (dans le cadre des plutons de Millas et de Quérigut) ;
- dans une zone située sur la limite occidentale du Conflent, du col de Sansa vers le sud jusqu'à Mont-Louis (dans le cadre du pluton de Mont-Louis). Le granite est également un composant principal d'une extension complexe en forme de losange de cette zone qui s'étend vers l'est de Mont-Louis à Nyer.
- en larges zones isolées, dans le massif du Canigou à l'est de Casteil, et également au nord-est du Pic de Costabonne.

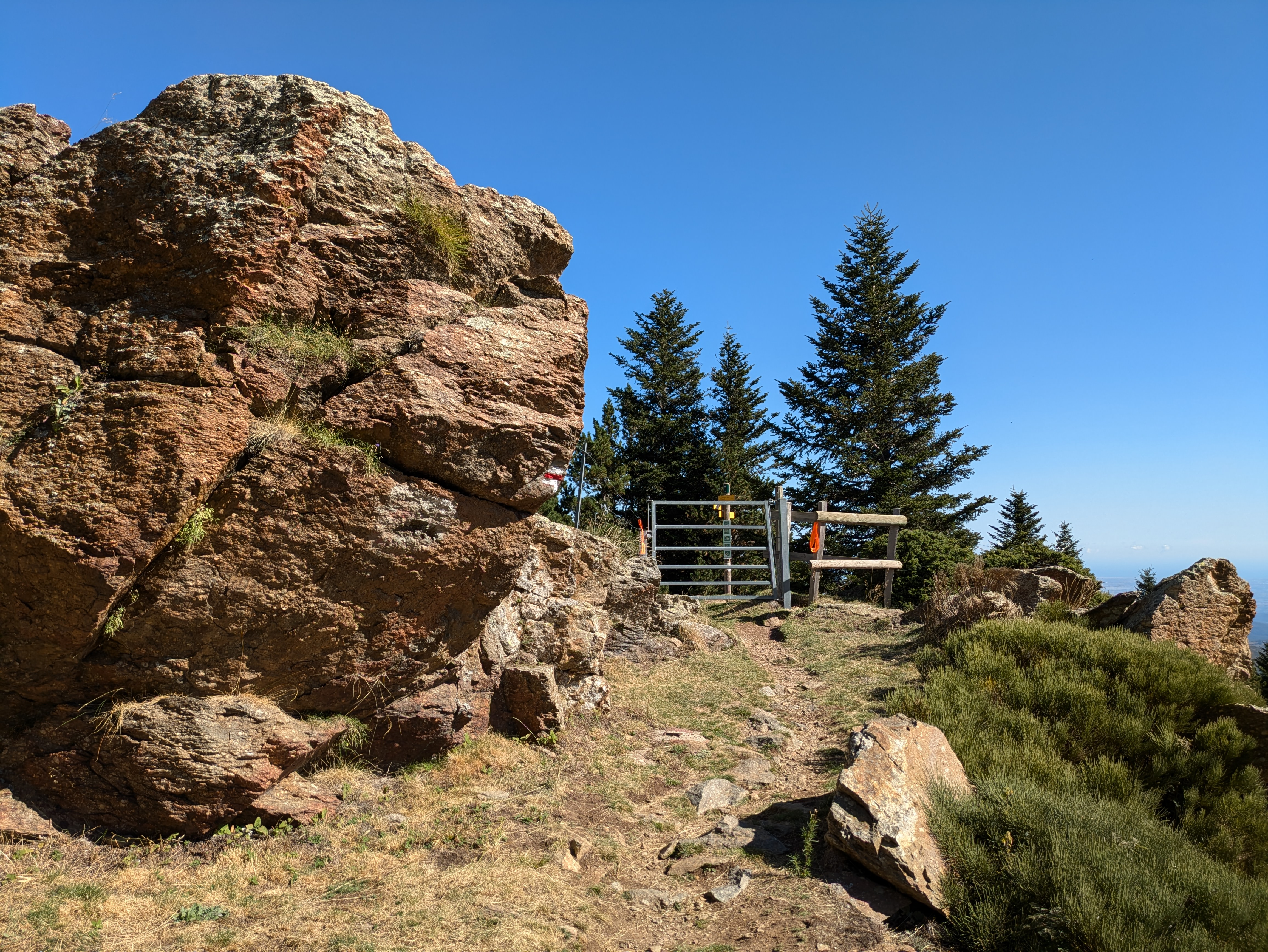
Affleurement d'orthogneiss œillé - Ras de Prat Cabrera, Massif du Canigou[36].
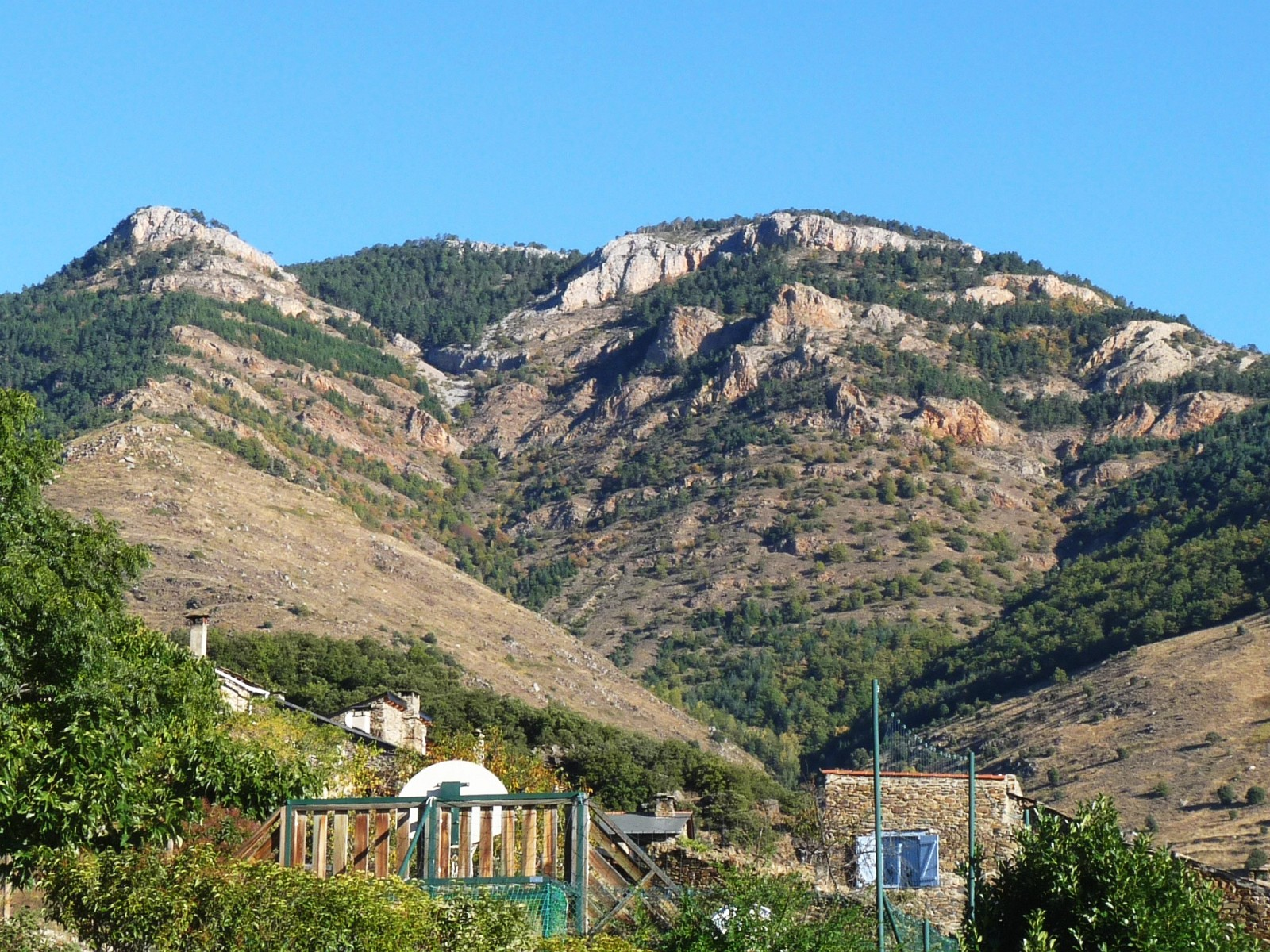
Falaises siluro-dévoniennes de marbre, massif du Mont Coronat.
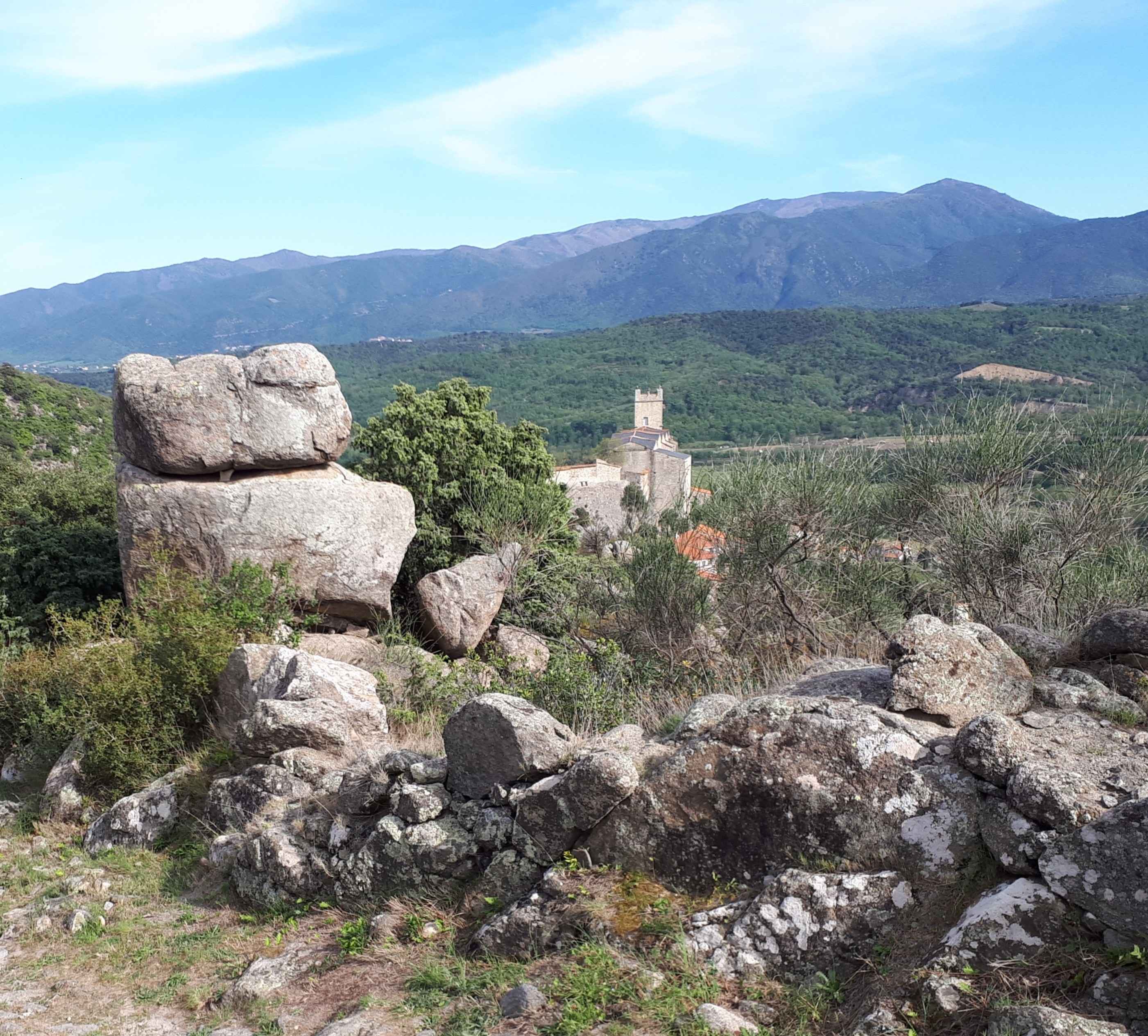
Granite du pluton de Millas, et l'église du village d'Eus.
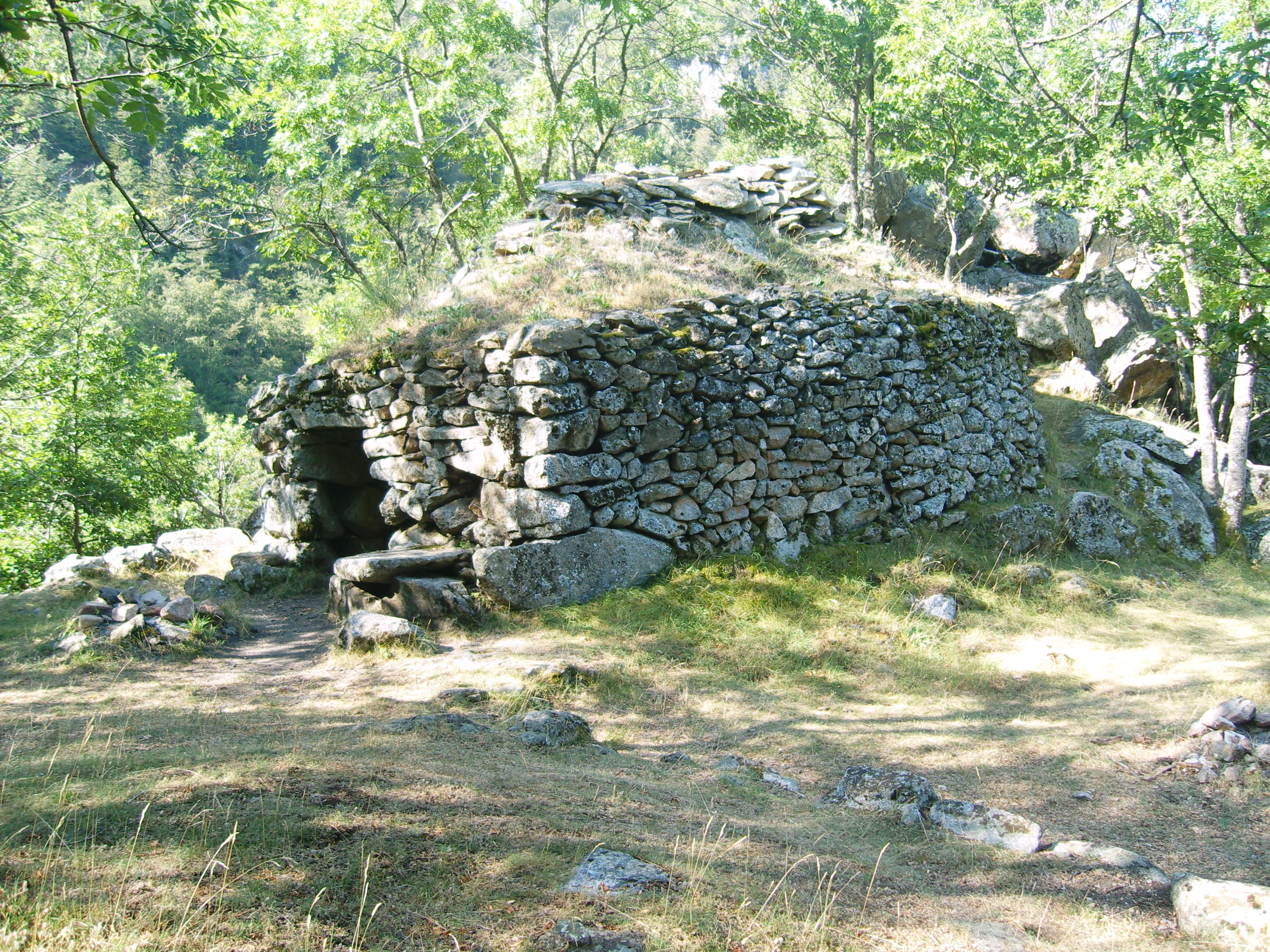
Affleurement de leucogranite, avec une ancienne cabane en pierre (« Cicerola ») construite avec la même roche (commune de Casteil).

La zone du bassin du Conflent (Miocène) se trouve au nord-ouest de la faille de la Têt, entre Escaro et Vinça. Les dépôts de sable grossier et de blocs de gneiss prédominent dans les parties occidentales de cette zone. Vers l'est, ces dépôts cèdent la place à des sables plus fins, parfois de couleur rougeâtre, brun ou gris.

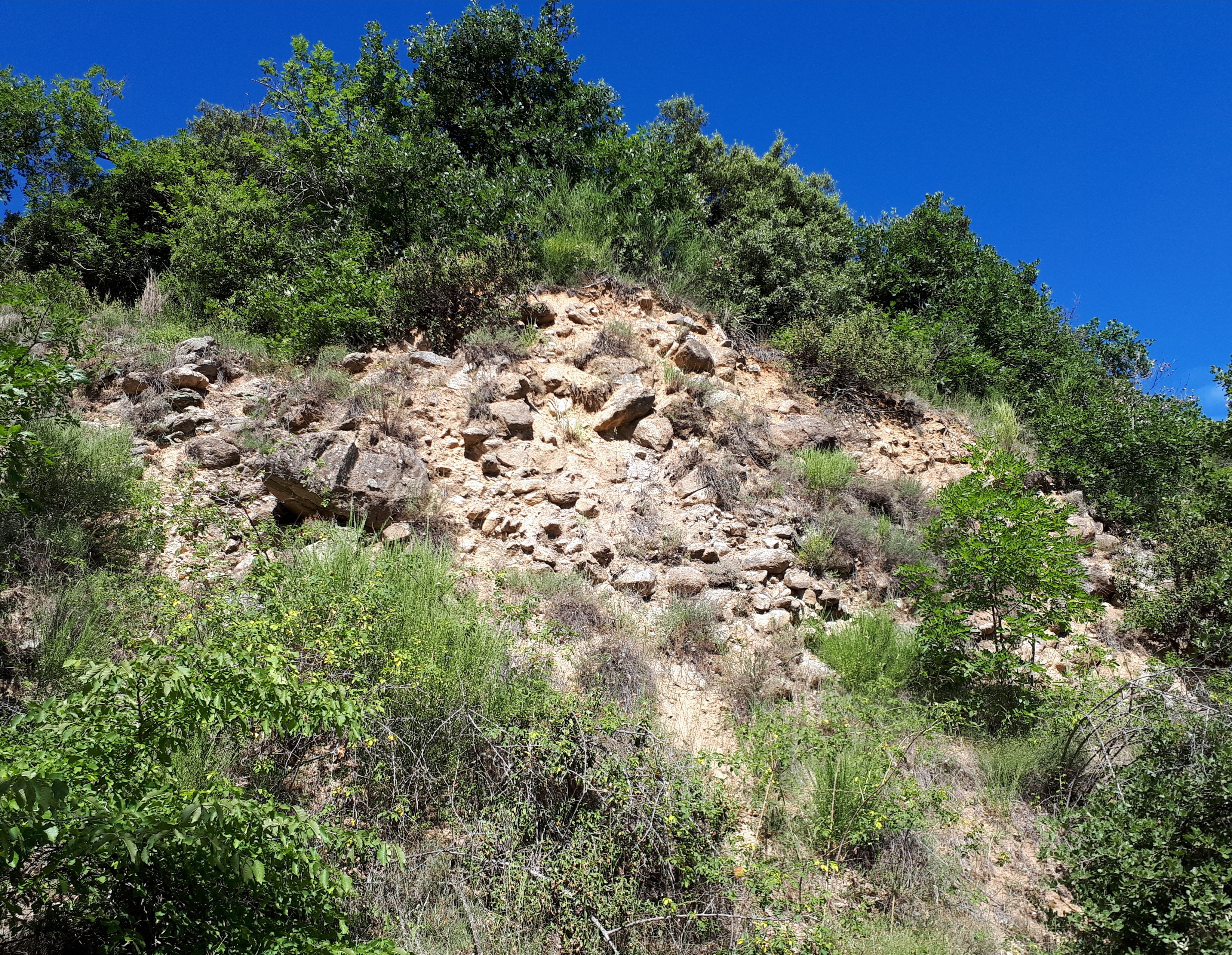
Affleurement miocène près de Vernet-les-Bains : sable très grossier avec de gros blocs de gneiss.
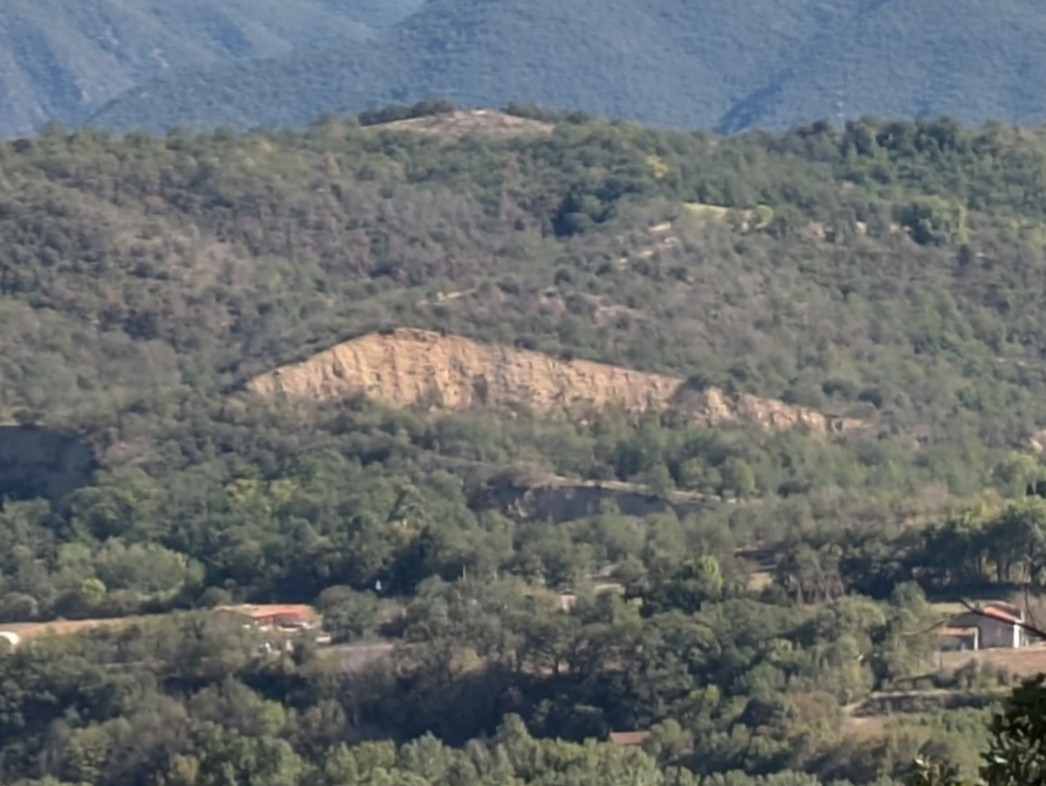
Affleurement miocène près de Los Masos : sable plus fin.
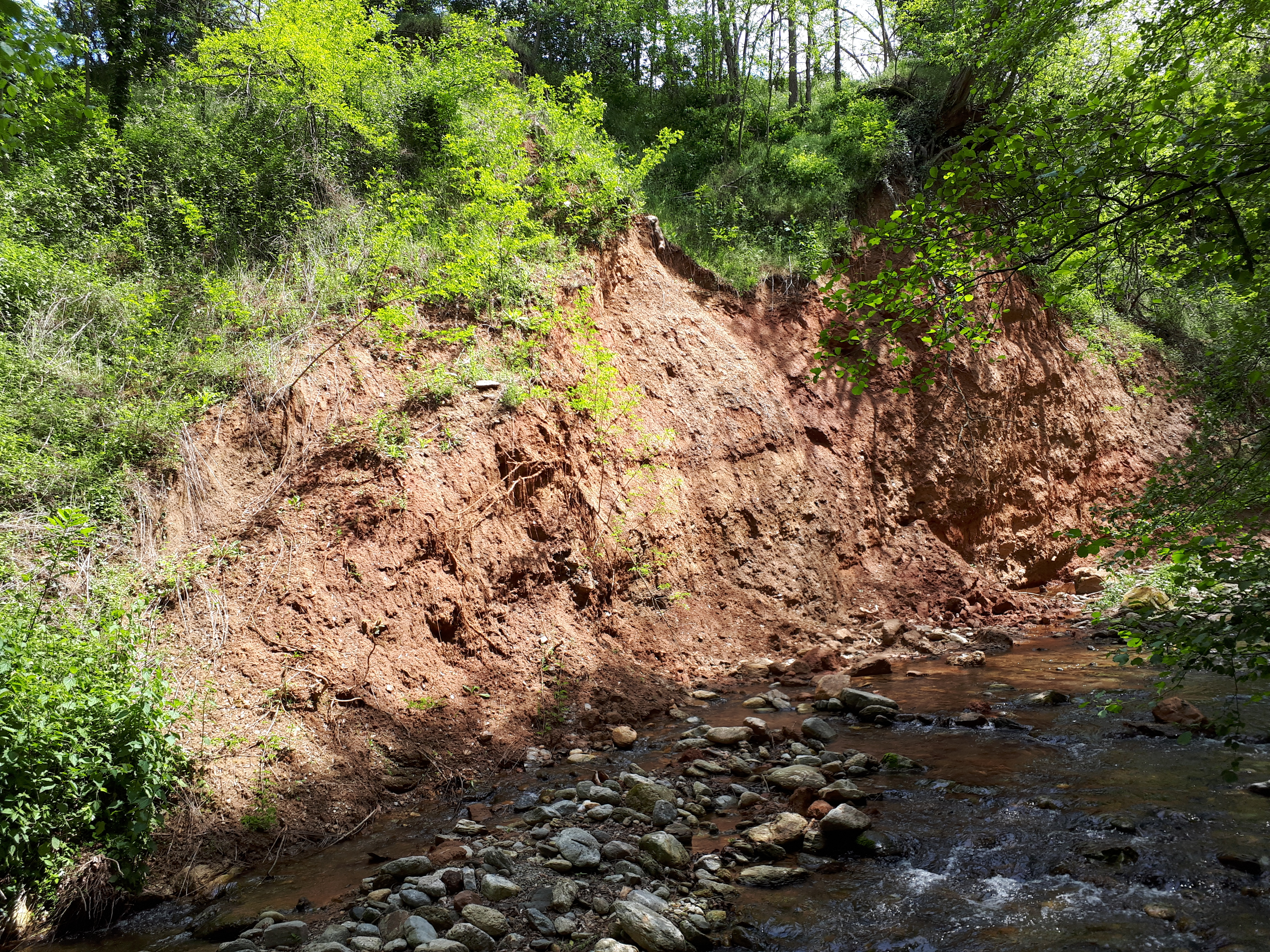
Affleurement miocène près de Codalet : sable rougeâtre.
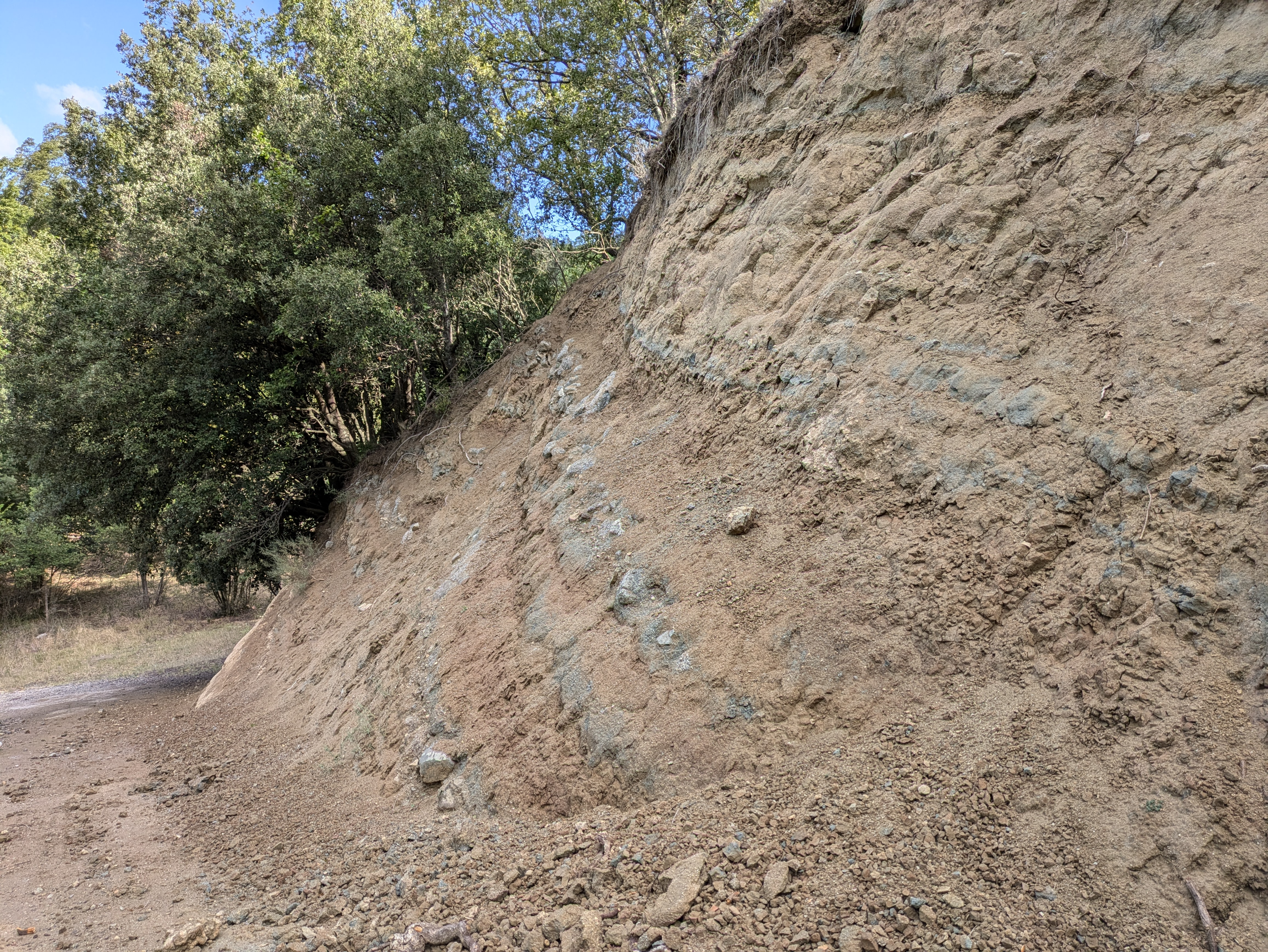
Affleurement miocène près de Marquixanes : sable brun-gris, avec clastes de granite.

Certains sables pliocènes de la plaine du Roussillon s'étendent sur la marge orientale du bassin du Conflent, par exemple près de Rodès.
Des zones notables de dépôts de terrasses fluviales du Quaternaire se trouvent dans la vallée de la Têt à l'est de Ria, et dans les parties inférieures de certaines vallées tributaires, telles que celles des rivières Rotjà, Cady, Llitera et Rigarda. En plus, il y a des cônes de déjection quaternaires près de Fillols et au sud de Vinça.
Les zones de dépôts glaciaires quaternaires se trouvent dans les parties supérieures des vallées du massif du Canigou, du massif de Carança (par exemple, dans les vallées de Mantet (Alemany), de Carança et de Riberola), et dans le massif du Madrès (par exemple, dans la vallée supérieure de la Castellane).

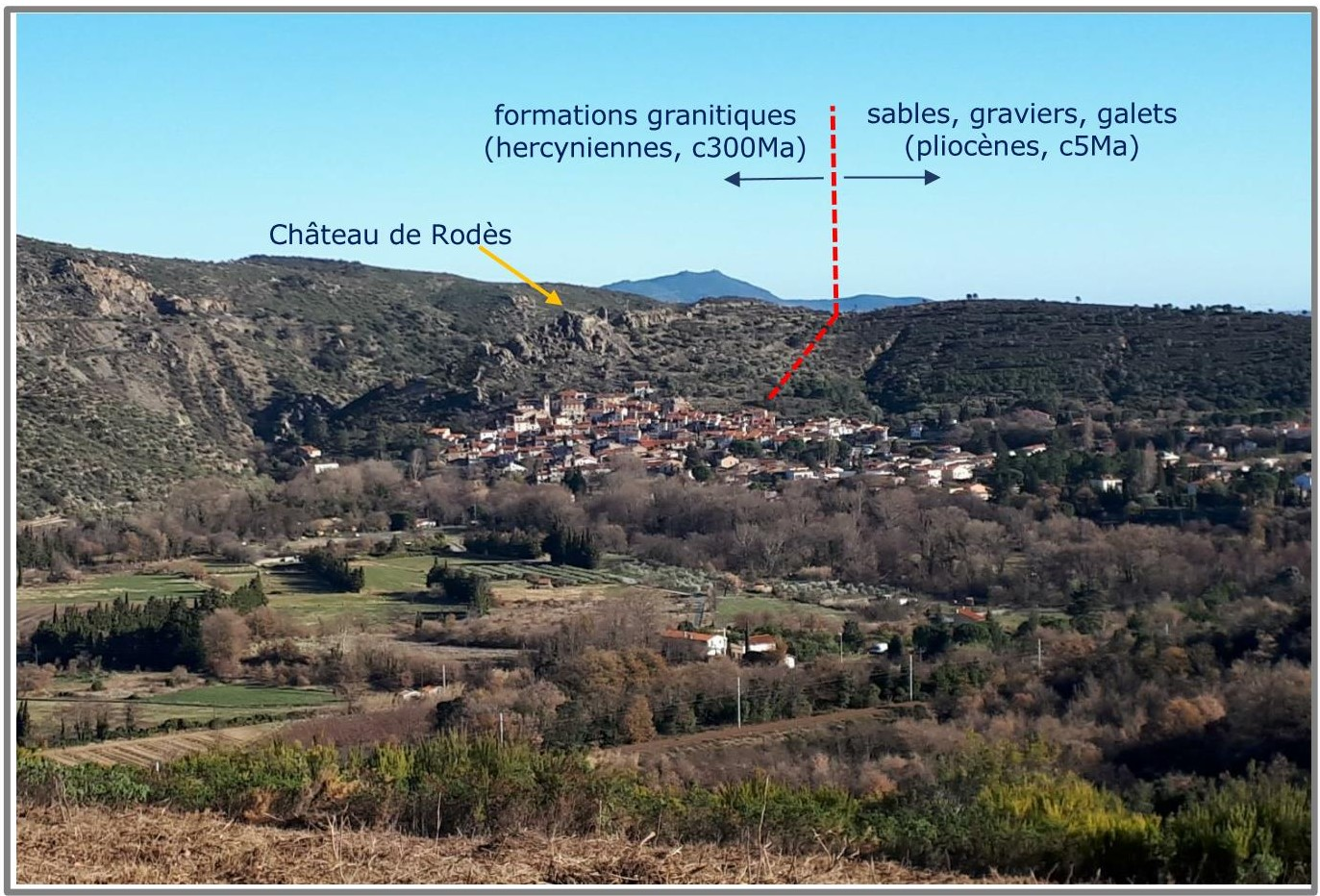
Vue géologique vers le village de Rodès, avec formations pliocènes.
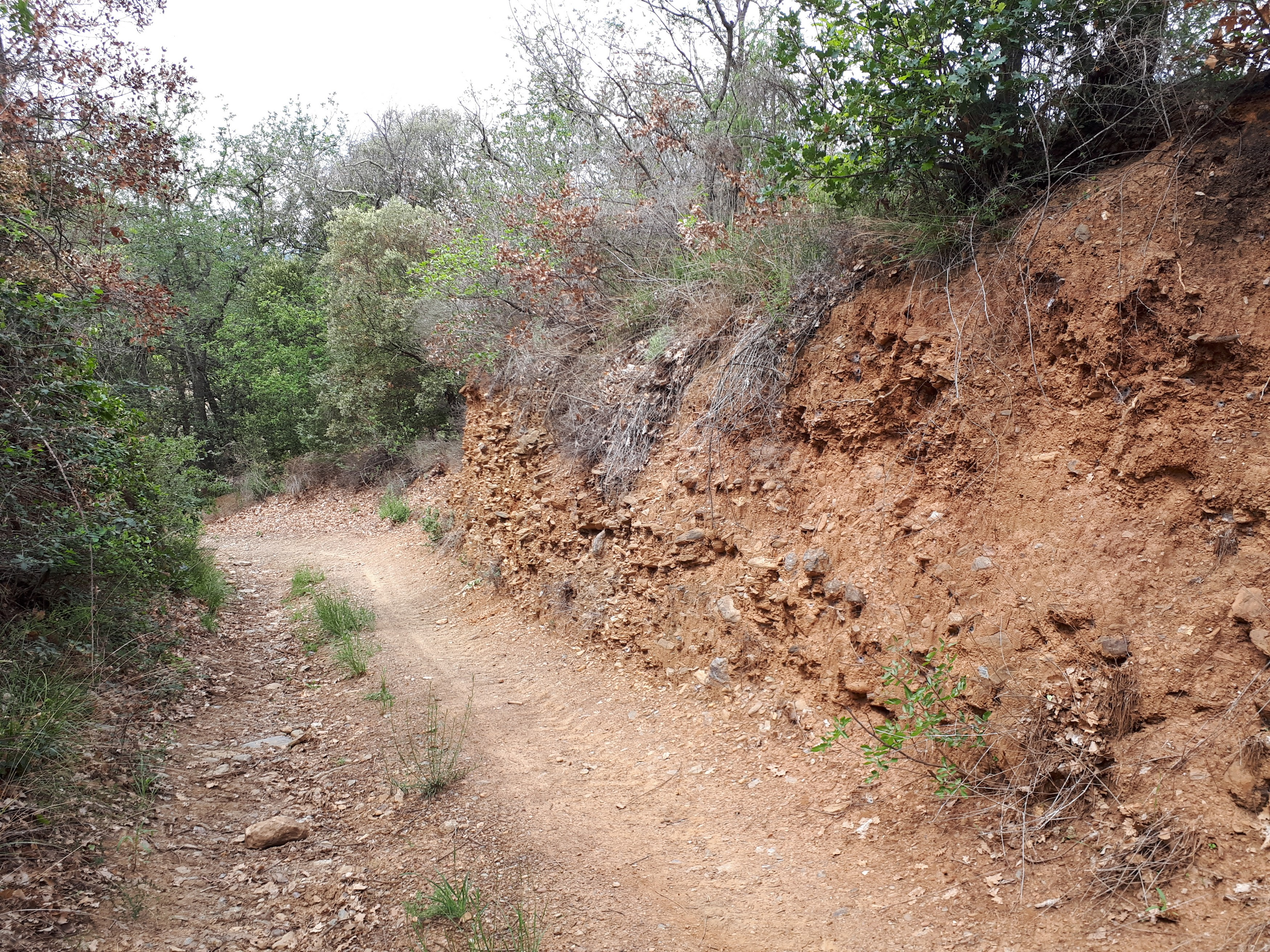
Affleurement de dépôts fluviatiles quaternaires dans la vallée de la Rigarda, commune de Rodès.
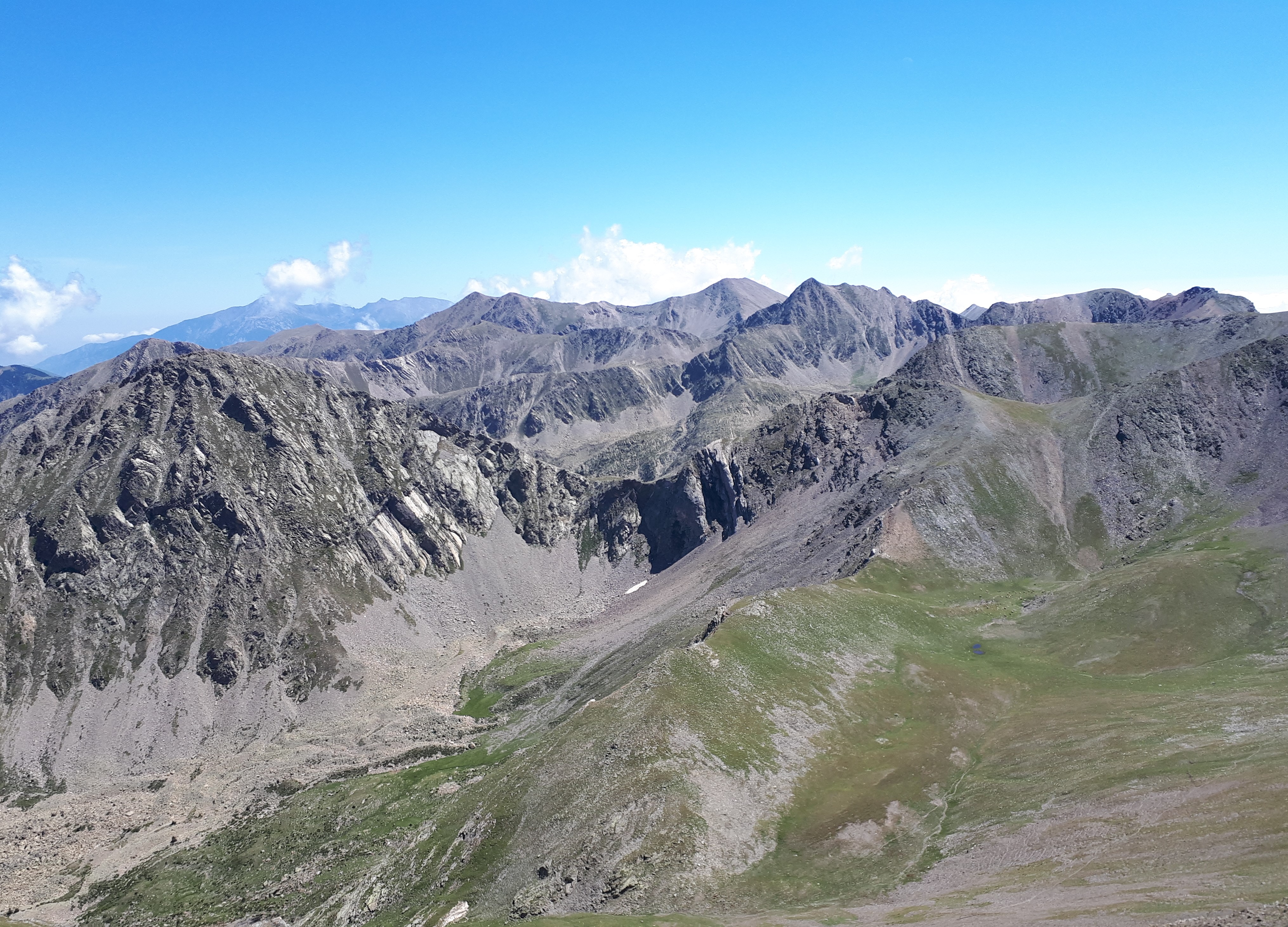
Zone montagneuse vue depuis le pic de les Nou Fonts. L'action des glaciers a laissé des moraines au fond de la vallée de la Valleta (en bas, à gauche), un affluent de la Riberola.

## Relief

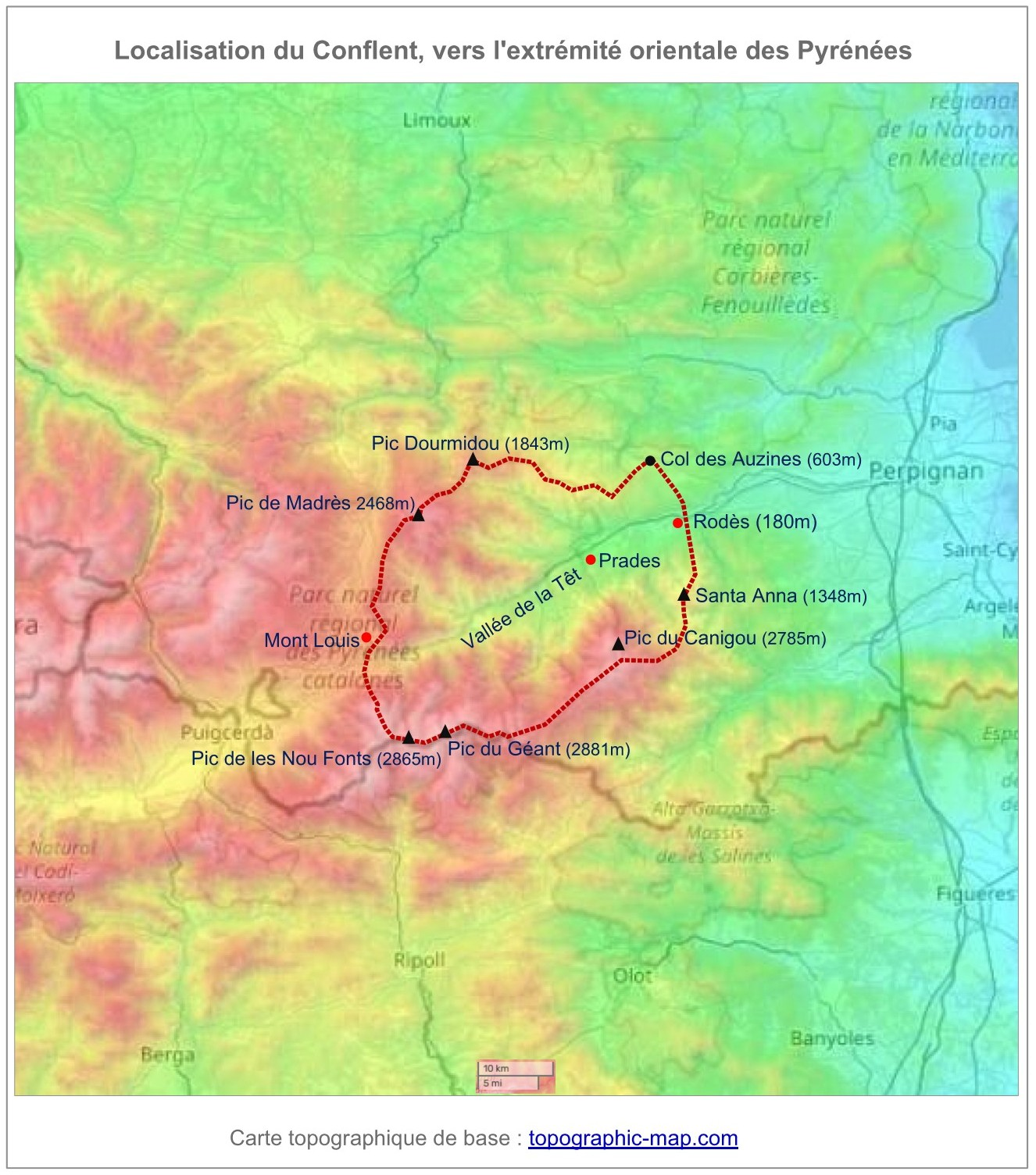
Localisation du Conflent - carte simplifiée. (Carte de base : topographic-map.com.)

Dans le Conflent, comme ailleurs, la topographie de la région est le résultat des interactions entre, d'une part, l'activité tectonique (telle que le soulèvement, l'affaissement, l'extension et la compression) et, d'autre part, l'érosion et la sédimentation (ici principalement par les rivières, la glace et les mouvements de masse) au cours des derniers millions d'années. Toutefois, dans le Conflent cette activité tectonique et cette érosion/sédimentation ont été assez prononcées, par rapport à la plupart des autres régions de France et d'Europe. Le Conflent offre donc un terrain d'étude intéressant de cette interaction dans un contexte européen (zone tempérée).
Le Conflent est en grande partie une région de collines et de montagnes. Le point culminant est le Pic du Géant (Pic del Gegant) à 2 881 mètres. Le point le plus bas est le passage de la Têt à Rodès, à 180 mètres d'altitude, en aval du barrage de Vinça.

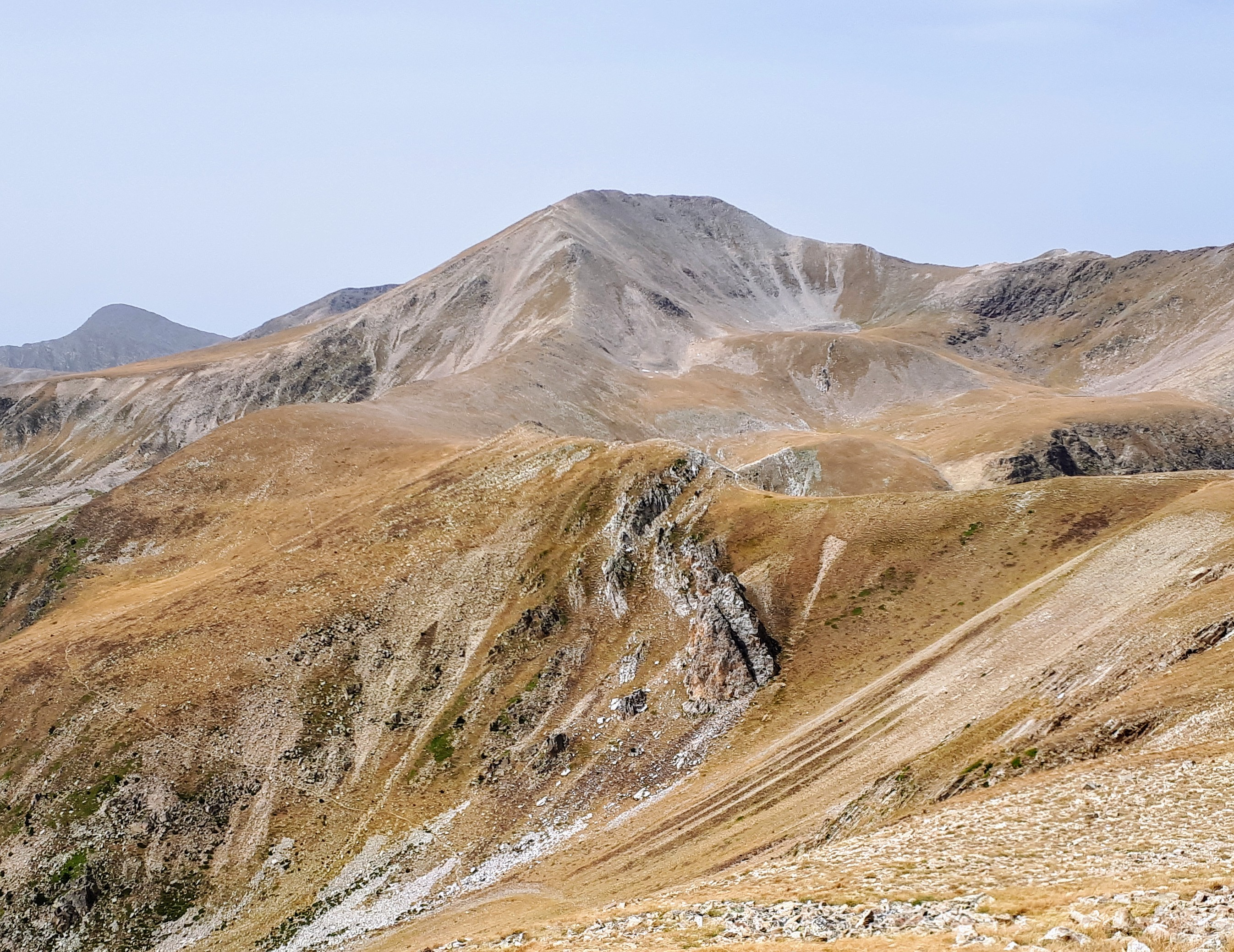
Pic du Géant
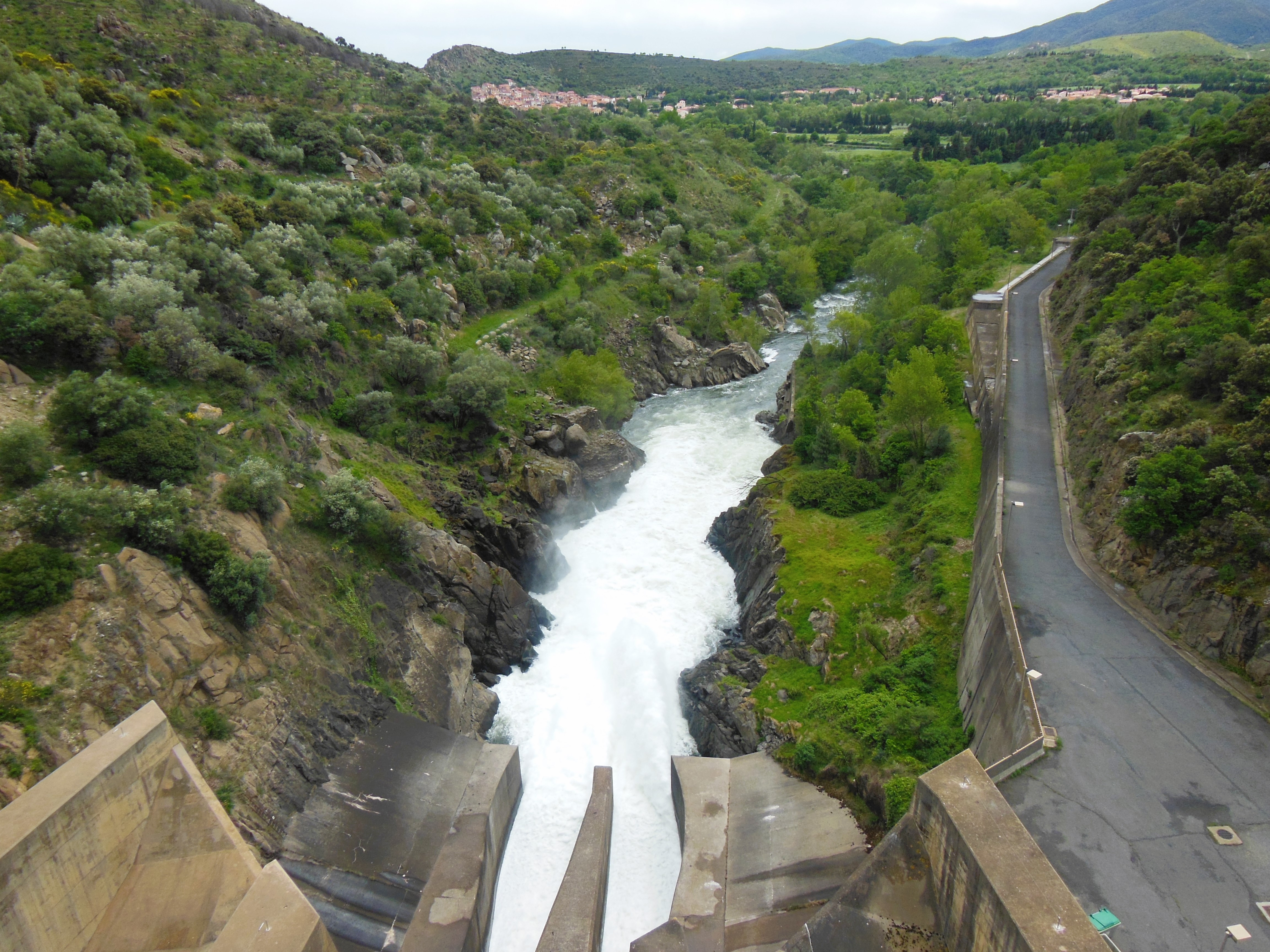
La Têt jaillit de la base du barrage de Vinça, avec Rodès au-delà.

La zone axiale des Pyrénées orientales, et le Conflent en particulier, sont généralement plus élevés que les régions situées au nord et au sud. Bien que la principale période de soulèvement et de formation des montagnes des Pyrénées se soit achevée il y a environ 30 millions d'années, cette région est restée une zone tectoniquement relativement active, jusqu'à nos jours,. Ainsi, malgré l'énorme quantité d'érosion qui s'est produite ici au cours des 30 derniers millions d'années, le Conflent continue à se trouver à une altitude généralement plus élevée que les terrains situés au nord et au sud.
Dans le Conflent, le soulèvement tectonique des périodes géologiques relativement récentes a généralement été plus marquée dans les zones situées au sud de la faille de la Têt que dans celles situées au nord de cette faille. Par conséquent, l'altitude des sommets du Conflent diminue globalement du sud au nord, passant par exemple d'environ 2 800 mètres dans l'angle sud-ouest (Pic de les Noufonts) à environ 1 800 mètres dans l'angle nord-ouest (Pic Dourmidou).

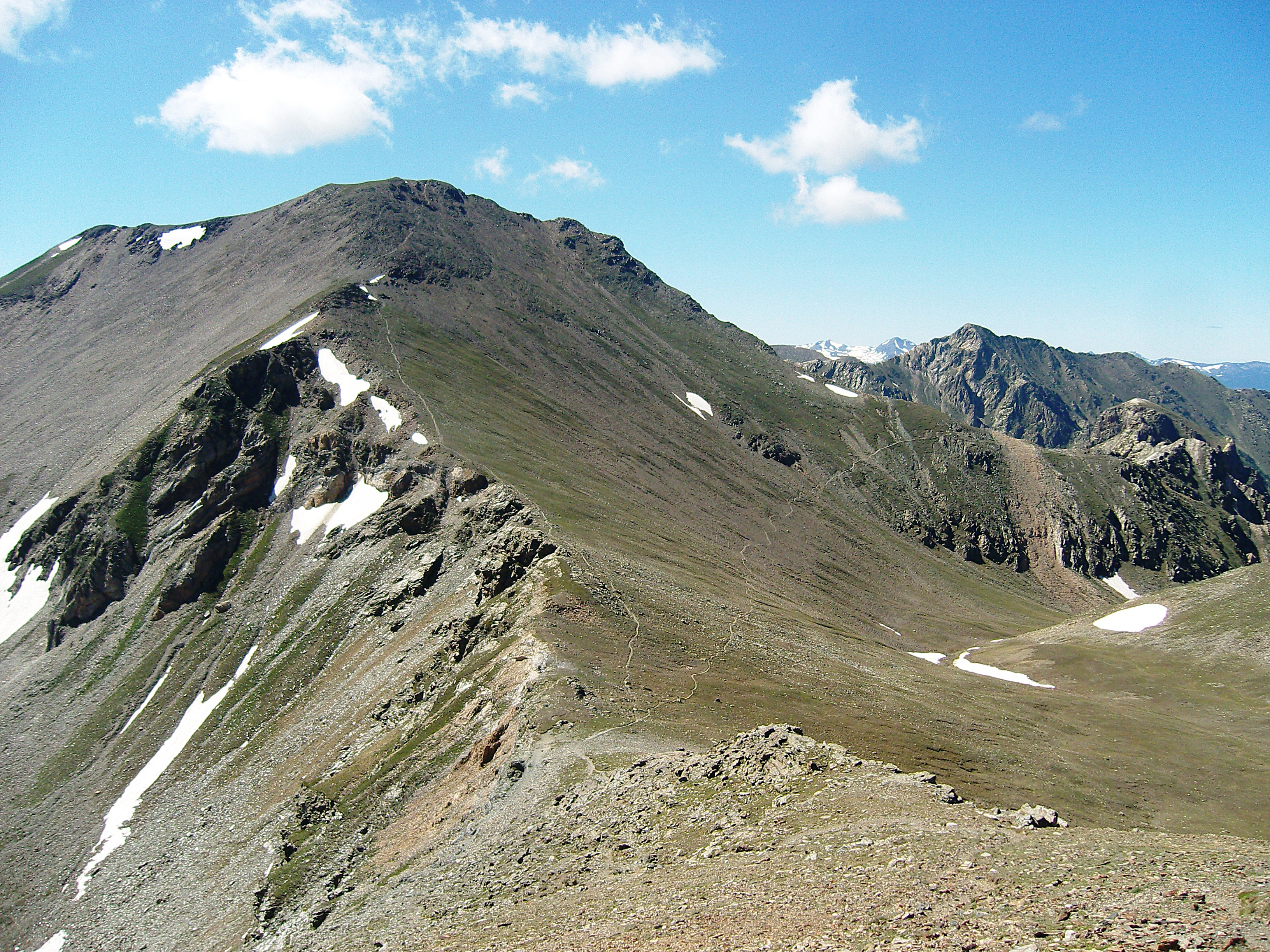
Pic de les Nou Fonts, altitude 2 865 mètres
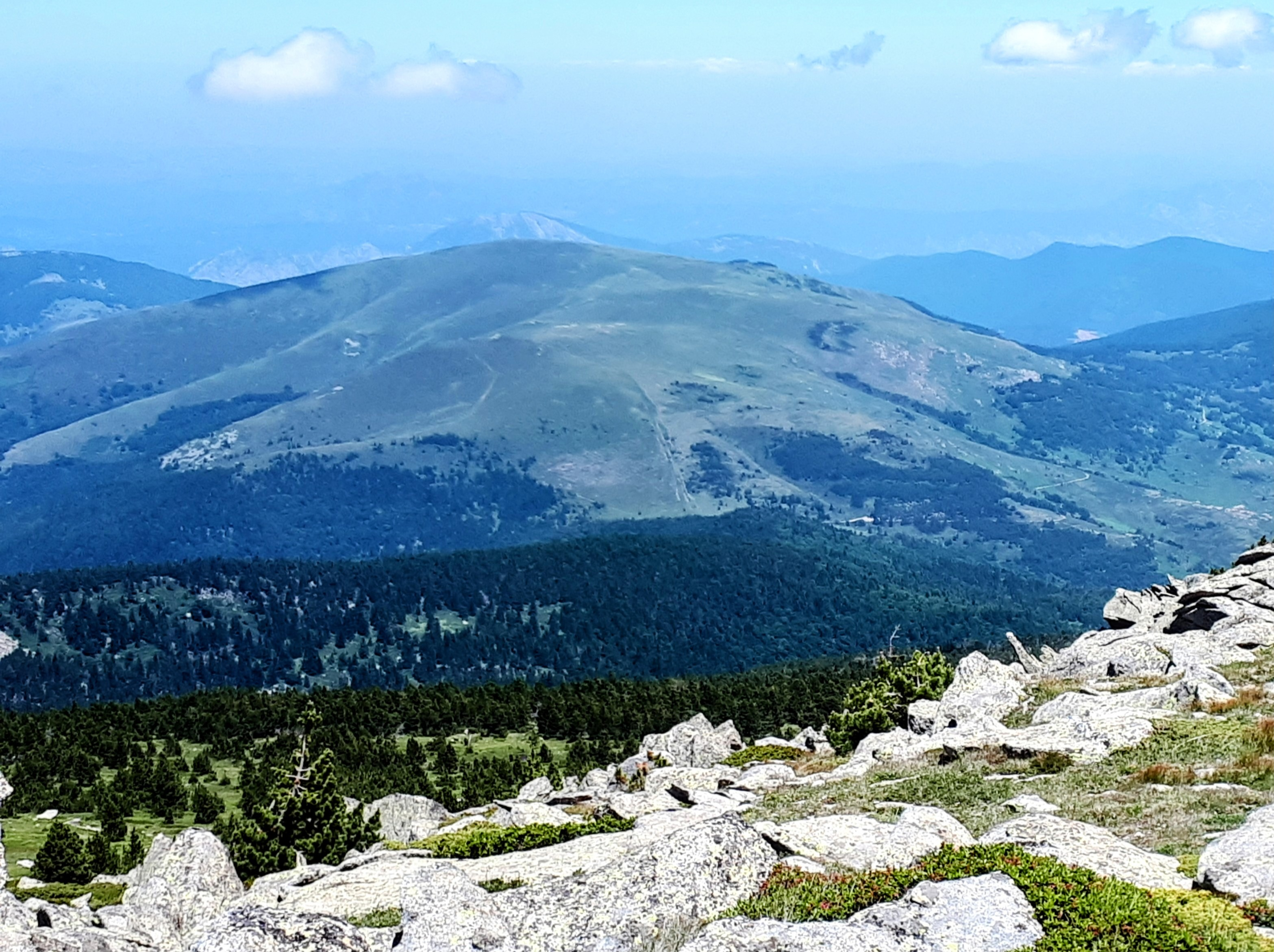
Pic Dourmidou, altitude 1 843 mètres

L'altitude des sommets du Conflent diminue aussi largement d'ouest en est, passant par exemple d'environ 2 400 mètres à l'ouest (Pic de Madrès) à environ 1 300 mètres à l'est (Santa Anna dels Quatre Termes - Sainte-Anne). Ceci reflète l'extension tectonique qui s'est produite plus à l'est à partir d'environ 30 millions d'années, avec l'ouverture du golfe du Lion et la subsidence qui a créé les bassins du Roussillon et du Conflent.

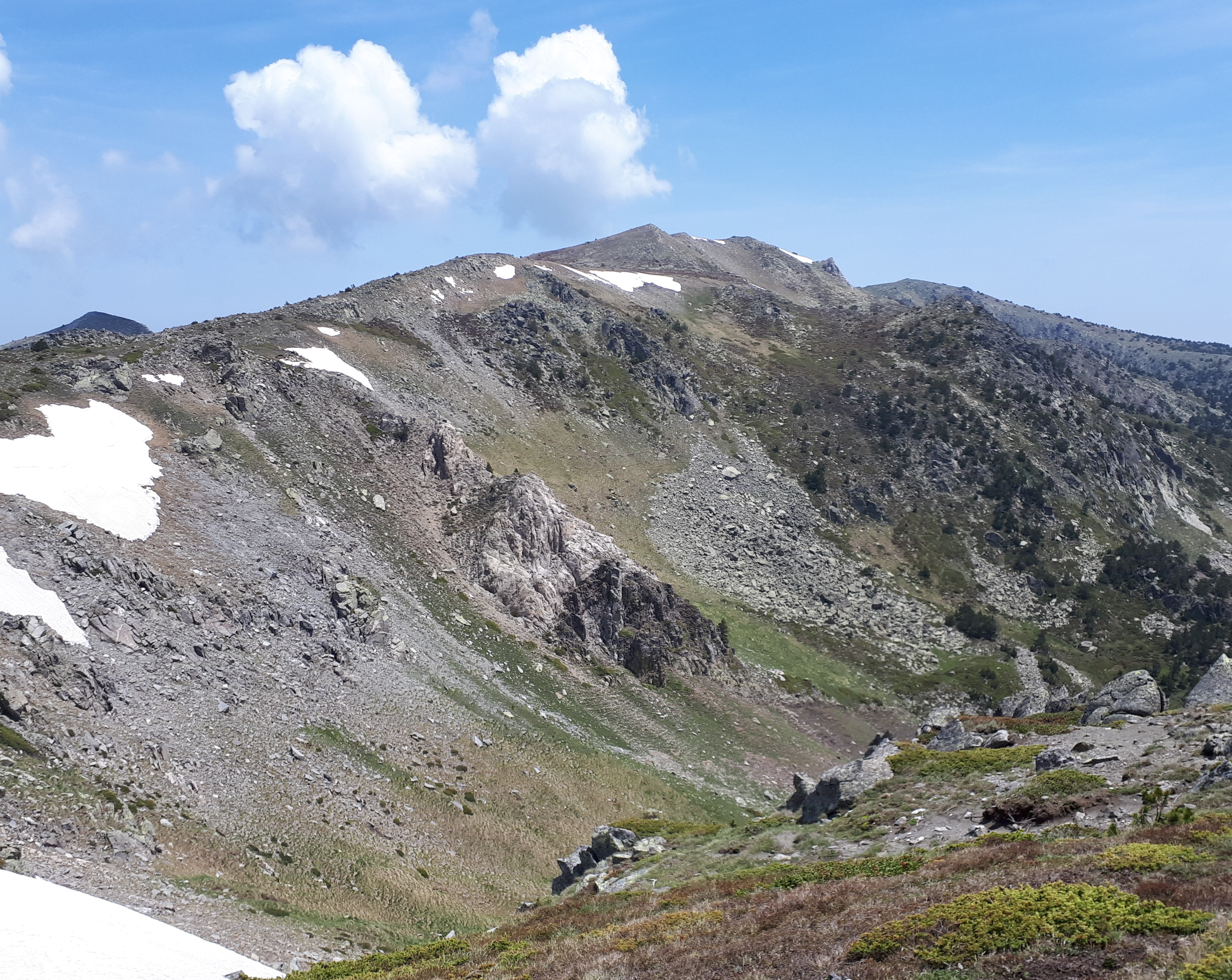
Pic de Madrès, altitude 2 468 mètres
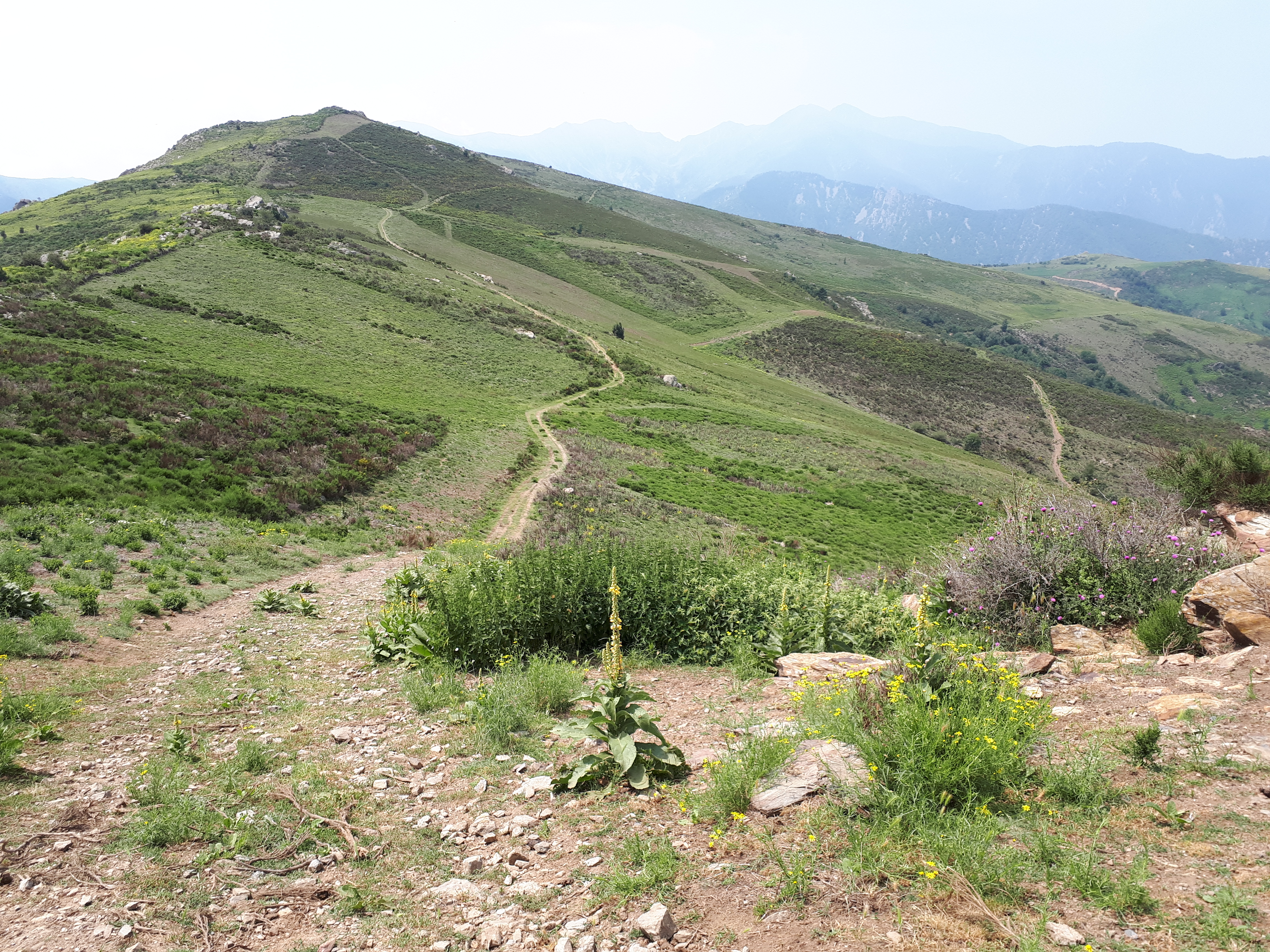
Santa Anna dels Quatre Termes, altitude 1 348 mètres

La faille de la Têt, qui définit une zone particulièrement sensible à l'érosion (parce que les roches ont été rendues plus friables par les mouvements de terrain le long de la faille), a largement déterminé le cours de la Têt et de sa vallée. À l'est de Nyer, la faille marque également la limite sud-est du bassin du Conflent (un élément topographique ainsi que géologique). Dans cette zone, la rivière a été repoussée au nord du tracé de la faille par la force des dépôts torrentiels qui se sont déversés dans le bassin du Conflent au Néogène, depuis les massifs de la Carança et du Canigou au sud.
La vallée de la Têt, qui est manifestement un élément primordial du relief du Conflent, traverse la région du sud-ouest au nord-est. Elle a largement déterminé l'orientation des vallées de ses affluents, et donc l'orientation générale des crêtes et des pentes des vallées du Conflent. Le fond de la vallée de la Têt est assez étroit de Mont-Louis à Ria, en passant par Fontpédrouse. Il s'élargit ensuite, avec une zone de relief relativement faible, dans la partie orientale du bassin géologique du Conflent, de Ria à Rodès, en passant par Prades.

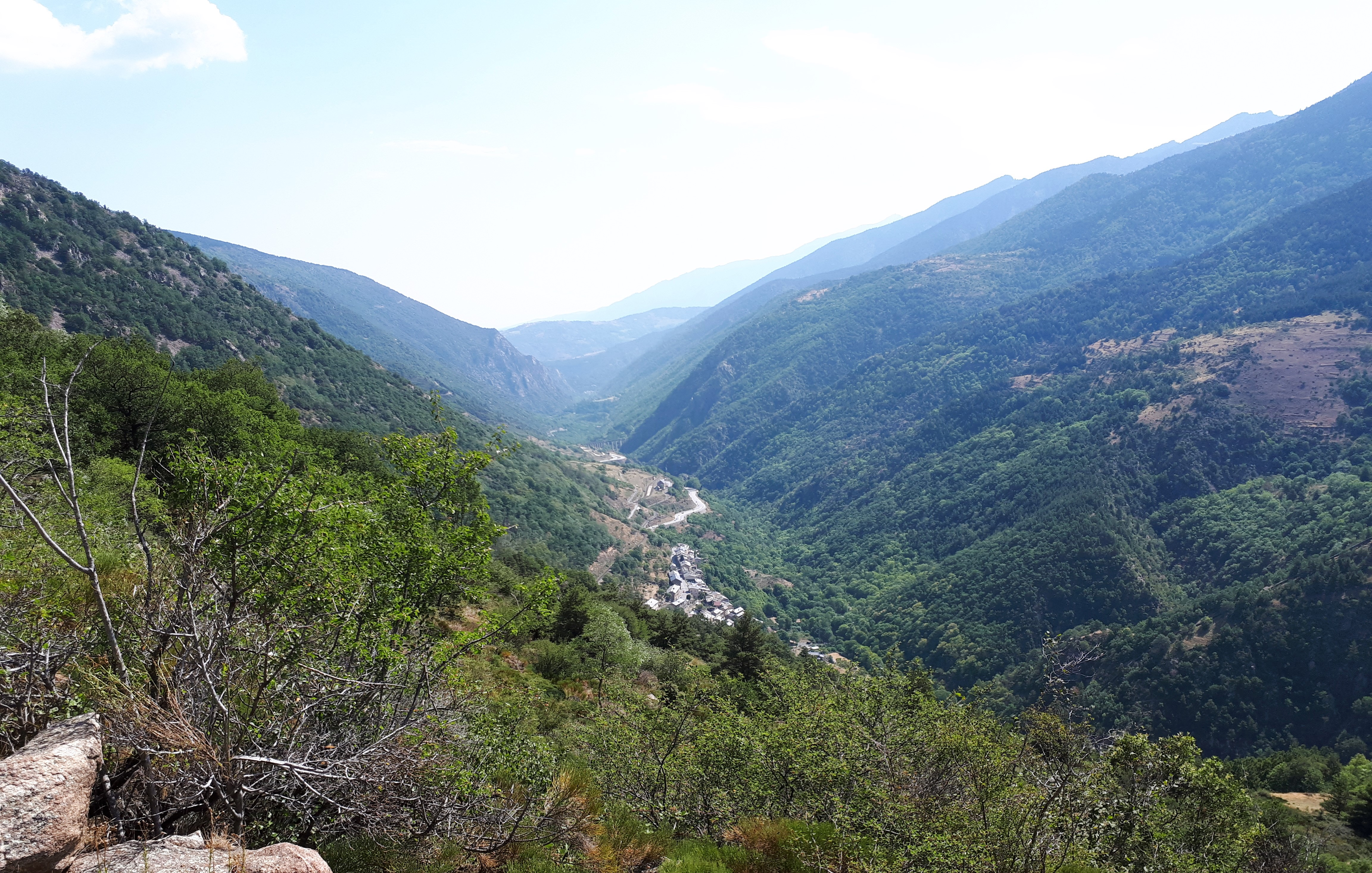
La vallée de la Têt - vue vers Fontpédrouse
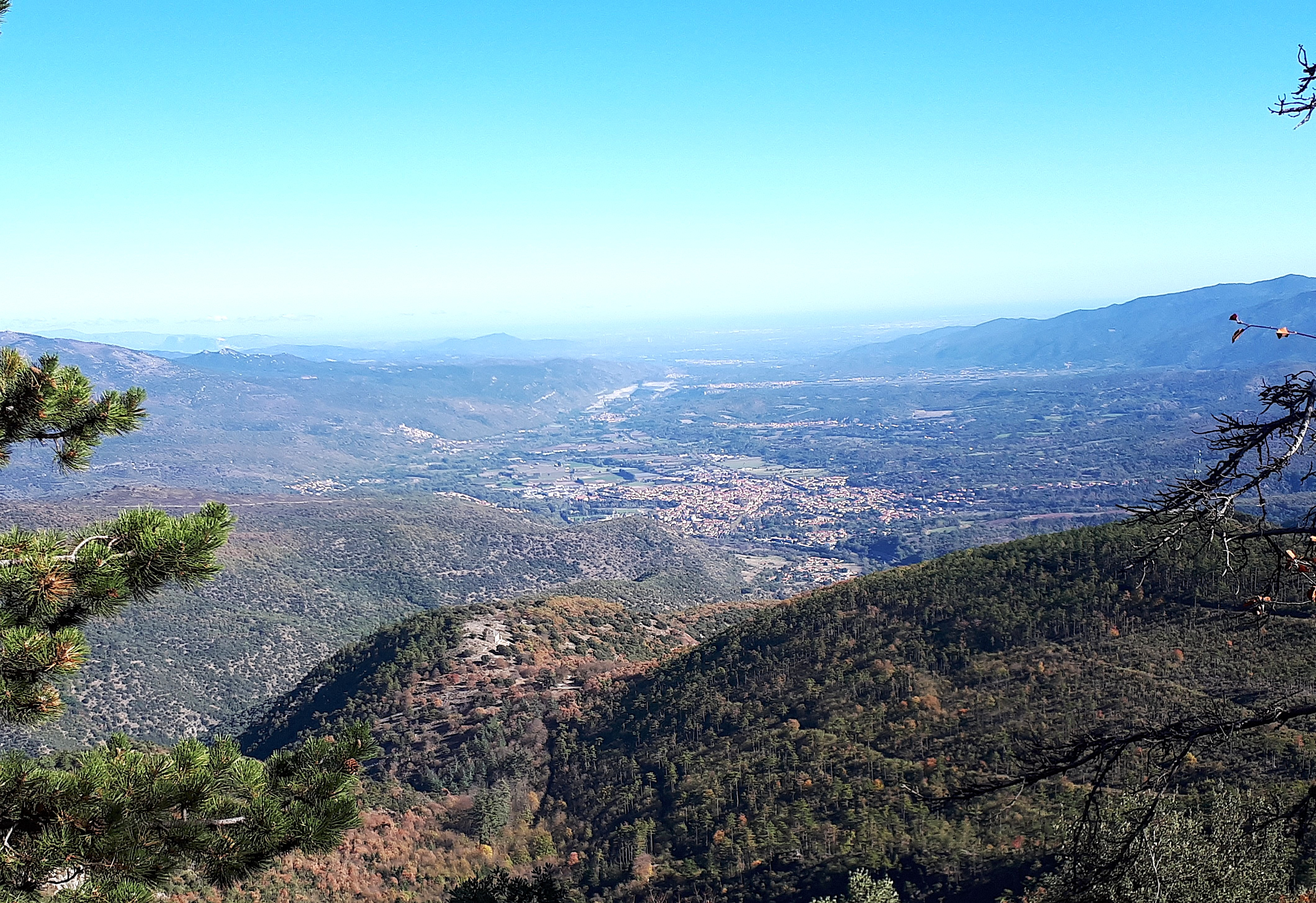
La vallée de la Têt - vue vers Prades

D'autres grandes failles, et l'activité tectonique le long de celles-ci, ont également influencé de manière importante certains aspects de la topographie du Conflent. Par exemple, la vallée du Caillan suit en grande partie le tracé de la faille de Merens. En plus, le long de la faille de Fillols-Py-Mantet on trouve une série de cols : le col de Juell (au nord--est, près de Fillols), le col de Llavent, le col de Jou, le col de la Mandra, le col de Mantet et la porteille de Mantet (Portella de Mentet), au sud-ouest.

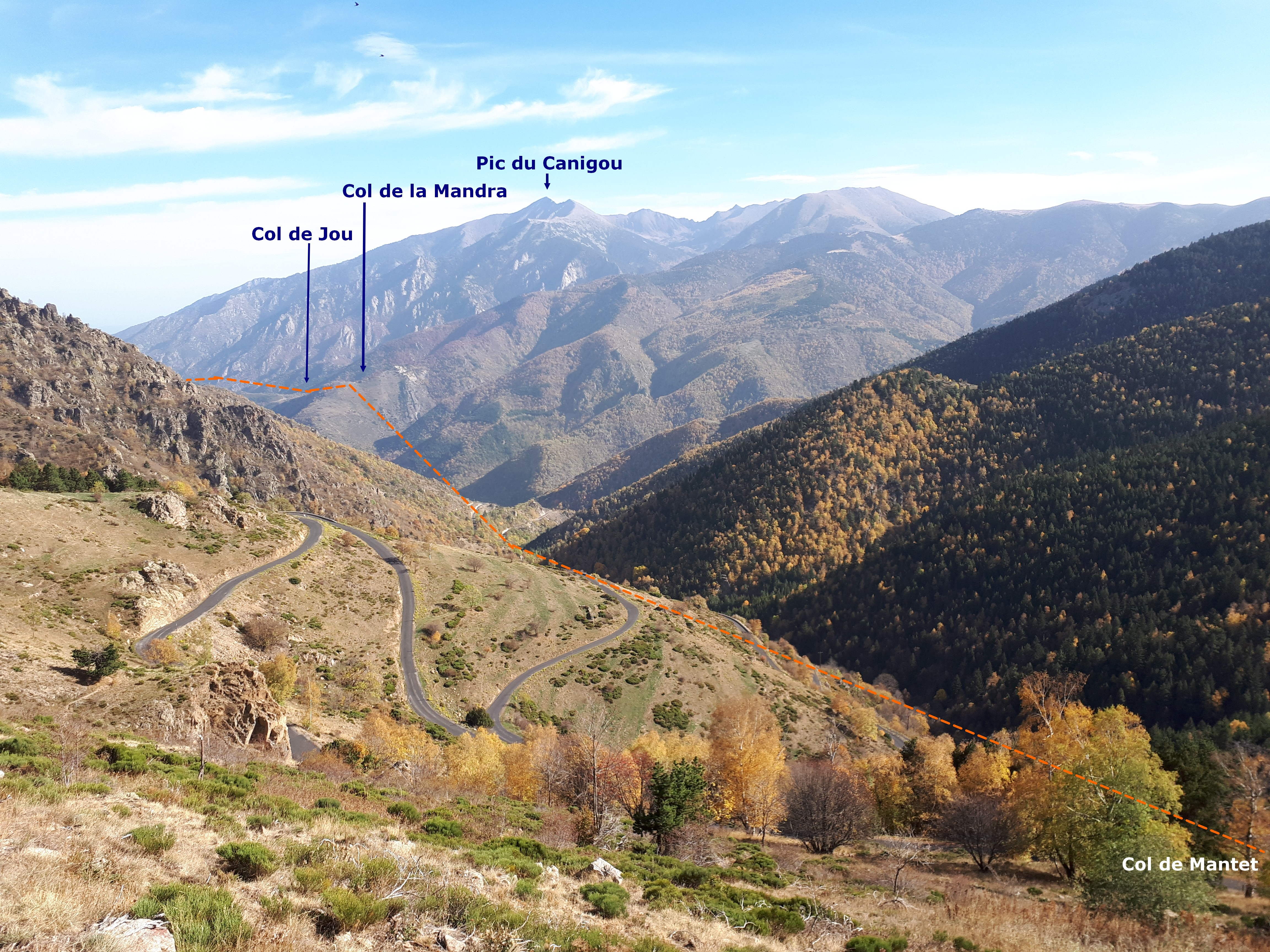
Le tracé de la faille de Fillols-Py-Mantet, depuis le col de Mantet.
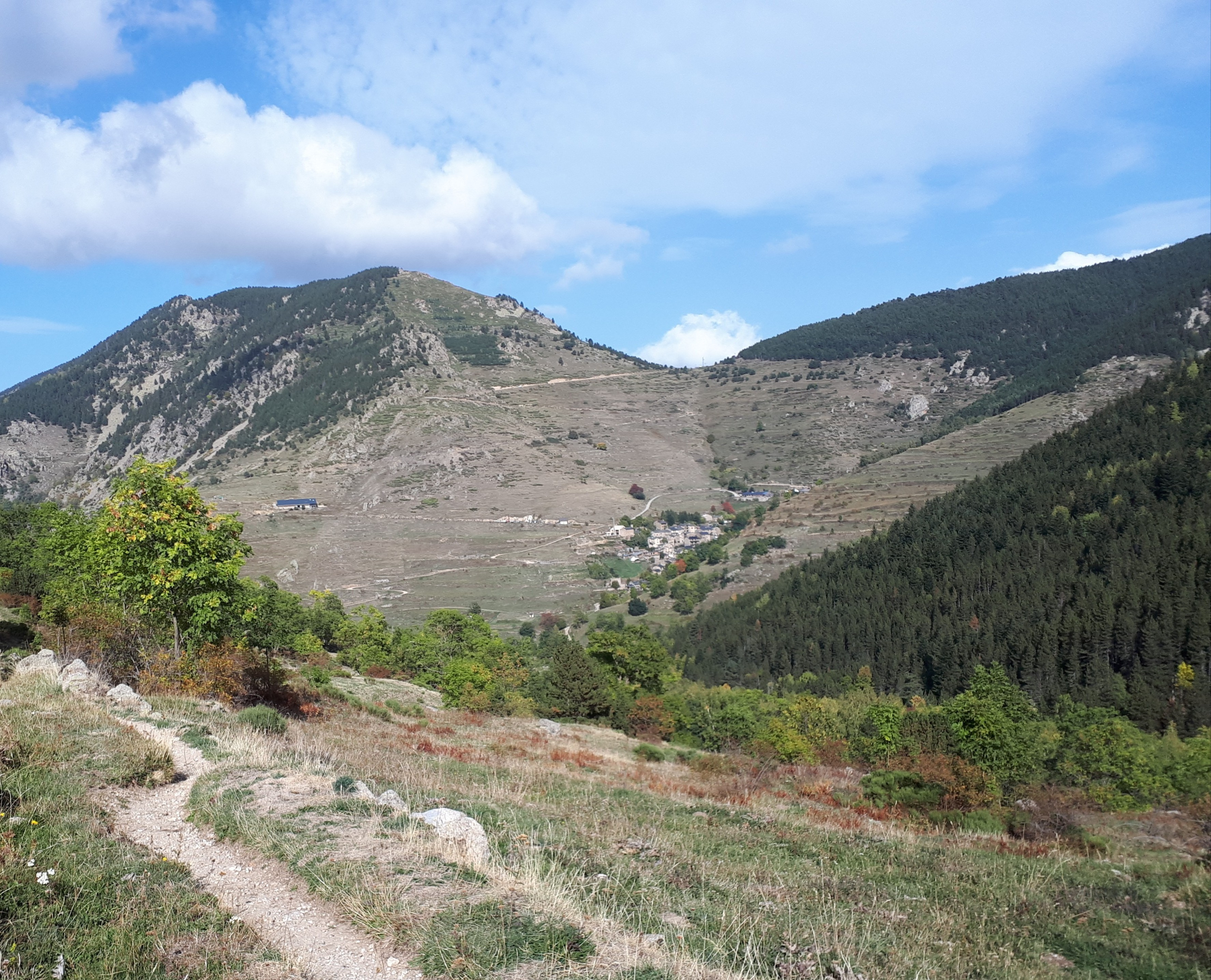
Le col de Mantet et le village de Mantet. À gauche : le massif de Tres Estelles.
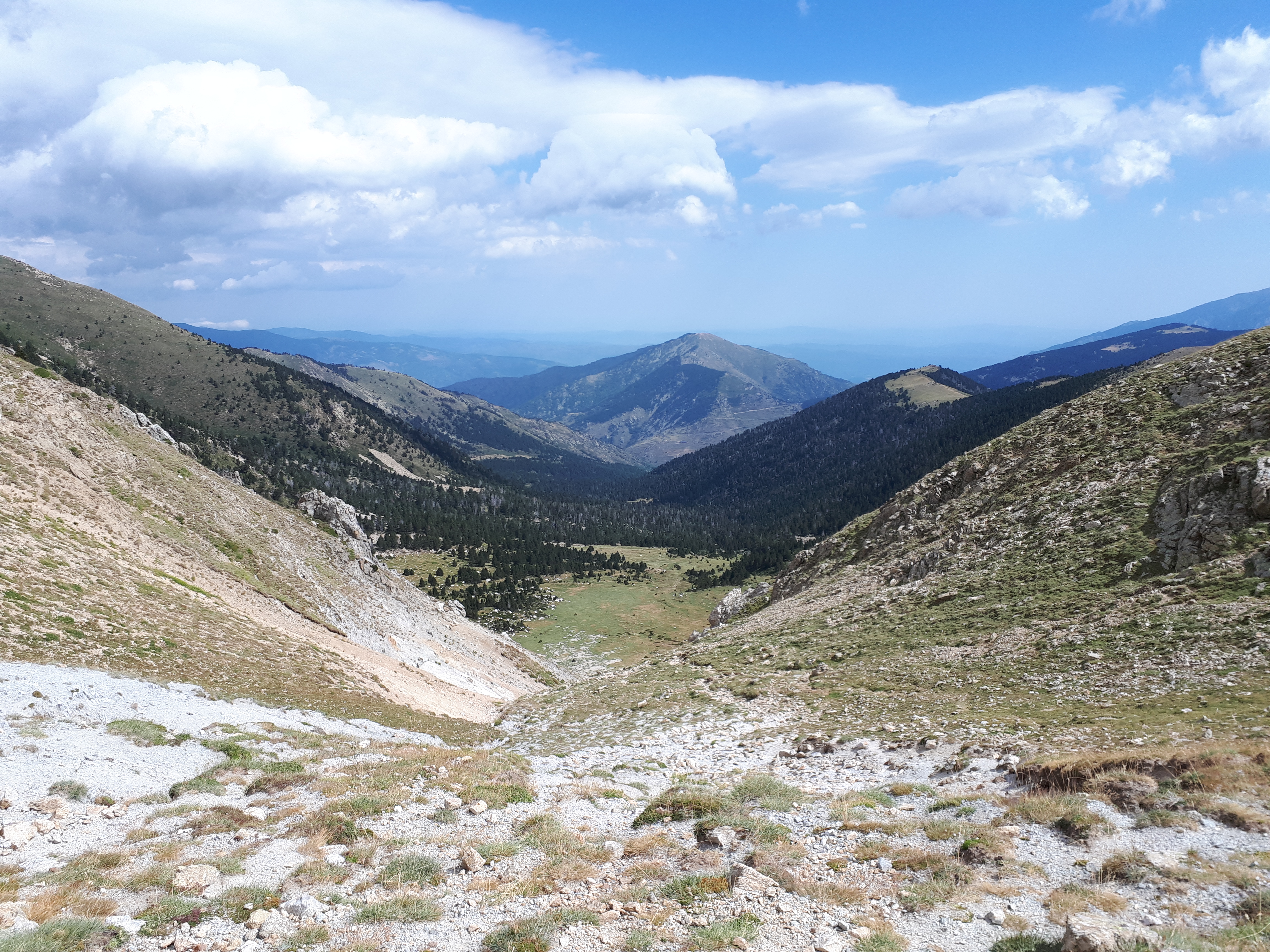
Vue vers le nord depuis le col de la porteille de Mantet, sur la vallée d'Alemany. La vallée et le col se trouvent sur la faille de Fillols-Py-Mantet. Au loin : le massif de Tres Estelles.

Le massif du Canigou est un horst, c'est-à-dire un bloc surélevé délimité par des failles normales. Au cours des 30 derniers millions d'années, et jusqu'à aujourd'hui, le massif a été soumis à un soulèvement localisé et notable. En particulier, le massif s'élève brusquement du bassin du Conflent à plus de 2 700 mètres d'altitude. Il constitue un élément marquant et très particulier du relief, non seulement du Conflent, mais de l'ensemble des Pyrénées.

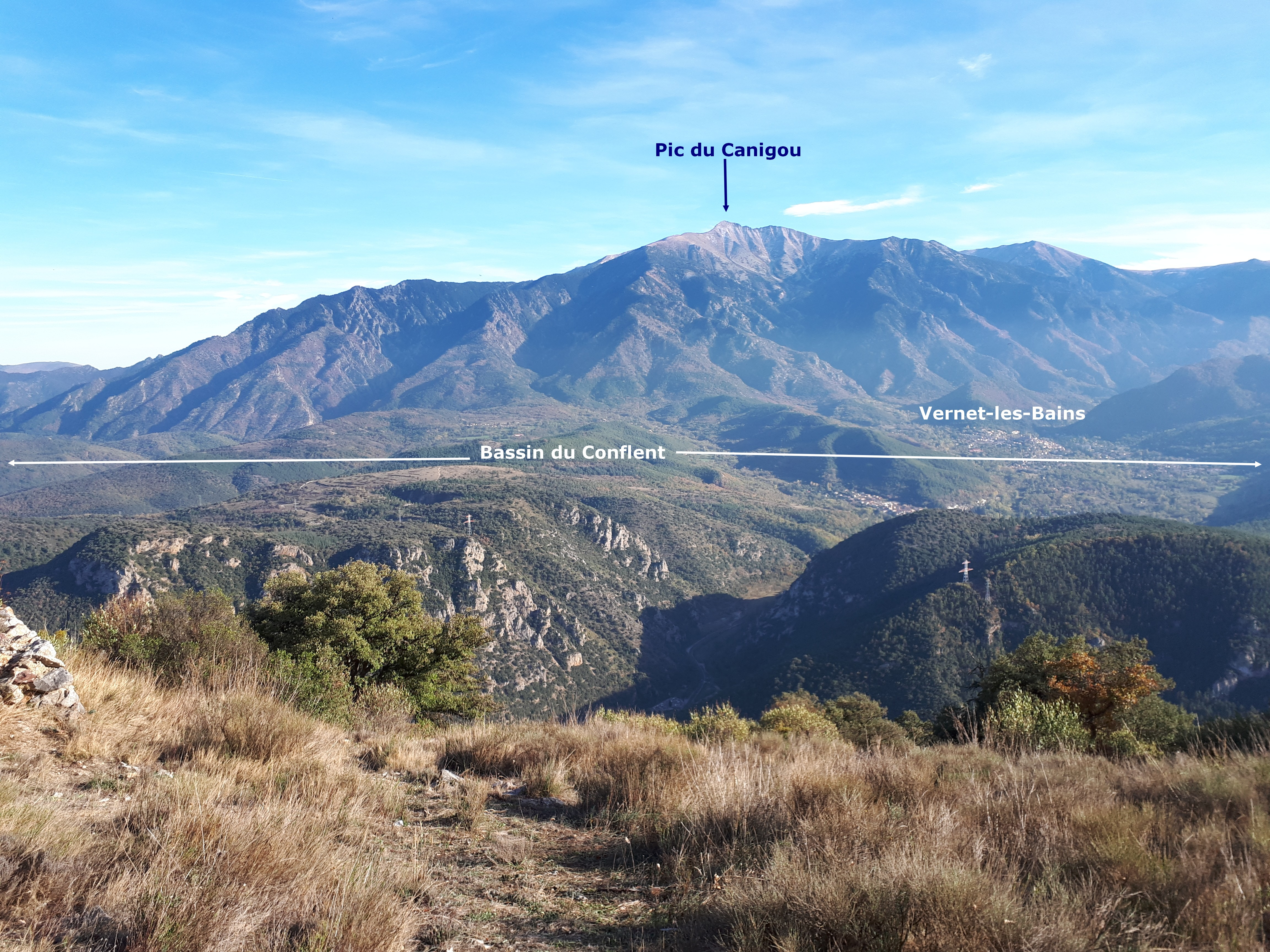
Le horst du massif du Canigou, face nord-ouest.

Les conditions climatiques froides qui ont prévalu pendant la majeure partie des deux derniers millions d'années ont entraîné la création de glaciers et de calottes glaciaires en altitude, en particulier dans les massifs de la Carança, du Canigou et du Madrès. Elles ont également entraîné l'écoulement torrentiel des rivières alimentées par les eaux de fonte, ainsi qu'une végétation très clairsemée. En conséquence, les glaciers et les rivières ont profondément érodé et incisé les vallées dans de nombreux secteurs du Conflent. Le relief s'est donc considérablement accentué par rapport à celui qui prévalait lors des périodes plus douces de l'ère pré-quaternaire.

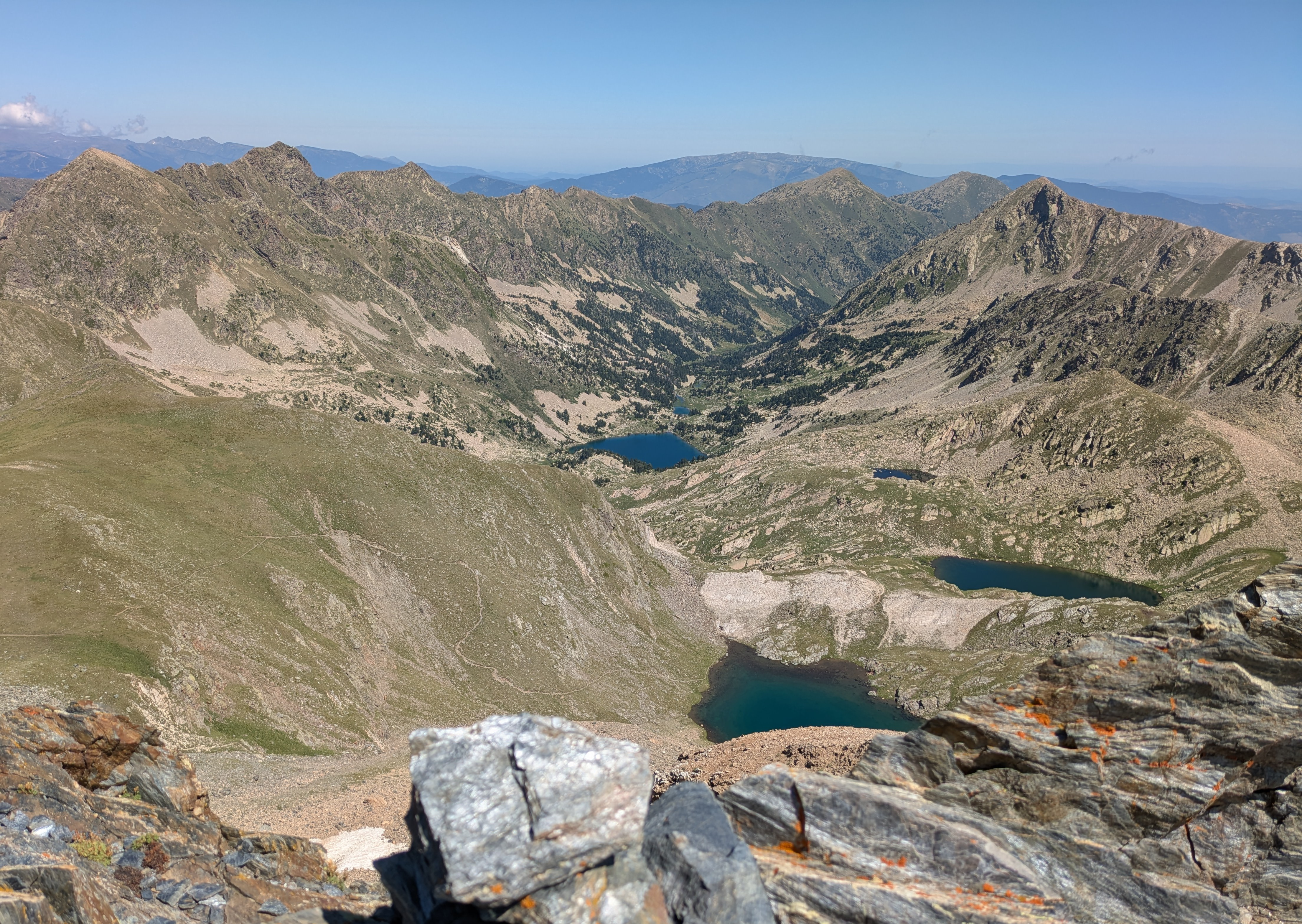
Vallée érodée par la glaciation - la Carança, Massif de Carança.
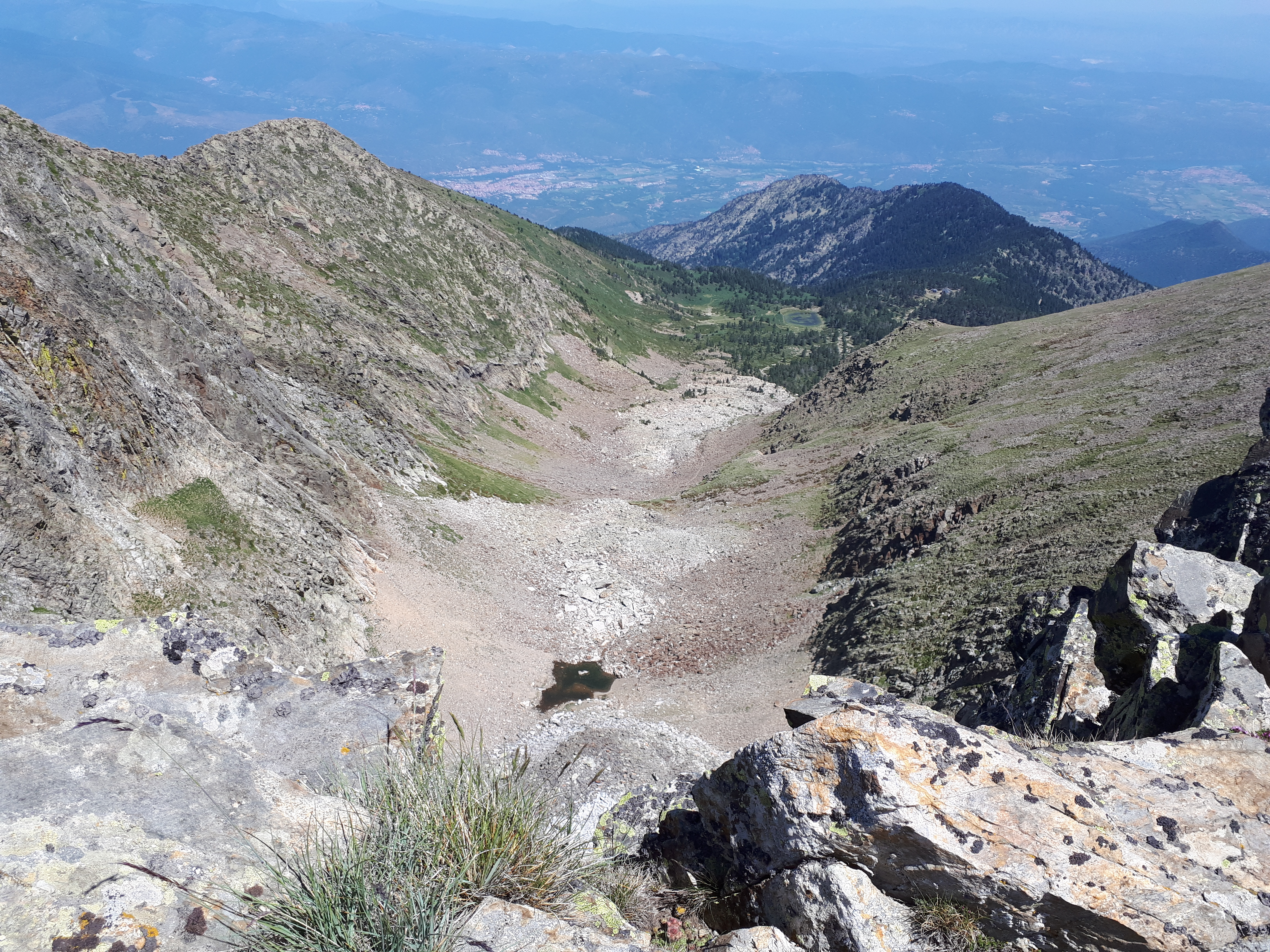
Vallée érodée par la glaciation - bassine versant de la Llitera, Massif du Canigou.
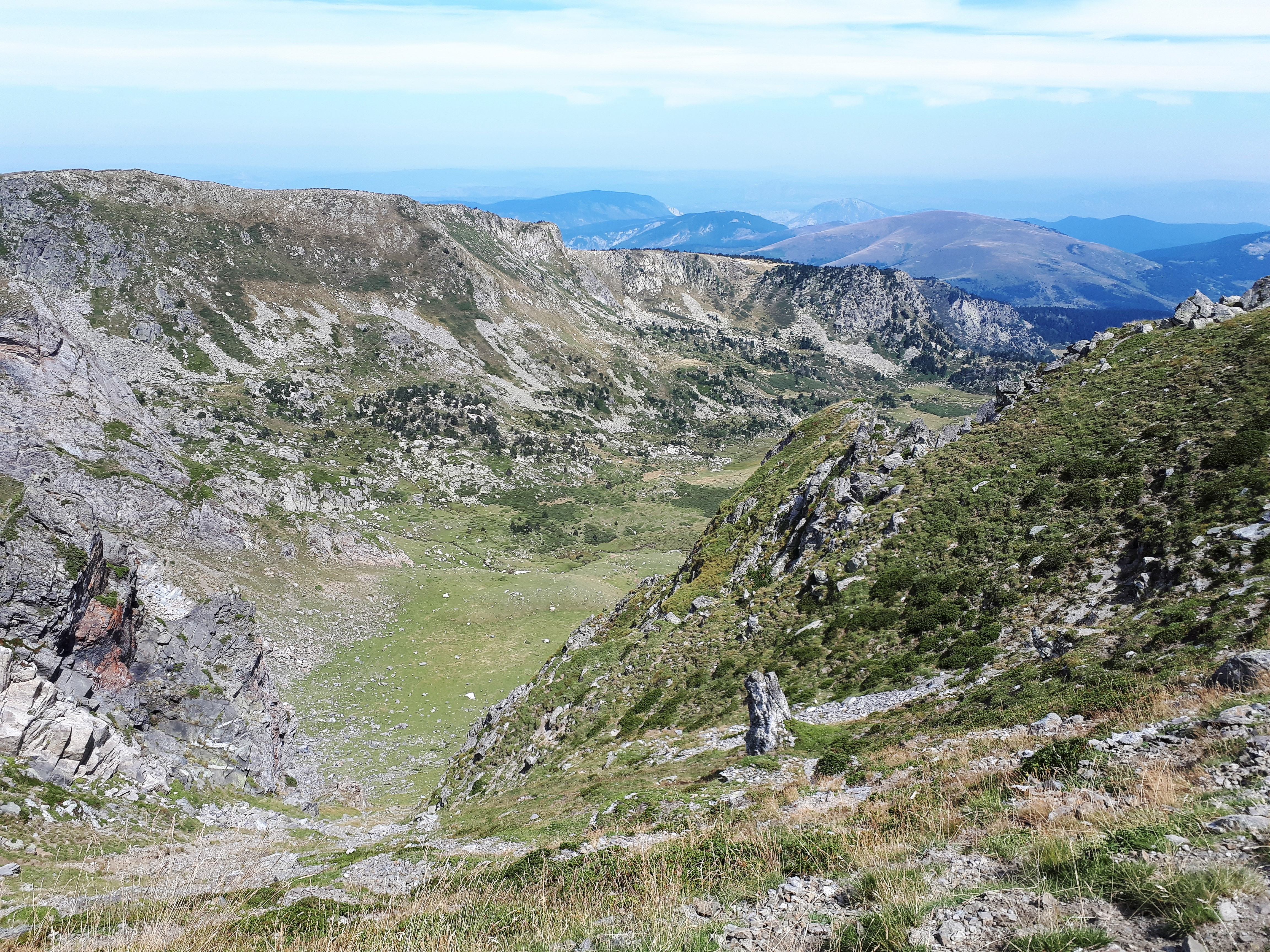
Vallée érodée par la glaciation - la Castellane, Massif du Madrès.
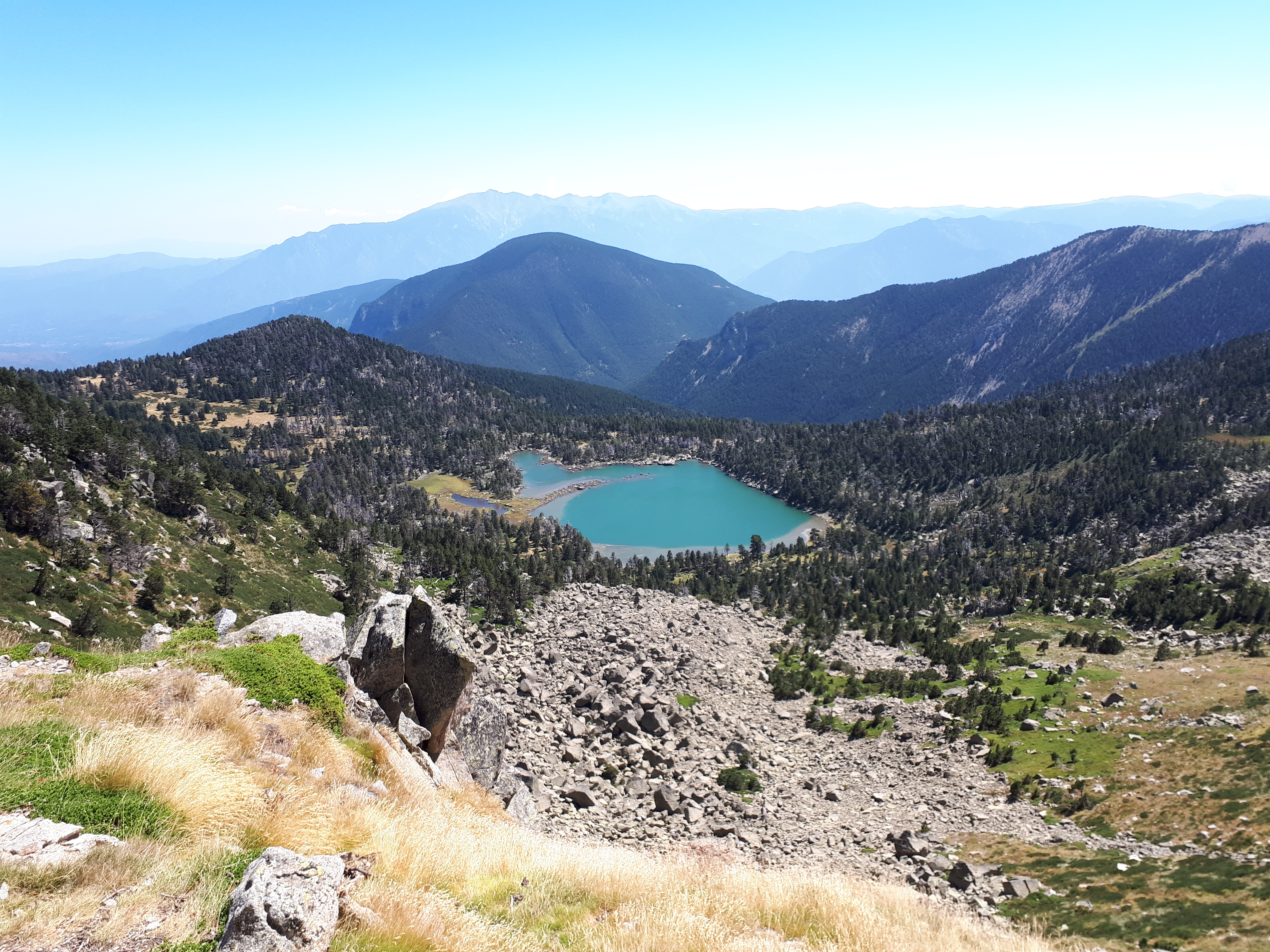
Cirque glaciaire - Gorg Negre, à la tête de la vallée de l'Evol, Massif du Madrès.

Les facteurs lithologiques – les caractéristiques physiques particulières de divers types de roches – ont également influencé les détails topographiques de certaines parties du Conflent. On peut citer à titre d'exemple les tors et les bassins de certaines zones granitiques, les falaises et les formations karstiques de certaines zones calcaires, ainsi que les formations de « badlands » des secteurs miocènes. Ces caractéristiques sont décrites plus en détail dans la section suivante.

### Zones topographiques en Conflent

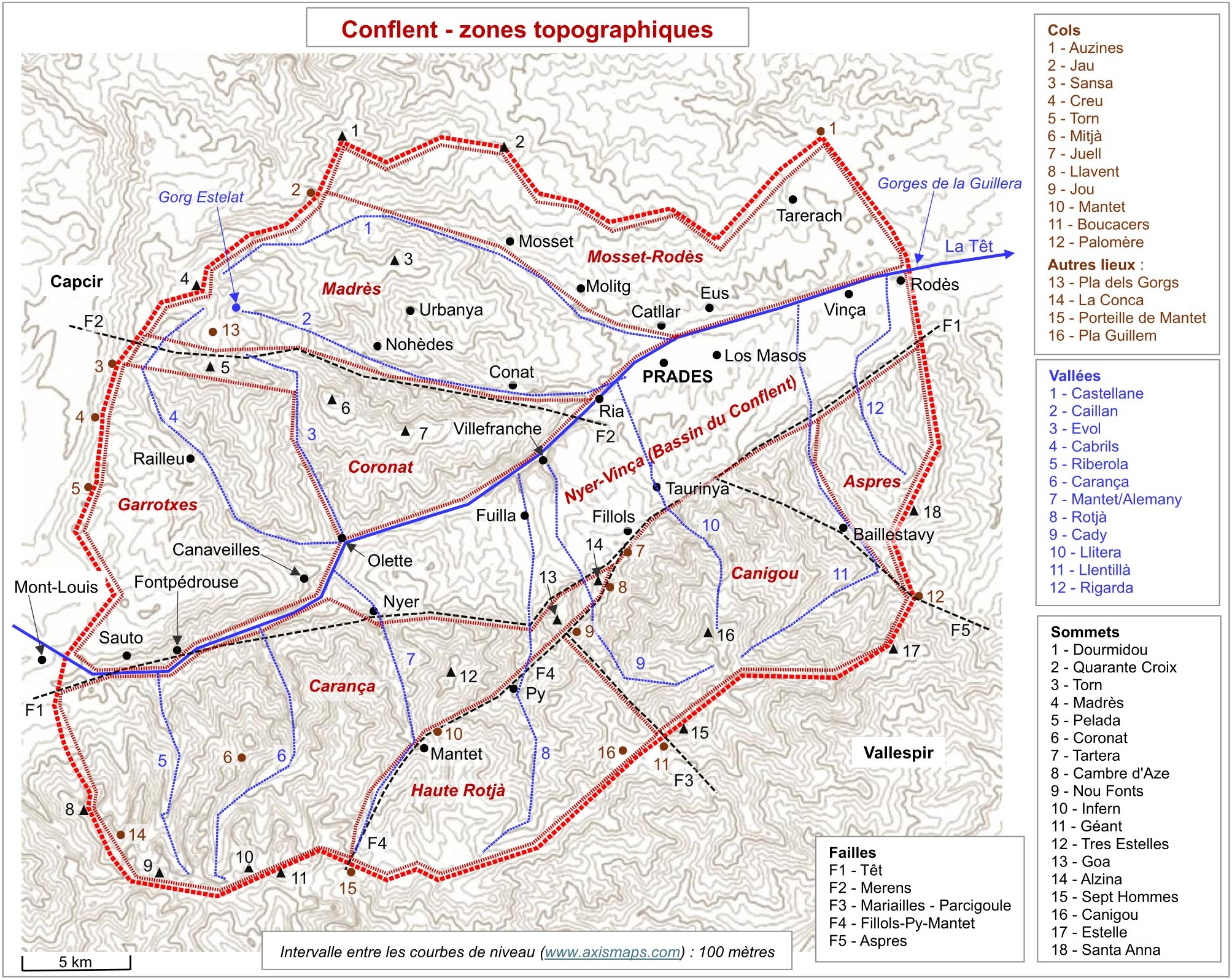
Zones topographiques en Conflent. (Carte de base : www.axismaps.com.)

Pour décrire plus en détail la topographie du Conflent, il semble opportun de diviser la région en différentes zones, comme suit. Les limites de ces zones ont été principalement définies en utilisant quelques grandes lignes de faille et quelques grandes vallées.
Carança - cette zone, située au sud-ouest, a pour limite nord la faille de la Têt et pour limite sud-est la faille de Fillols-Py-Mantet. Cette zone présente le relief montagneux le plus spectaculaire du Conflent. Elle repose principalement sur des gneiss ordoviciens. Elle s'élève en un chapelet de hautes montagnes situées sur, ou à côté de, la crête de la chaîne des Pyrénées (dont le Pic d'Infern et d'autres à plus de 2 800 mètres d'altitude). Des vallées profondément encaissées, comme celle de Carança, plongent vers le nord. L'érosion par la glace en mouvement au cours des deux derniers millions d'années a eu un effet particulièrement dramatique dans cette zone. La glace a laissé un paysage de falaises, de vallées en U, de bassins rocheux et de crêtes acérées, comme par exemple à la Conca et dans ses environs.
Le massif de Tres Estelles se situe dans le secteur nord-est de cette zone. Il s'élève jusqu'au Pic de Tres Estelles (2 099 m) et est délimité par la vallée de Mantet à l'ouest et par la vallée de la Rotjà à l'est.
En plus, la crête de la Tour de Goa, et le Pic d'Alzina, sont situés au-delà de Tres Estelles, à l'Est de la vallée de la Rotjà. Ils reposent également sur des gneiss et ils sont délimités par la faille de la Têt et la faille de Fillols-Py-Mantet. Ils peuvent donc être considérés comme des prolongements à plus basse altitude de la zone de Carança.

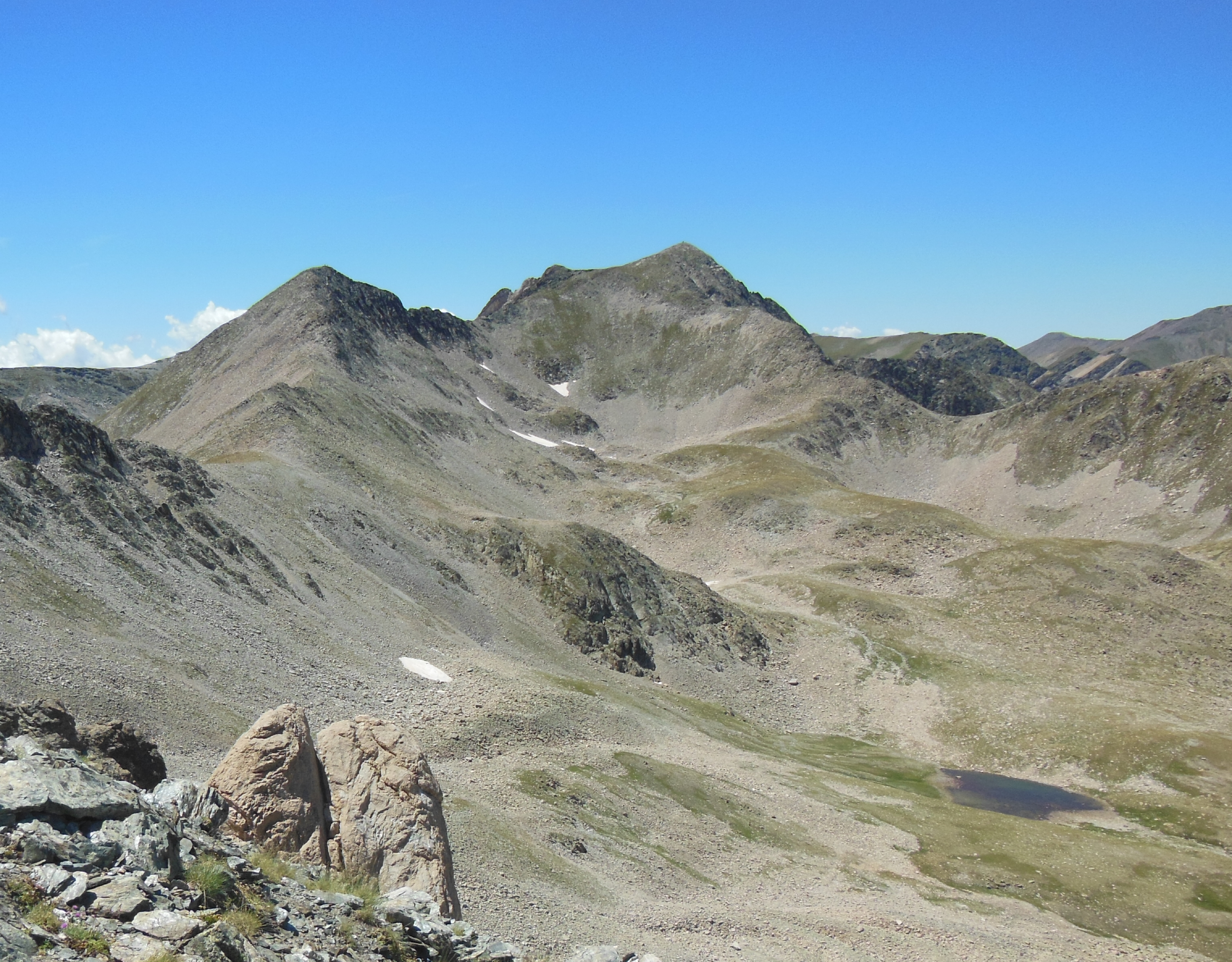
Pic de l'Infern, altitude 2 869 mètres
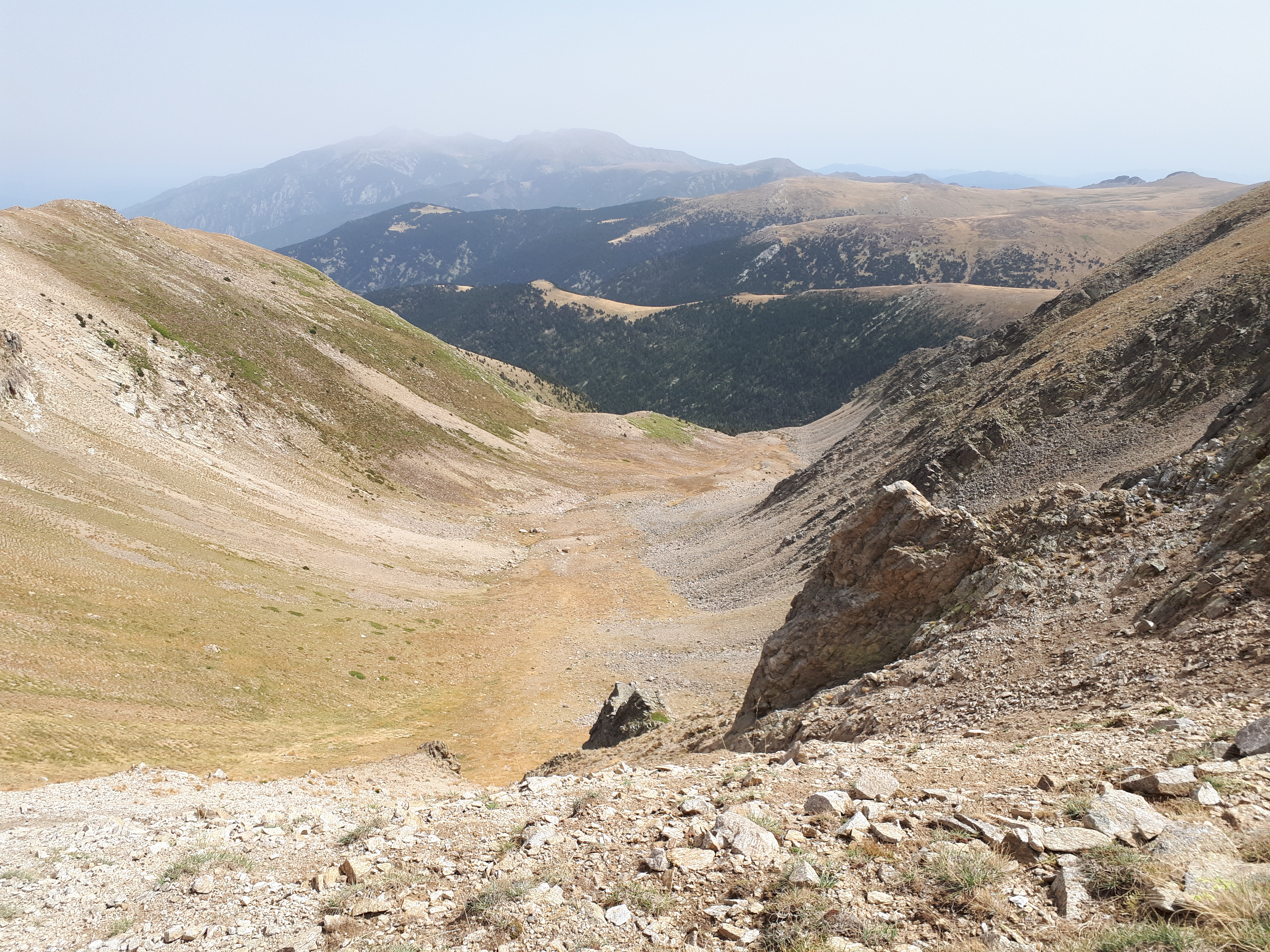
Vallée en U : Coma de la Dona, commune de Mantet
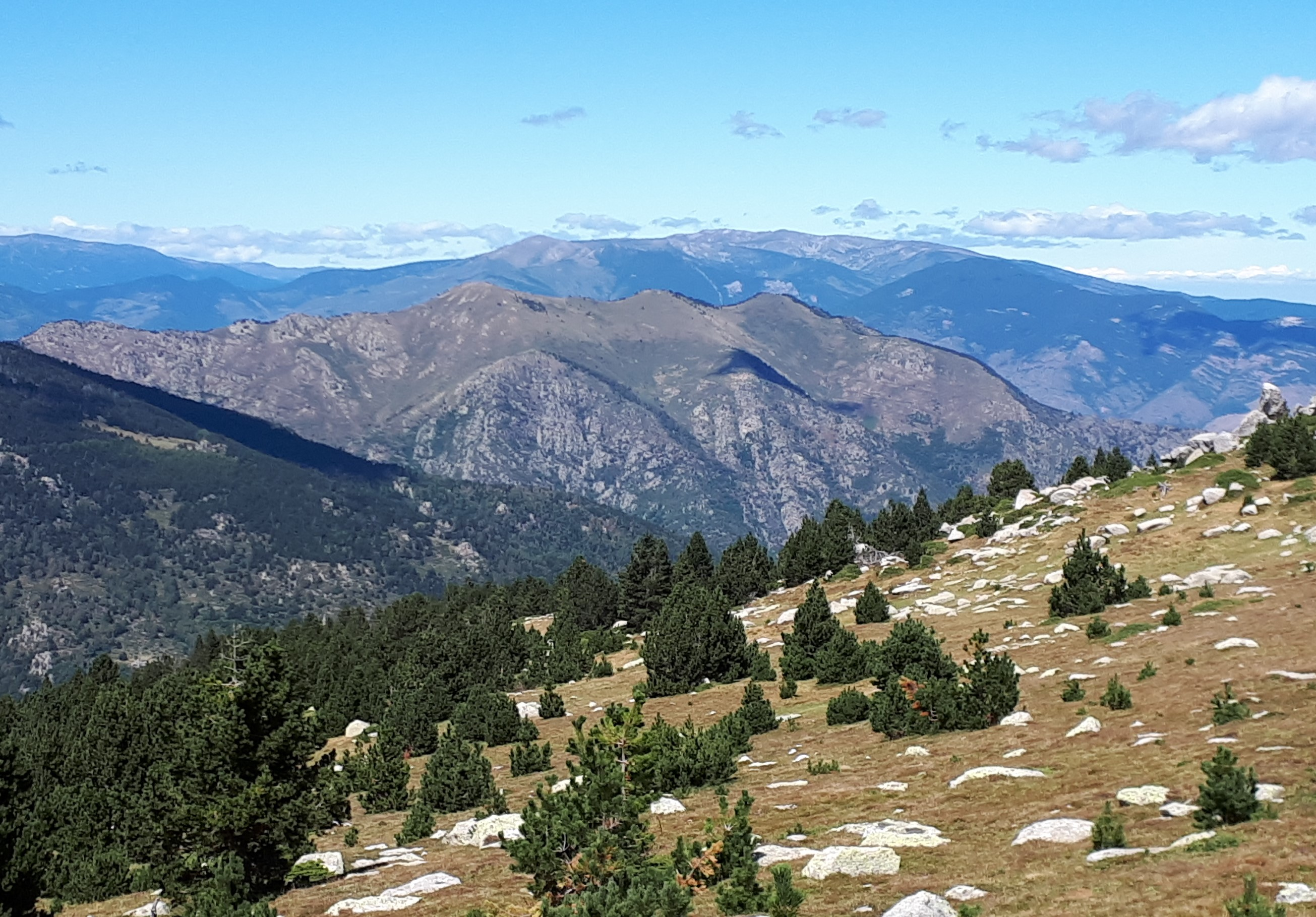
Massif de Tres Estelles, vue vers le nord-ouest (au loin : Massif du Madrès)

Haute Rotjà - cette zone, située à l'est de Carança, est un autre secteur montagneux de haute altitude. Elle est limitée au nord-ouest par la faille de Fillols-Py-Mantet, et au nord-est par le massif du Canigou. Contrairement au relief dentelé des crêtes de la zone de Carança, une grande partie des hauteurs de cette zone se présente sous la forme de vastes plateaux à faible relief (comme au pla Guillem).
À cet égard, le Conflent offre un bon exemple de la nature souvent très variable de l'érosion glaciaire dans les zones montagneuses partout dans le monde. Dans certains endroits, la glace en mouvement a sculpté un paysage extrêmement déchiqueté, alors que dans des zones adjacentes les nappes glaciaires semblent être restées immobiles sur de grandes étendues, laissant des parties importantes du relief pré-quaternaire modéré largement intactes.

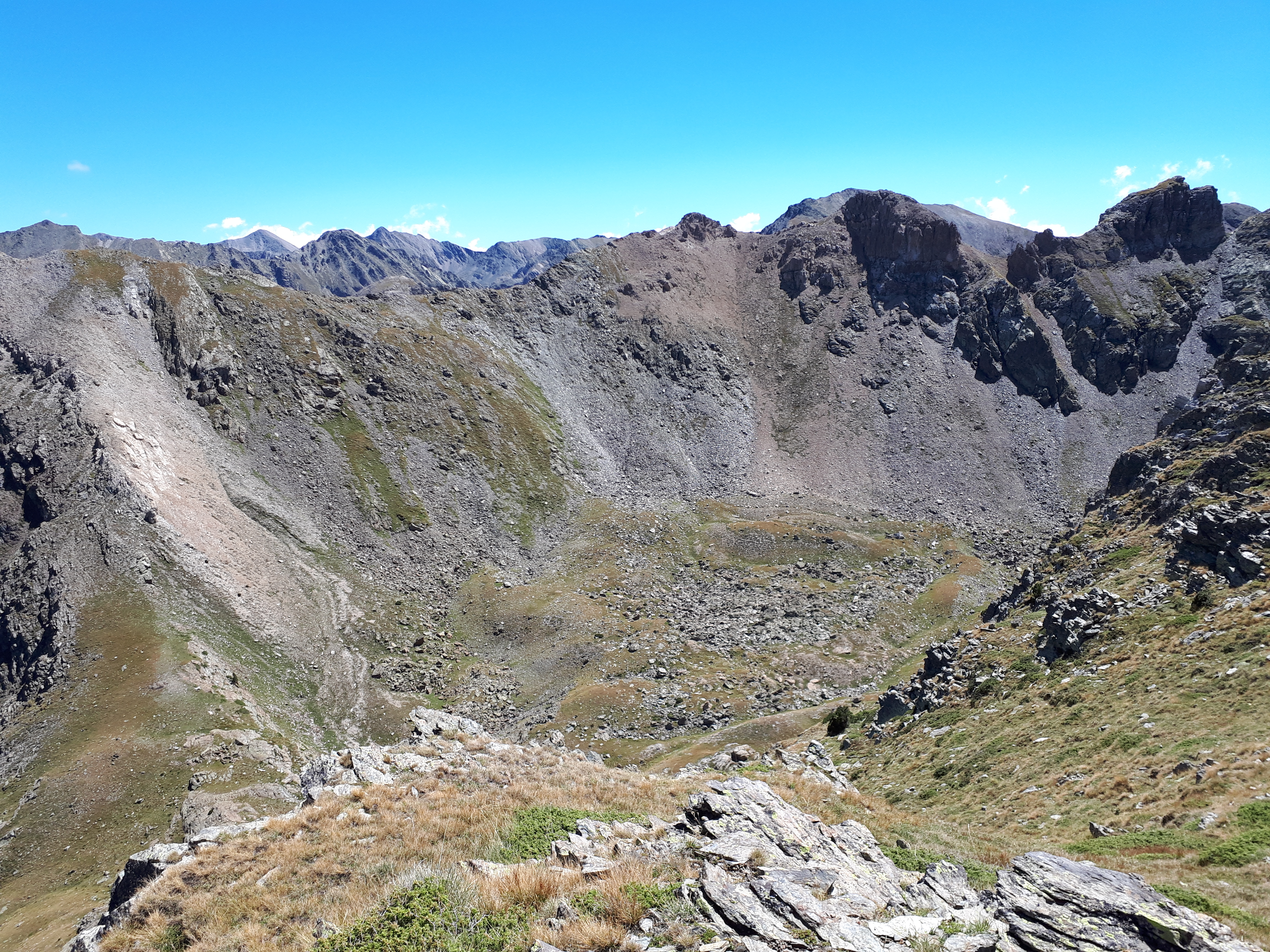
La Conca - un cirque glaciaire avec crêtes acérées au sommet de la vallée de Planès (zone Carança)
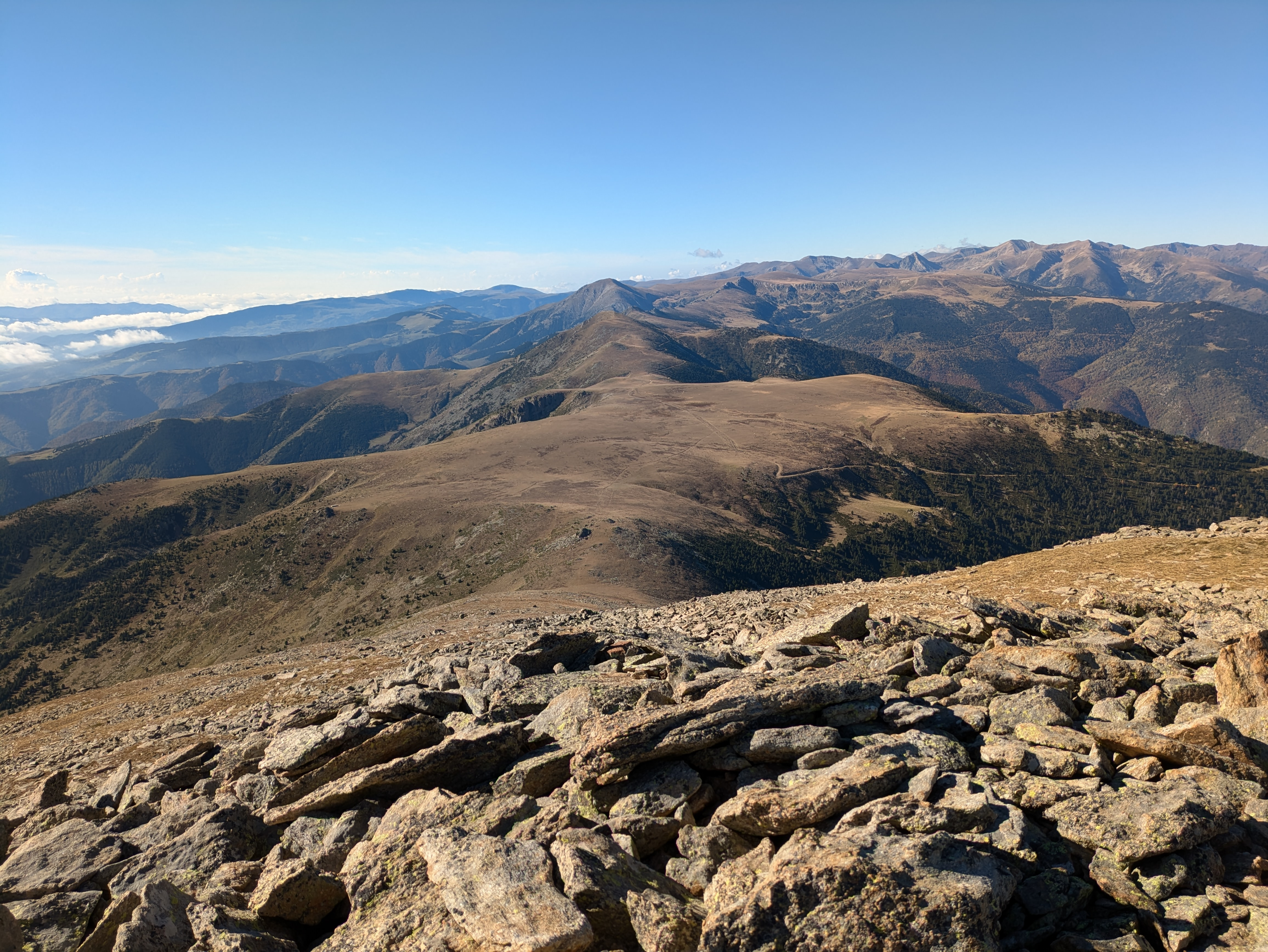
Pla Guillem - un vaste plateau d'altitude au relief peu marqué (zone Haute Rotjà)
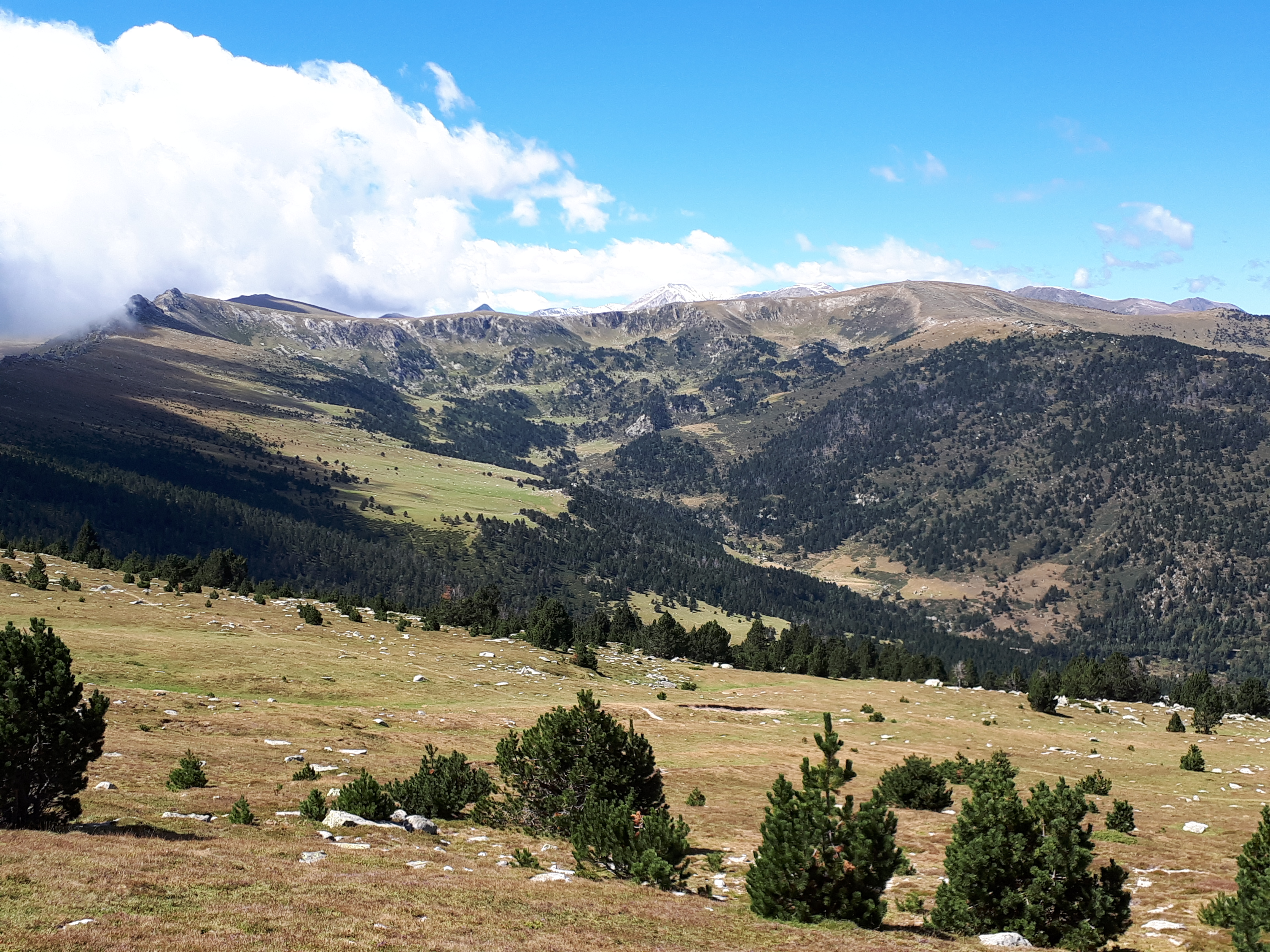
Vue vers la partie la plus élevée de la vallée de la Rotjà

Canigou - La partie nord du massif du Canigou, qui culmine à 2 785 mètres, se trouve en Conflent (la partie sud se trouve en Vallespir). Le massif se détache brusquement des terrains environnants sur ses flancs ouest, nord et est. Cette morphologie est le reflet (« exceptionnelle en France ») de l'activité tectonique le long des failles au cours des temps géologiques relativement récents (Néogène et Quaternaire).
Au nord, la bordure du massif est marquée par des facettes frappantes et abruptes le long de la faille de la Têt et la faille Fillols-Py-Mantet - comme par exemple près de Vernet-les-Bains. À l'ouest, au col des Boucacers (qui se trouve sur la faille de Mariailles-Parcigoule), le massif s'élève subitement, sur une courte distance, de 2 281 mètres à 2 651 mètres (Pic des Sept Hommes).
La limite nord-est du massif, qui est globalement définie par la vallée de la Llentillà entre le col Palomère et Baillestavy, a été accentuée le long de la faille des Aspres. Cette faille a agi précédemment comme une faille chevauchante, poussant les Aspres vers l'ouest, pendant la période de construction des montagnes pyrénéennes (Éocène). Mais, depuis lors, la faille semble avoir agi comme une faille normale avec soulèvement vers l'ouest. Ainsi, le massif du Canigou domine aujourd'hui, de façon impressionnante, le massif des Aspres à l'est.

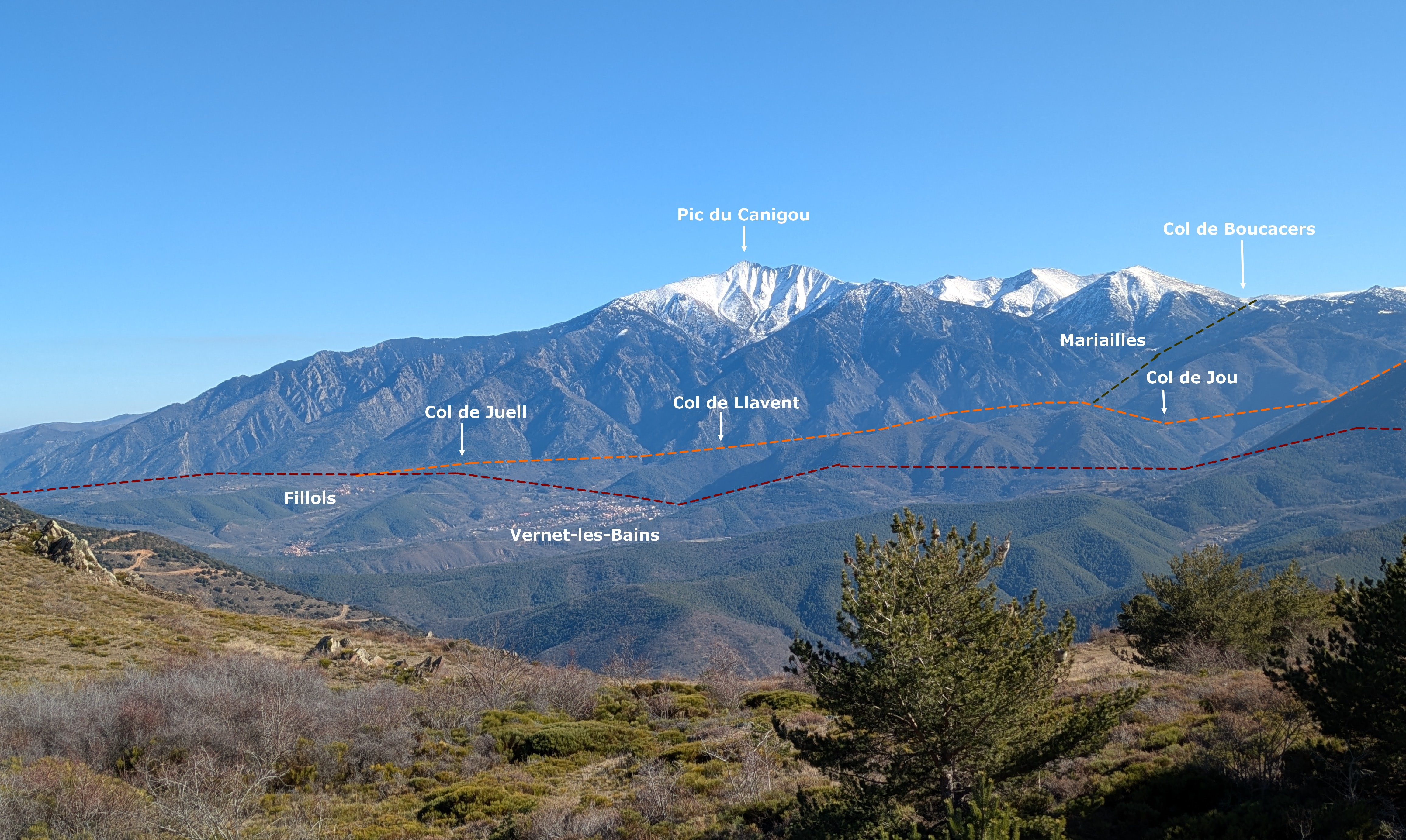
Le horst du Canigou est délimité par des failles normales majeures, notamment la faille de la Têt (marron), la faille de Fillols-Py-Mantet (orange) et la faille de Mariailles-Parcigoule (noire).
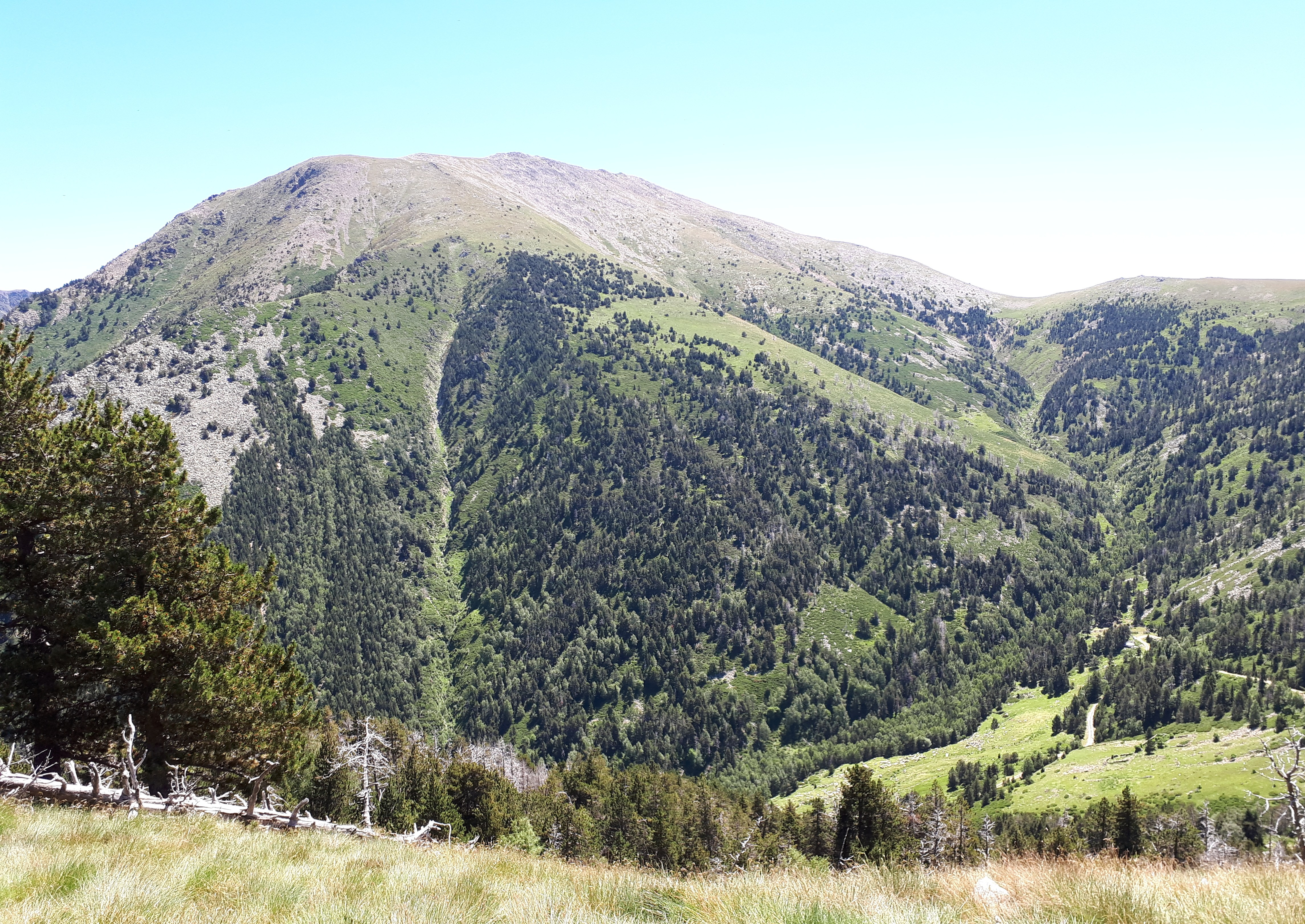
Col des Boucacers (à droite, à la tête de la vallée) et le pic des Sept Hommes
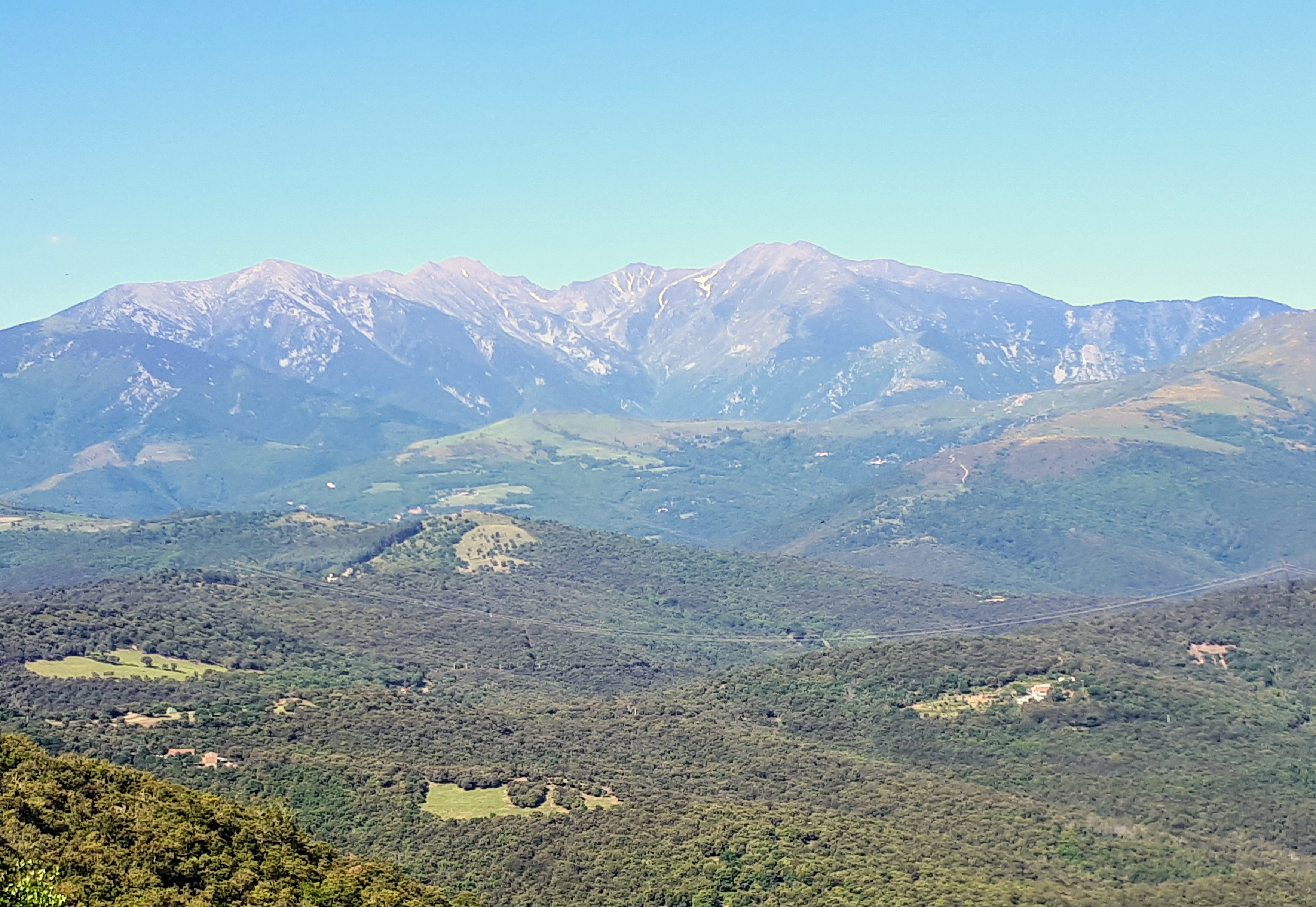
Le flanc est du massif du Canigou (au loin, jusqu'à plus de 2 500 mètres altitude) domine le massif des Aspres (au premier plan, moins de 1 500 mètres).

Aspres - à l'est de la vallée de la Llentillà, une zone de collines ondulantes s'élève à 1 348 mètres à Santa Anna dels Quatre Termes. Il s'agit essentiellement du secteur le plus au nord-ouest du massif des Aspres. Bien que nettement moins élevée que le massif du Canigou adjacent, cette zone est la partie la plus élevée du massif des Aspres et offre des vues dominantes sur ce massif et sur la plaine du Roussillon au-delà.
Garrotxes - cette zone occidentale, située au nord de la Têt, peut être définie comme s'étendant entre, à l'ouest, les collines situées entre Mont-Louis et le col de Sansa et, à l'est, la vallée de l'Evol. Cette vallée, ainsi que la vallée de Cabrils (qui passe en plein centre de la zone), ont profondément entaillé cette zone au relief prononcé, notamment parce que les rivières Cabrils et Evol avaient un pouvoir érosif accru lorsqu'elles étaient alimentées par les eaux de fonte des glaciers de la partie supérieure du massif du Madrès. Le pouvoir érosif de la Têt était encore plus important, car elle était alimentée par les eaux de fonte du long glacier de la Têt, qui descendait du massif du Carlit et s'étendait presque jusqu'à Mont-Louis. La forte pente de la Têt entre Mont-Louis et Fontpédrouse témoigne de cette puissance, ainsi que le versant nord de la vallée de la Têt (abrupt et sujet aux glissements de terrain dans ce secteur). Sur ce versant sont perchés les villages de Sauto et de Canaveilles.

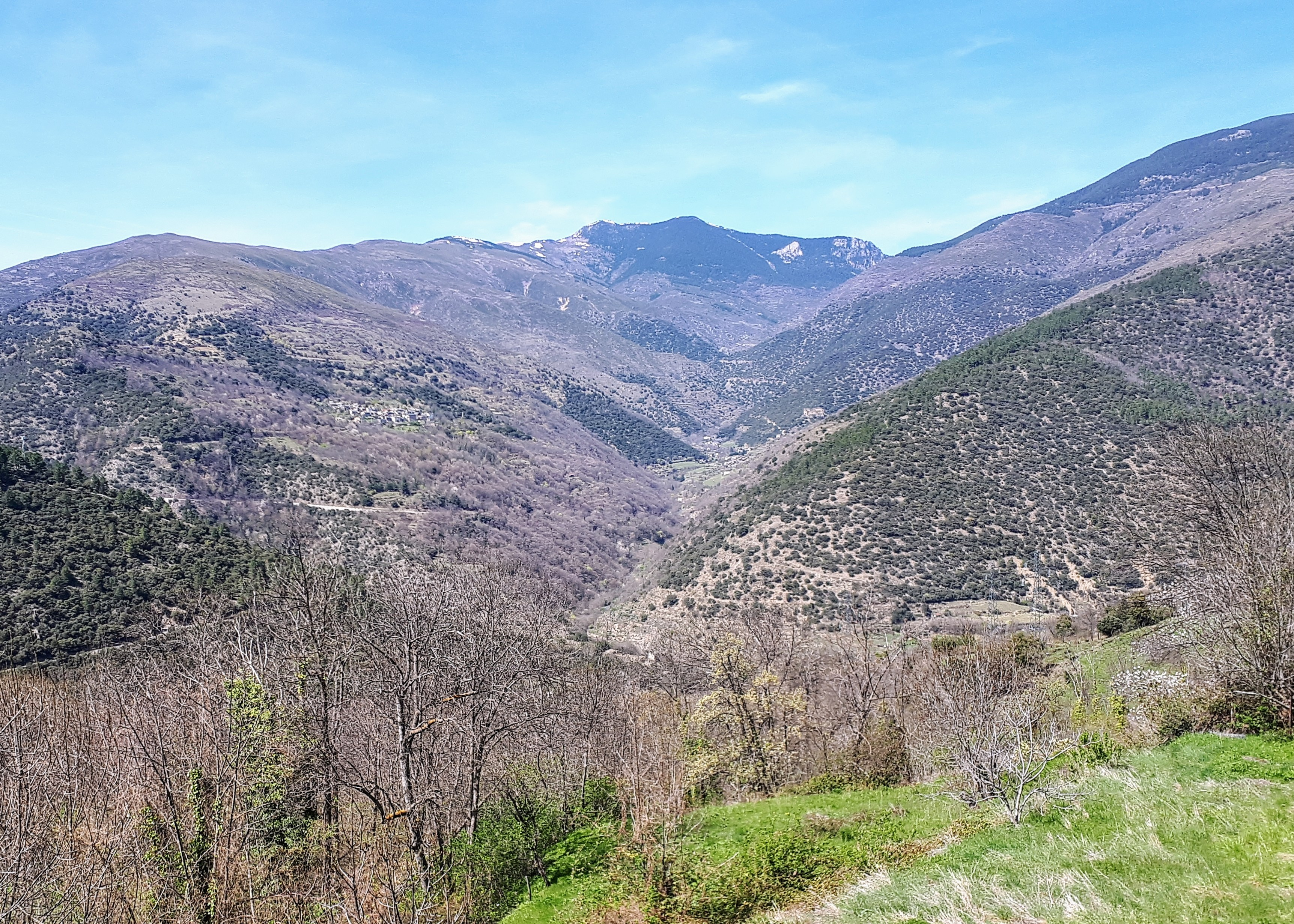
La vallée de l'Evol.

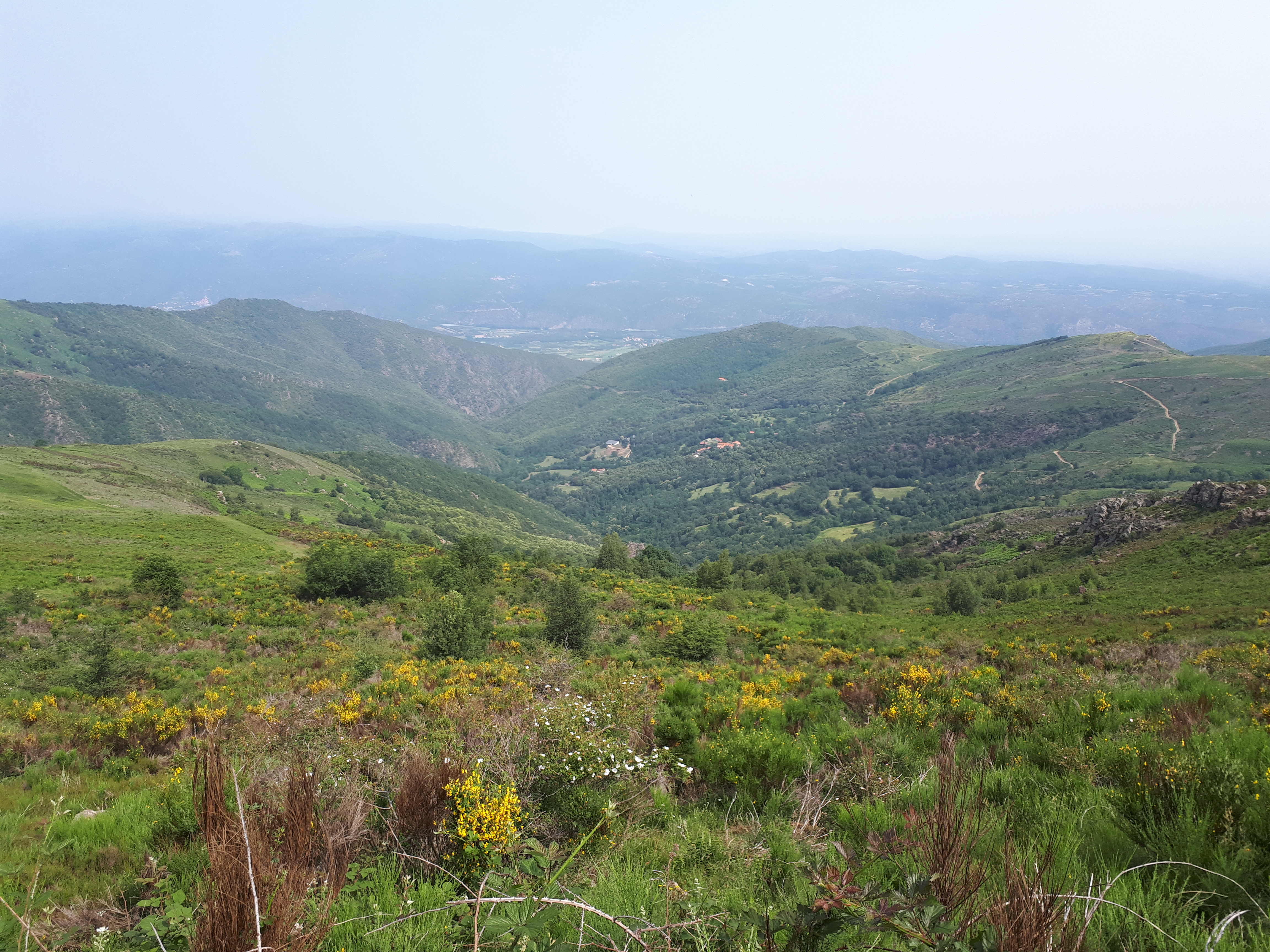
Paysage des Aspres dans le Conflent (vue vers le nord sur Glorianes)

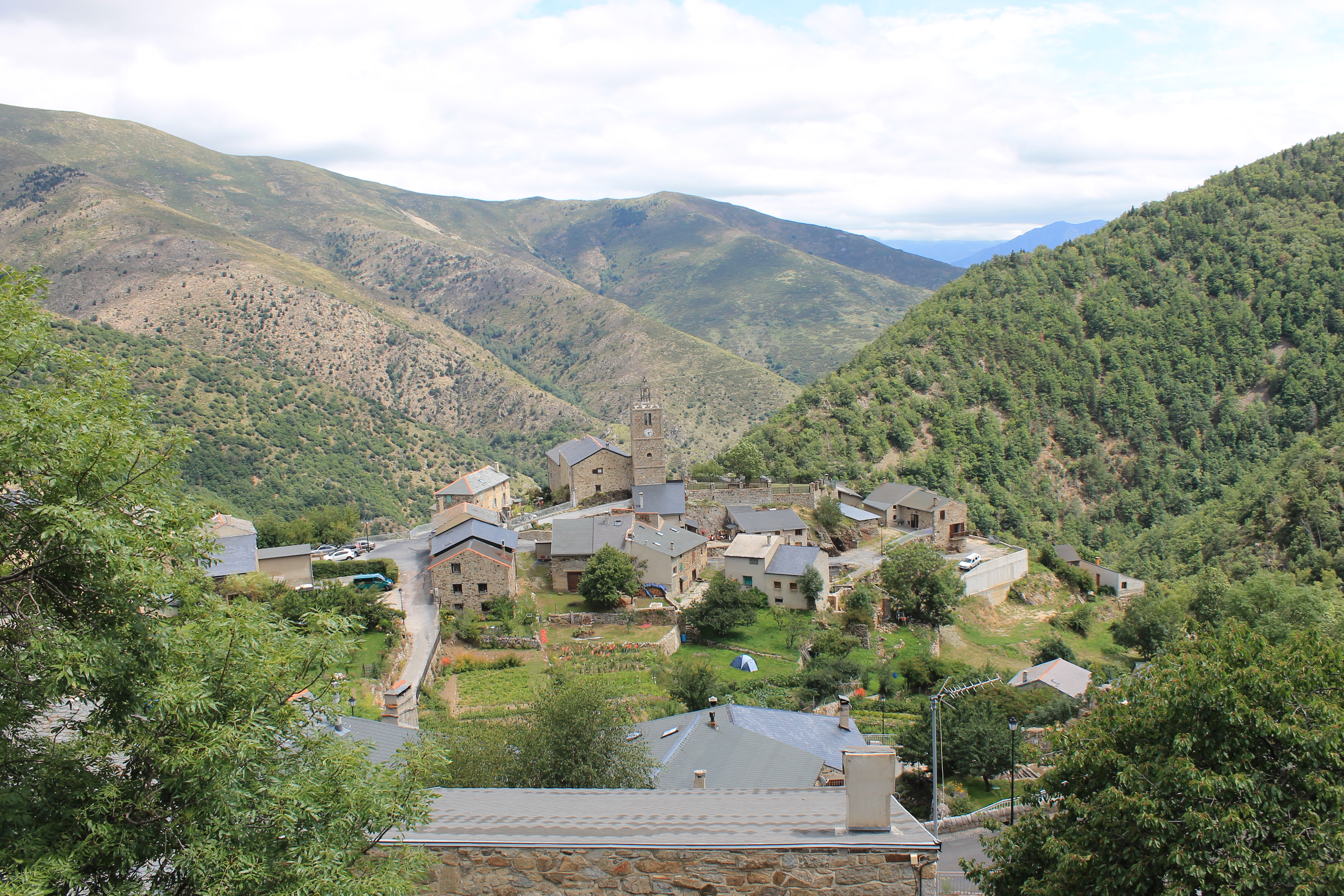
Vue du village de Railleu et de la vallée de Cabrils.
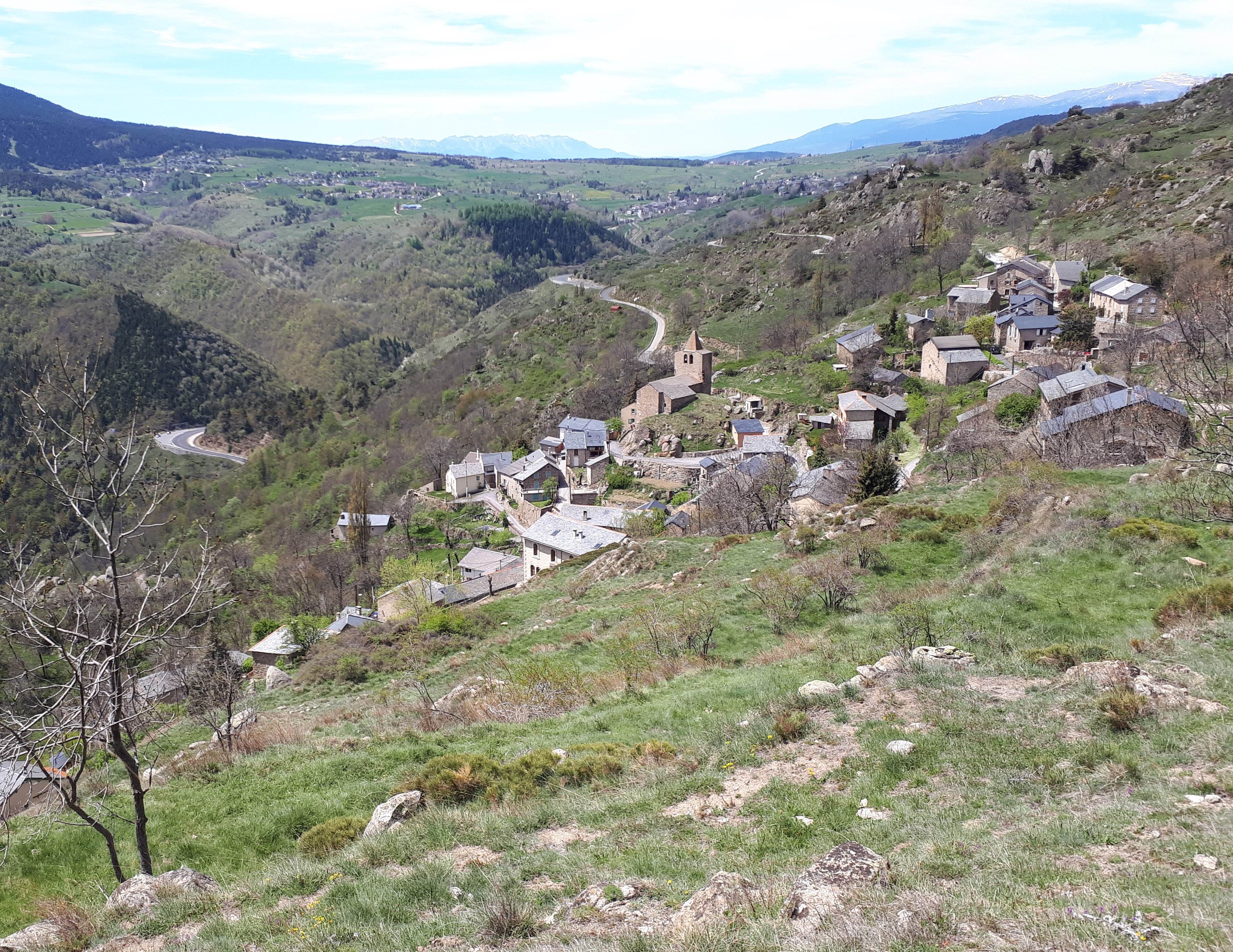
Sauto village, perché sur le versant nord de la vallée de la Têt.
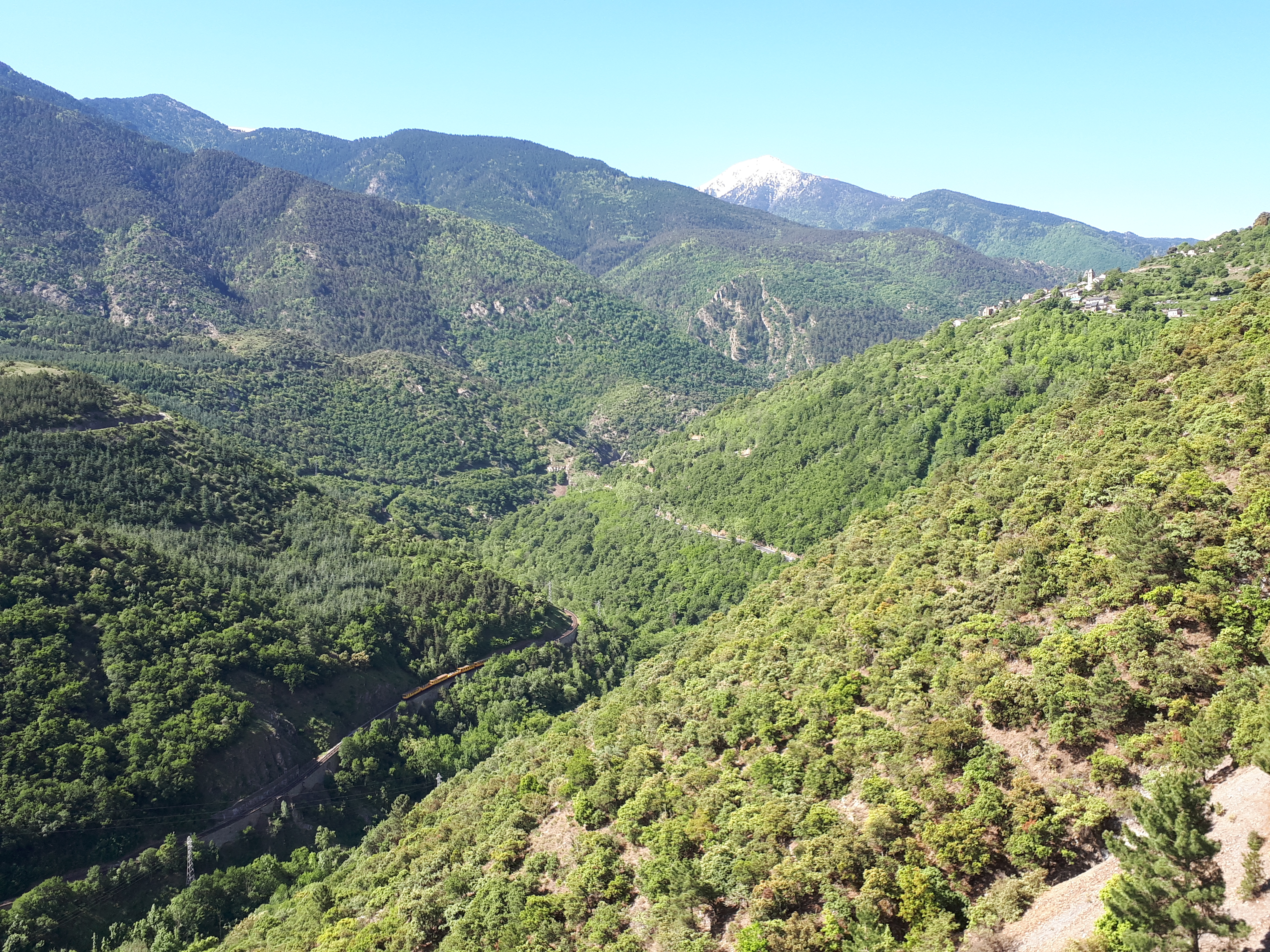
La vallée de la Têt valley et le village de Canaveilles (à droite).

Avant la formation du bassin géologique du Capcir (un demi-graben) au cours des cinq derniers millions d'années ou moins, les rivières Rieutort (ou Cirerol), Galbe (ou Galba), et Lladura s'écoulaient vers l'est dans la vallée de Cabrils (et donc dans le bassin hydrographique de la Têt). Aujourd'hui, ils s'écoulent tous vers le nord dans le bassin versant de l'Aude. Mais des vestiges de leur ancien cours subsistent respectivement aux cols de Sansa, de Creu, et de la Torn,.

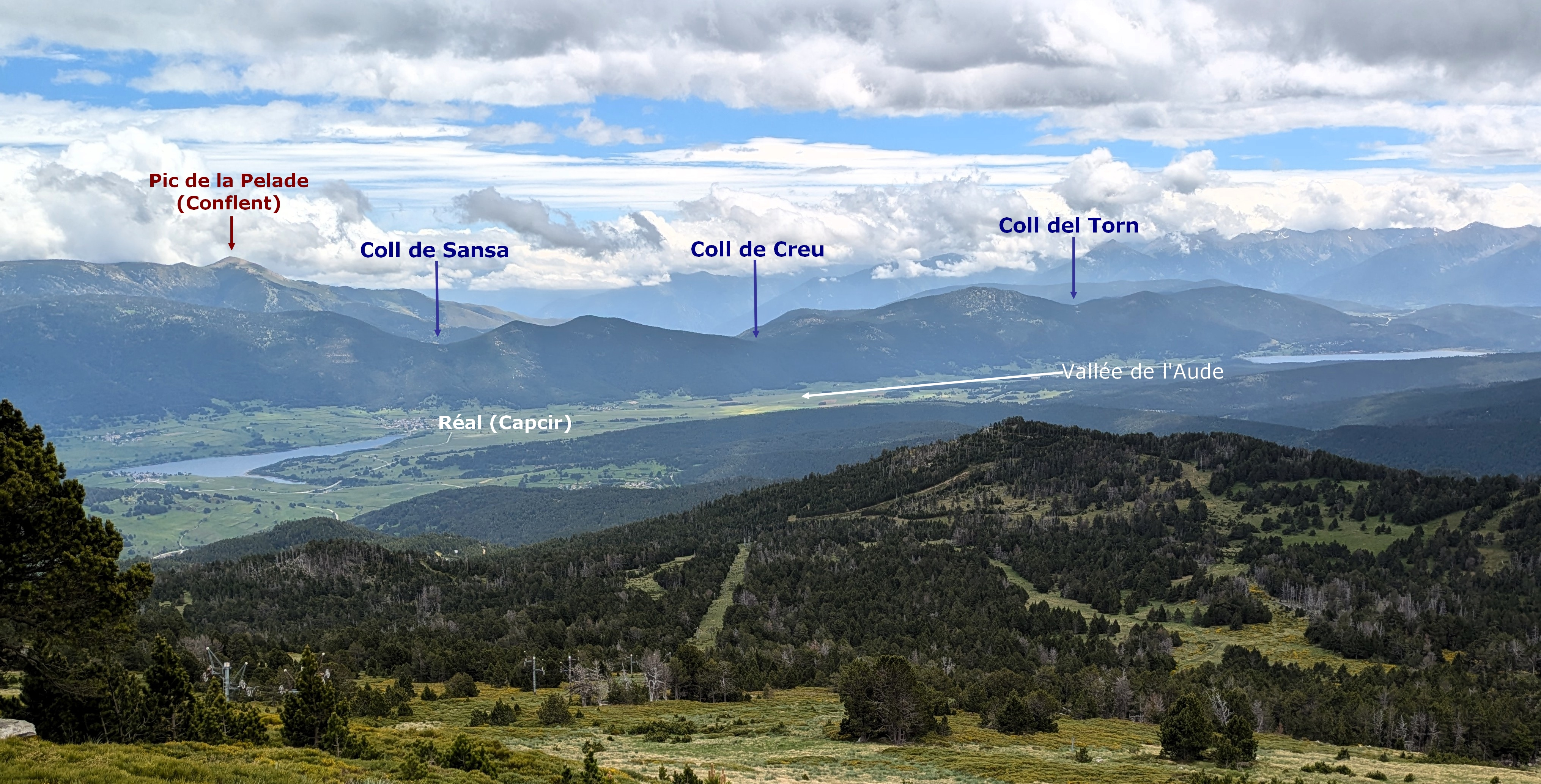
Cols de Torn, Creu, Sansa

Coronat - cette zone, délimitée ici par la vallée de l'Evol à l'ouest, la vallée de la Têt entre Olette et Ria au sud, et la vallée du Caillan (ou Callau) au nord, est un massif qui s'élève jusqu'au Mont Coronat à 2 172 mètres. L'élément principal de son relief est un secteur de calcaire, large à l'est et étroit à l'ouest, principalement d'âge dévonien. Ce secteur présente des falaises imposantes, particulièrement remarquables au nord de Jujols, ainsi qu'en face de Conat et de Nohèdes. Dans ce secteur, on trouve également des plateaux karstiques dénudés, notamment à la Tartera (Tartère).
Le calcaire est alvéolé par un vaste réseau de grottes et de rivières souterraines. Les entrées de certaines grottes forment d'immenses cavités dans les falaises de calcaire, comme la grotte au-dessus de la chapelle Notre-Dame-de-Vie, commune de Fuilla.
À Villefranche-de-Conflent, la Têt, qui coulait autrefois à un niveau plus élevé sur les sédiments néogènes, s'est superposée (lien et/ou note de bas de page) au calcaire et y a creusé une gorge profonde.

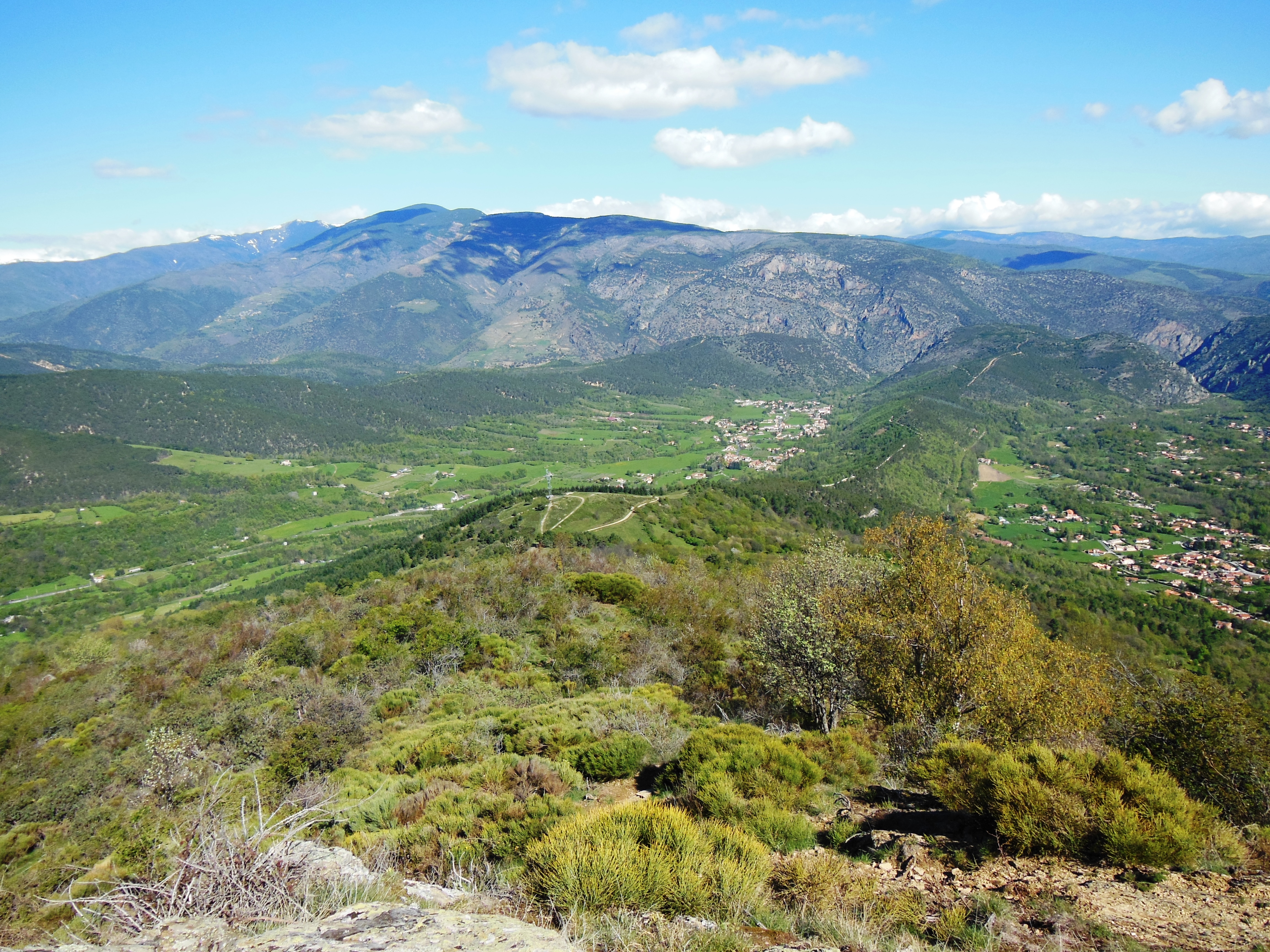
Vue vers le nord, à travers Fuilla, jusqu'au Mont Coronat.
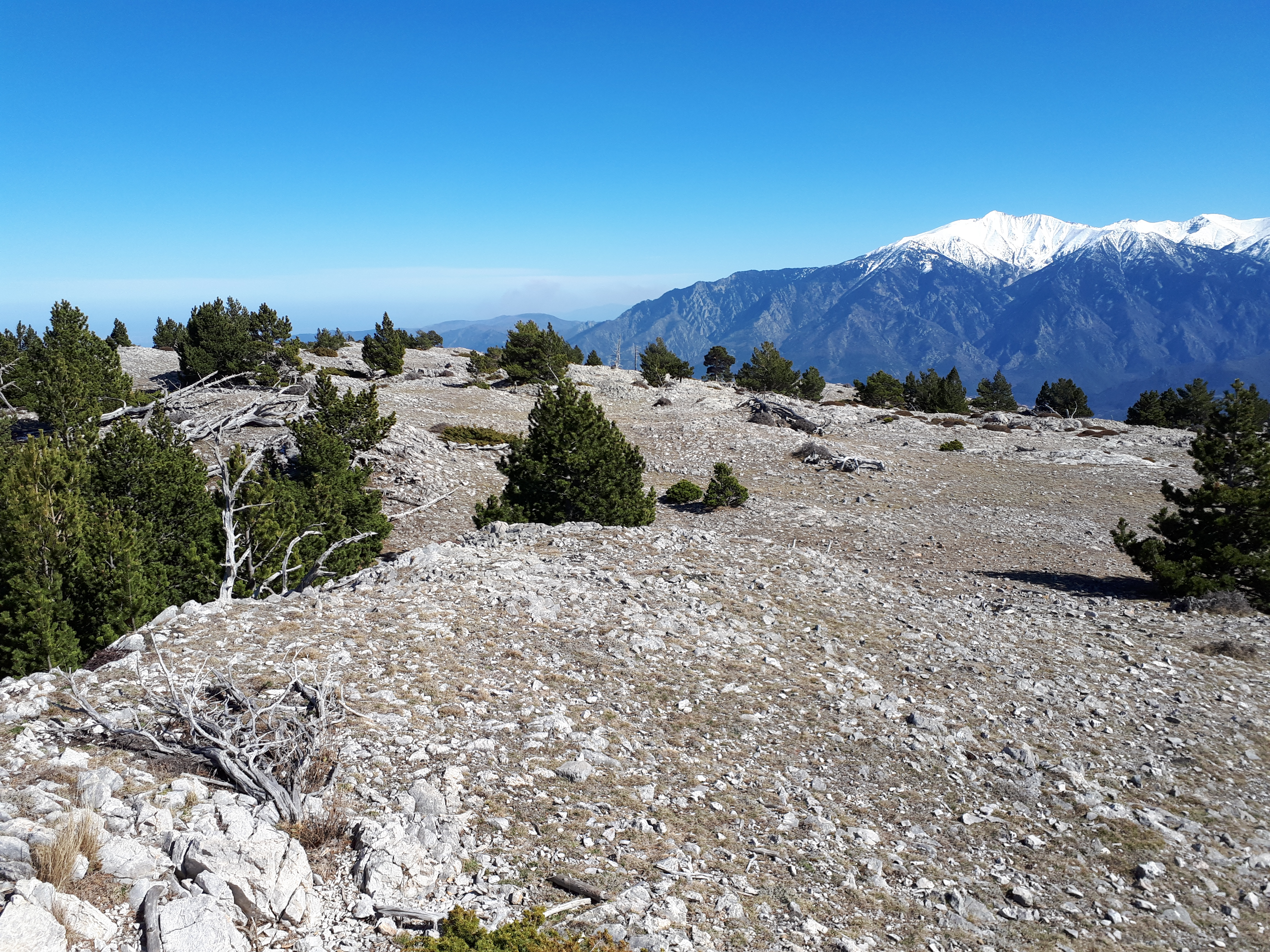
Sur le sommet karstique de la Tartera.
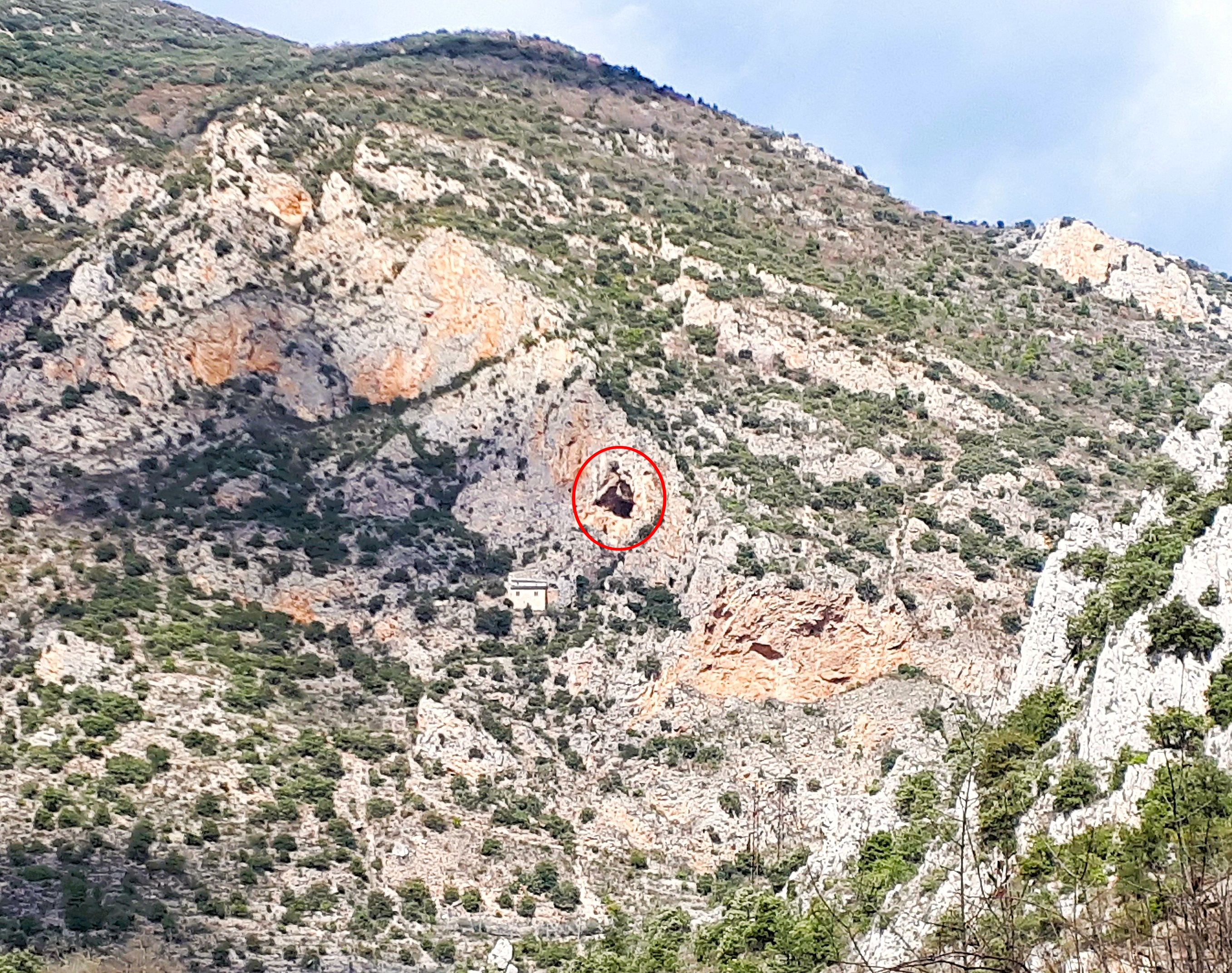
Cova de Sainte-Madeleine, une grotte située à 270 mètres au-dessus du niveau de la Têt à Villefranche.
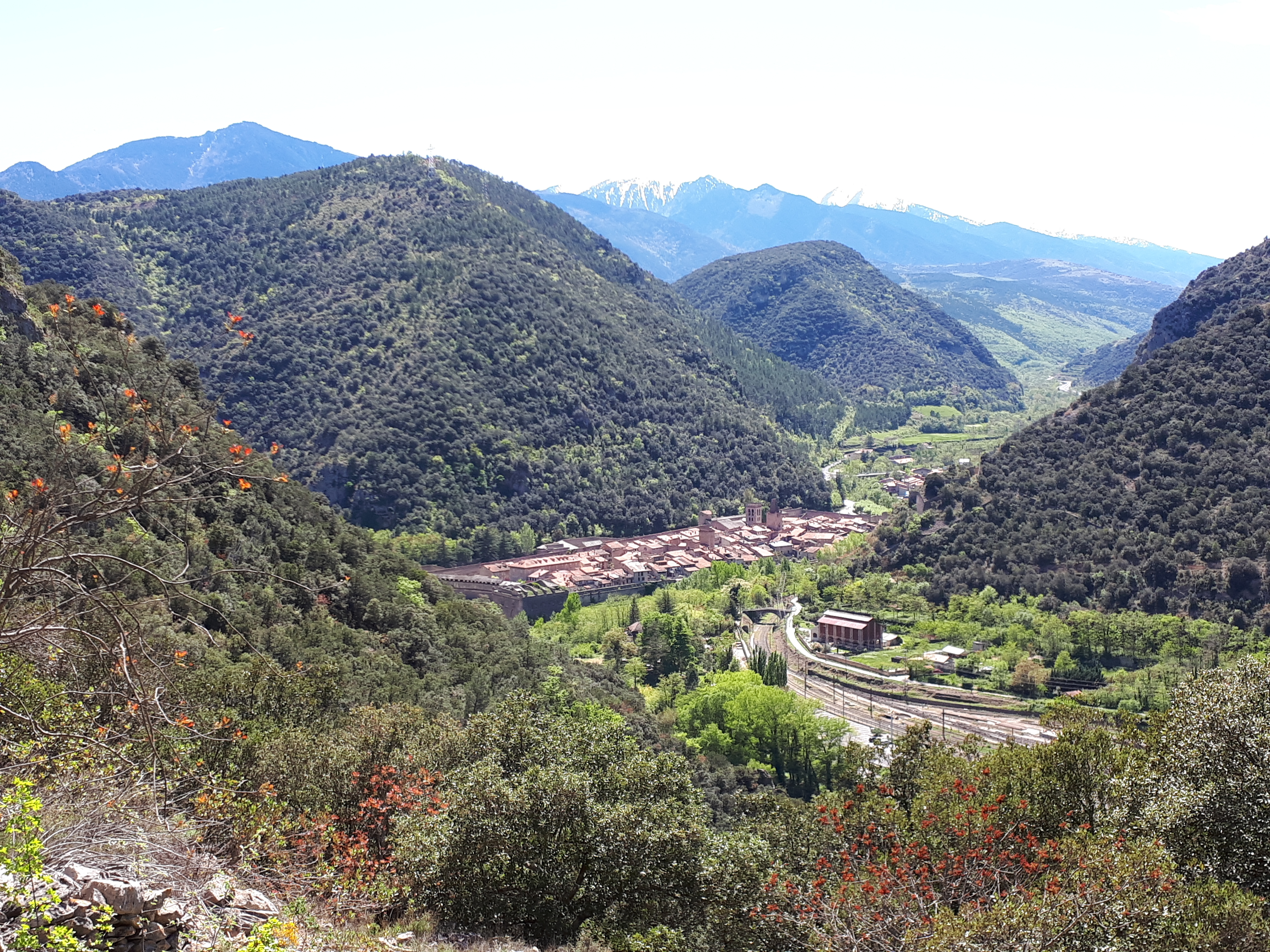
Villefranche-de-Conflent, où la Têt a creusé une gorge profonde dans le calcaire du Dévonien.

Madrès - cette zone est définie ici comme s'étendant entre, au sud, la vallée du Caillan, au nord la vallée de la Castellane jusqu'au col de Jau, et avec la Têt entre Ria et Catllar sur sa limite sud-est. Un plateau large et élevé s'étend au sud du Madrès (Pla dels Gorgs). Il y a de beaux exemples de cirques glaciaires juste en dessous des hauteurs du Madrès, par exemple autour du Gorg Estelat. Le long interfluve au-dessus de la rive droite de la Castellane descend régulièrement vers l'est et le sud-est depuis Madrès, vers Prades dans le bassin de subsidence du Conflent. Il passe par le pic del Torn (1 632 mètres), au-dessus d'Urbanya.

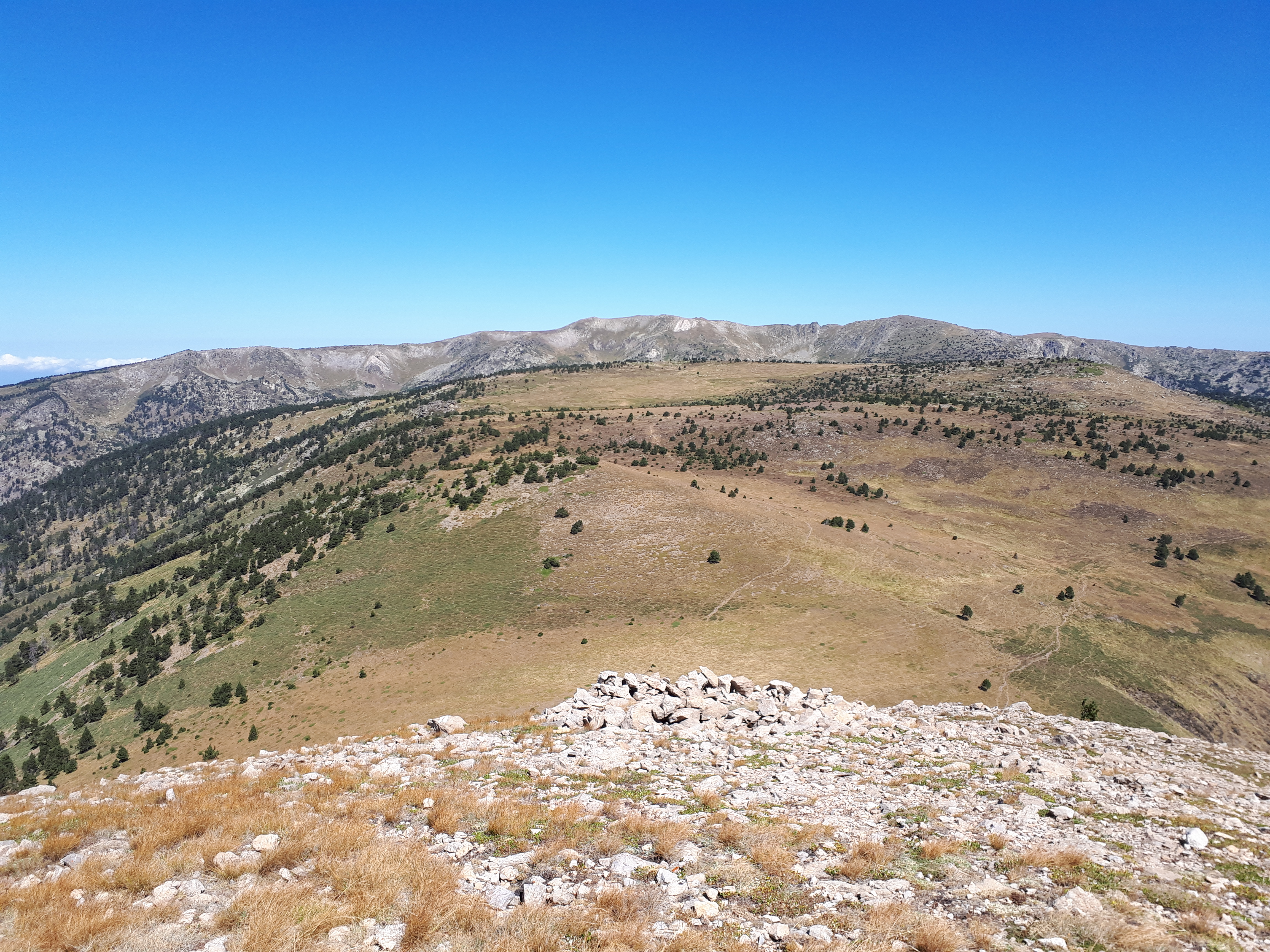
Vue depuis le pic de la Pelade vers le pla dels Gorgs et les hauteurs du Madrès
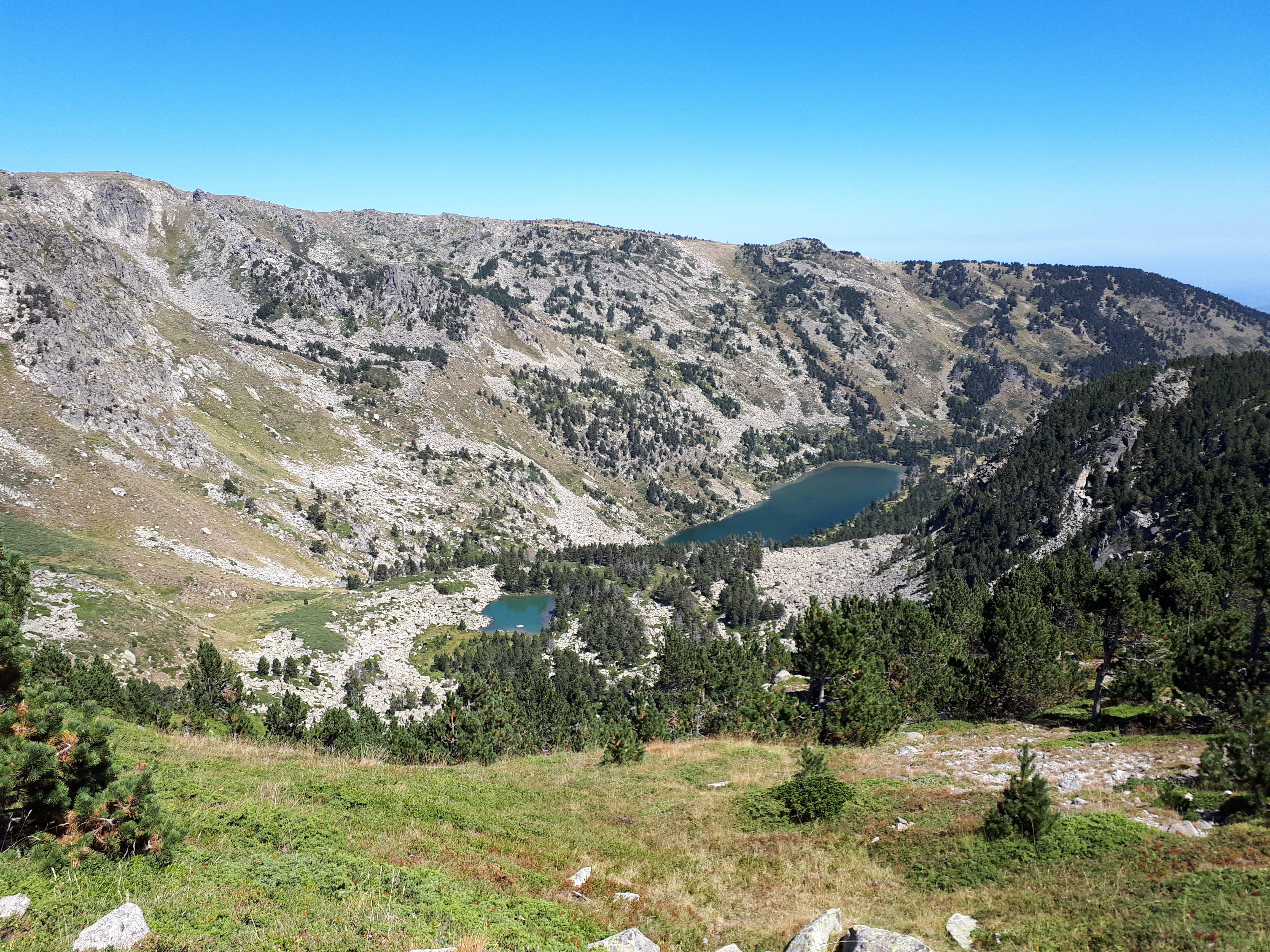
Gorg Blau (le petit lac) et Gorg Estelat
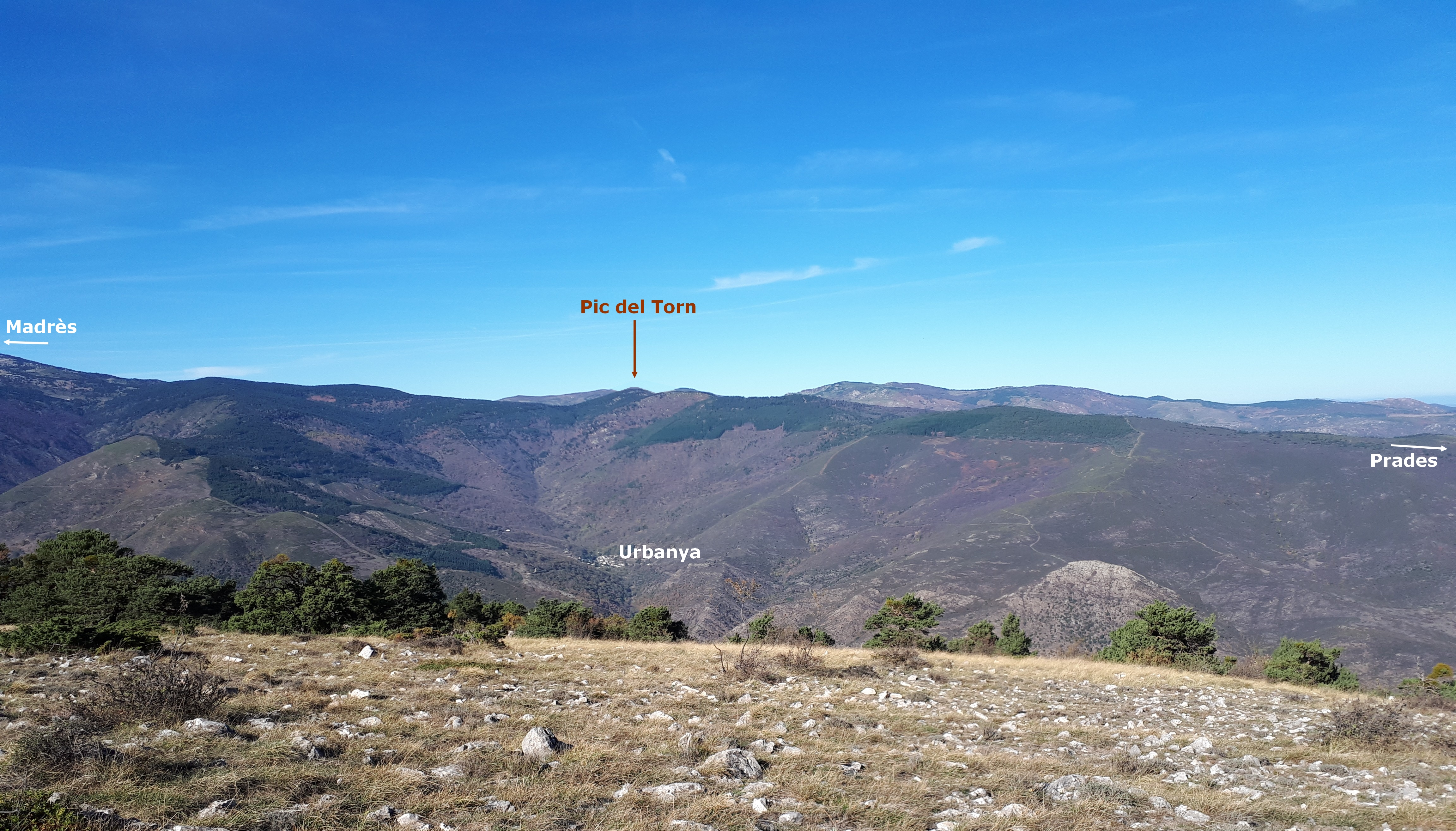
Vue vers le village d'Urbanya et une partie du secteur Est de la zone du Madrès

Mosset-Rodès - cette zone de collines longe la frontière nord du Conflent, du col de Jau (1 506 mètres) au col des Auzines (603 mètres). Cette zone repose presque entièrement sur le granit, et cette lithologie se traduit par quelques particularités du relief. Par exemple, il y a plusieurs secteurs de faible relief, y compris des bassins (par exemple, au nord de Mosset, et à Tarerach). Ces bassins se sont formés à la suite d'une profonde altération chimique et mécanique du granit, les produits de cette altération ayant ensuite été enlevés, du moins en partie, par l'érosion fluviale et éolienne. De nombreux tors et autres frappants affleurements granitiques s'élèvent  dans certains secteurs de cette zone (par exemple au-dessus de Tarerach). Ailleurs, certaines vallées entaillent le terrain assez profondément (par exemple près de Molitg-les-Bains).

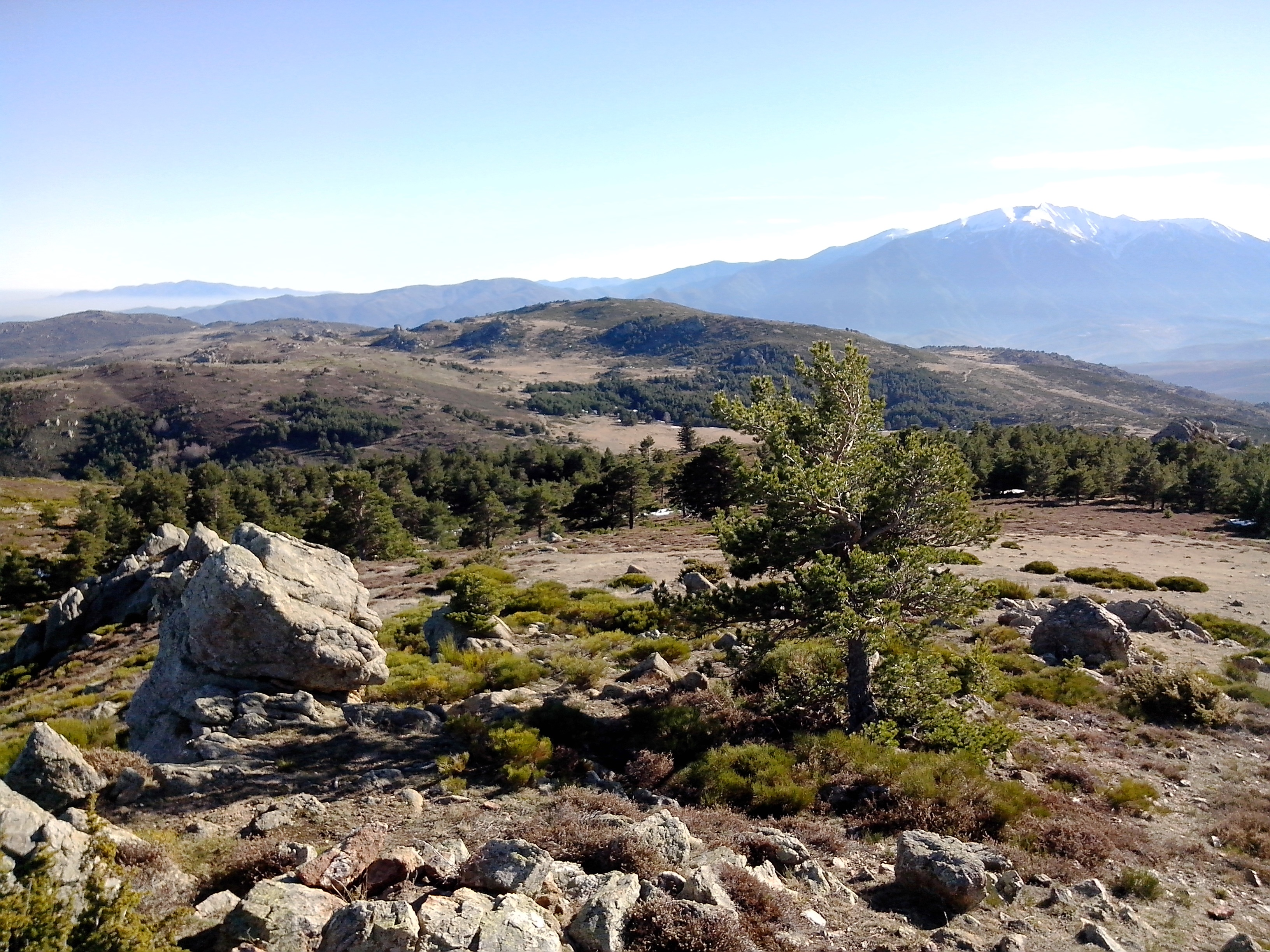
Paysage sur le plateau granitique au-dessus de Mosset (autour du roc des Quarante Croix).
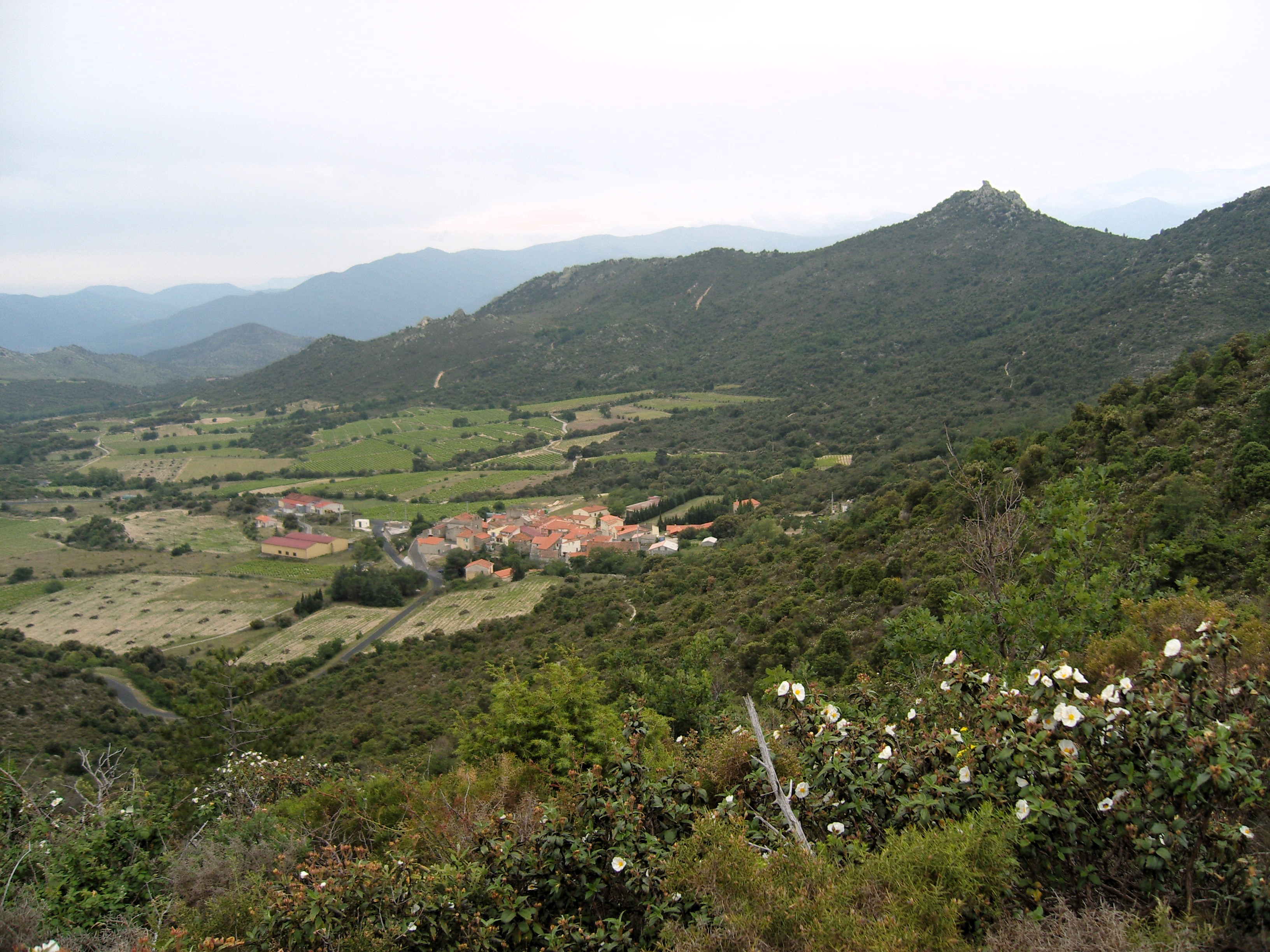
Tarerach, dans un bassin granitique, avec, au-dessus, un tor sur la crête du roc del Moro.
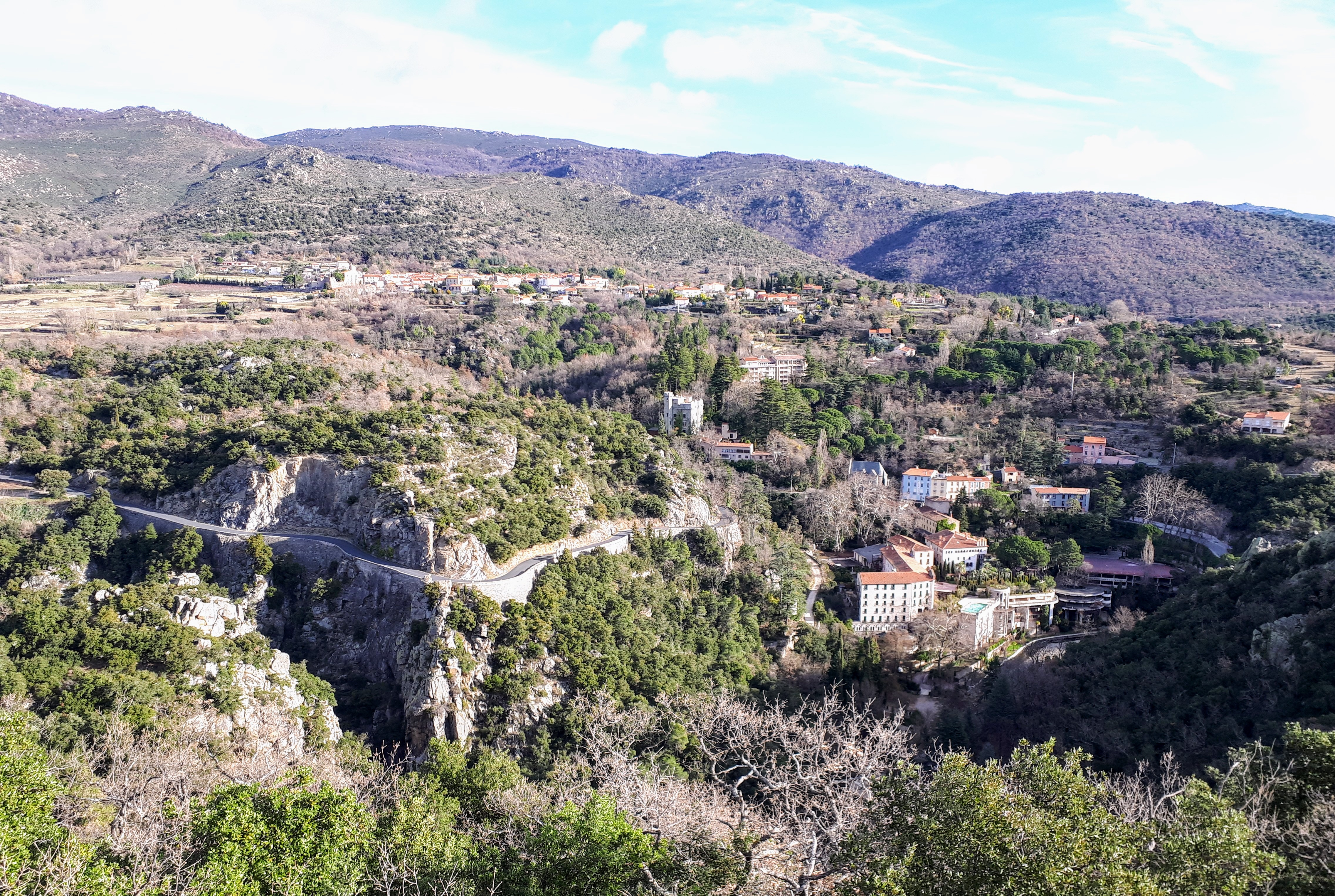
Molitg-les-Bains. La Castellane et certains de ses affluents ont profondément entaillé cette zone granitique, qui délimite la partie nord du Conflent.

Nyer-Vinça - cette zone coïncide en grande partie avec le bassin géologique néogène du Conflent, qui se trouve au nord-est de la faille de la Têt. Ce secteur s'agit d'une zone d'altitude relativement basse (entre environ 1 100 mètres au-dessus de Nyer à l'ouest et environ 200 mètres près de Vinça à l'est) et de relief relativement faible (surtout dans la partie de la vallée de la Têt qui s'étend entre Prades et Rodès). Néanmoins, les sédiments de cette zone supportent par endroits des reliefs assez prononcés, comme le long des interfluves entre les vallées dont les rivières se jettent dans la Têt par le sud. Mais la nature essentiellement friable de ces sédiments a également conduit localement à la formation d'une topographie de « bad-lands » - « des terrains instables et très sensibles à la pluie et au ruissellement » - comme dans la commune de Corneilla-de-Conflent.

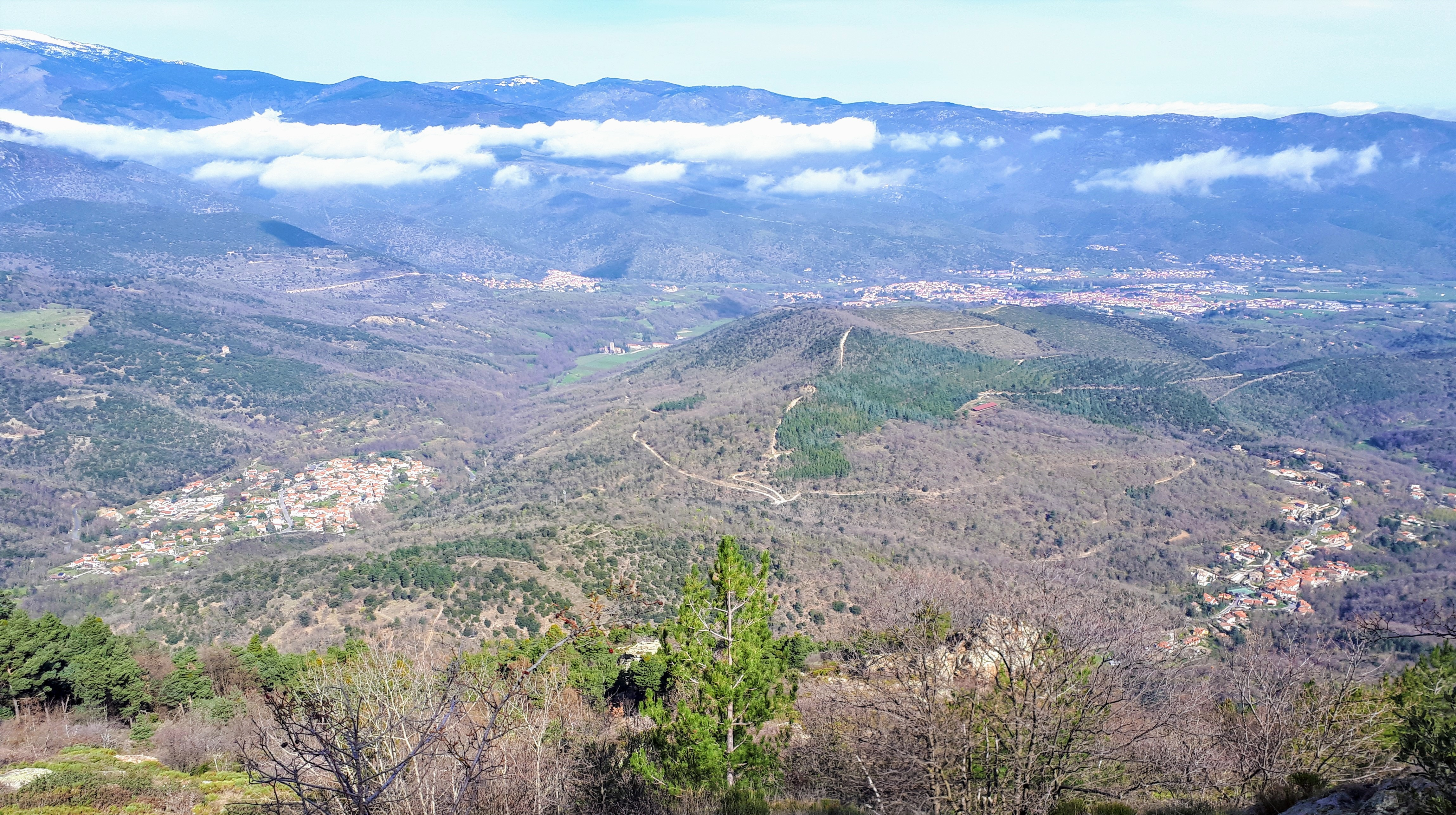
Les collines qui descendent vers Prades et la vallée de la Têt au loin, et qui s'étendent entre les villages de Taurinya (à gauche) et Clara (à droite) reposent sur des sables miocènes.
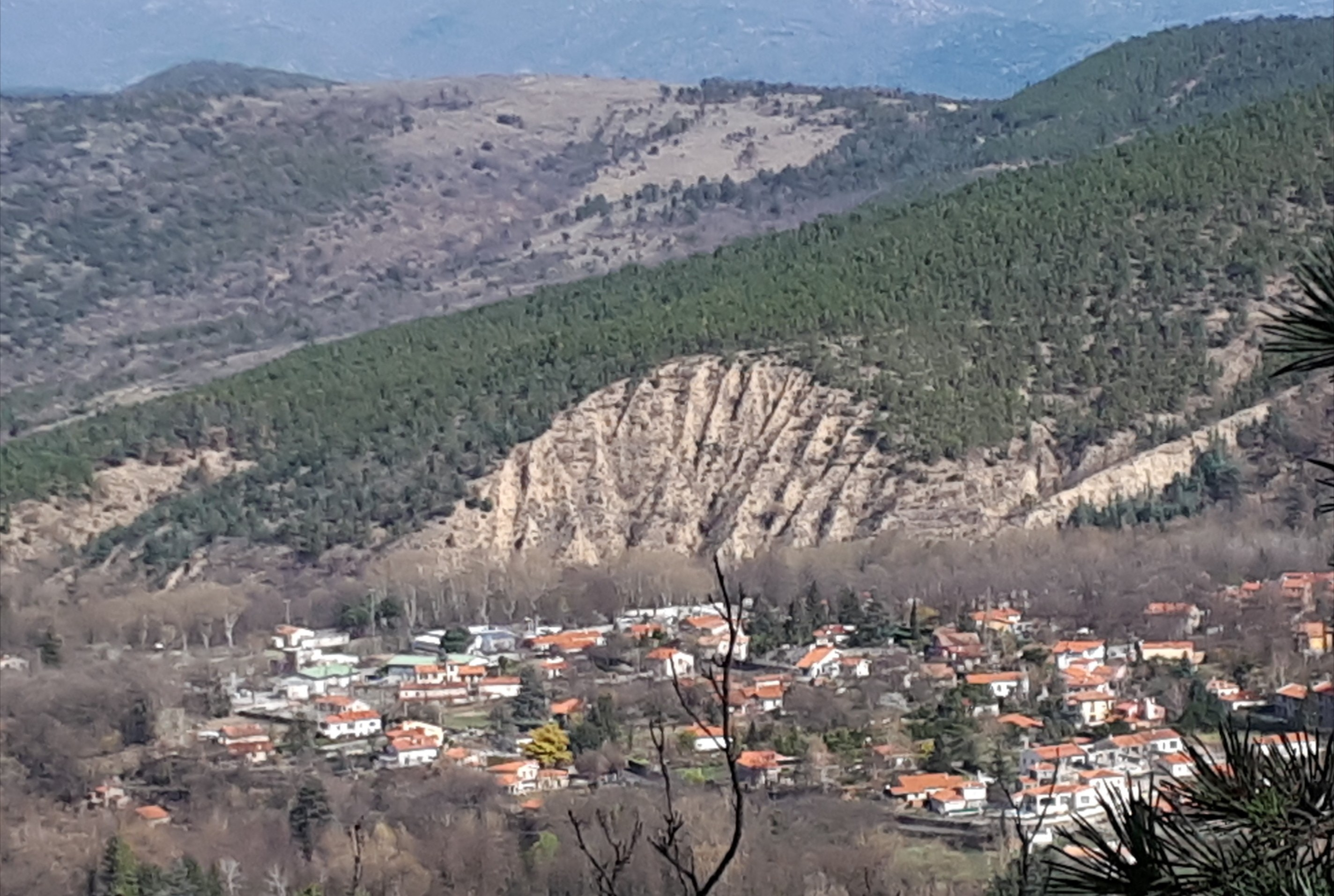
Exposition d'une zone de « badlands », commune de Corneilla-de-Conflent (avec lotissements de Vernet-les-Bains au premier plan).

Un élément topographique notable juste à l'est du village de Fillols est un grand cône de déjection quaternaire qui a été déposé par la rivière Fillols au pied de l'escarpement de la faille de la Têt. Encore plus grande est la bajada qui couvre une large plaine au sud de Vinça. Cette bajada s'agit d'une série de cônes de déjection quaternaires coalescents. Elle est probablement plus récente que le cône de Fillols, mais également située au pied de l'escarpement de la faille de la Têt. Les cônes de déjection ont été déposés par la rivière Llentillà et d'autres cours d'eau qui descendent des collines au sud. Les rivières avaient auparavant enlevé par érosion une vaste zone de sédiments du Miocène et du Pliocène dans ce secteur.

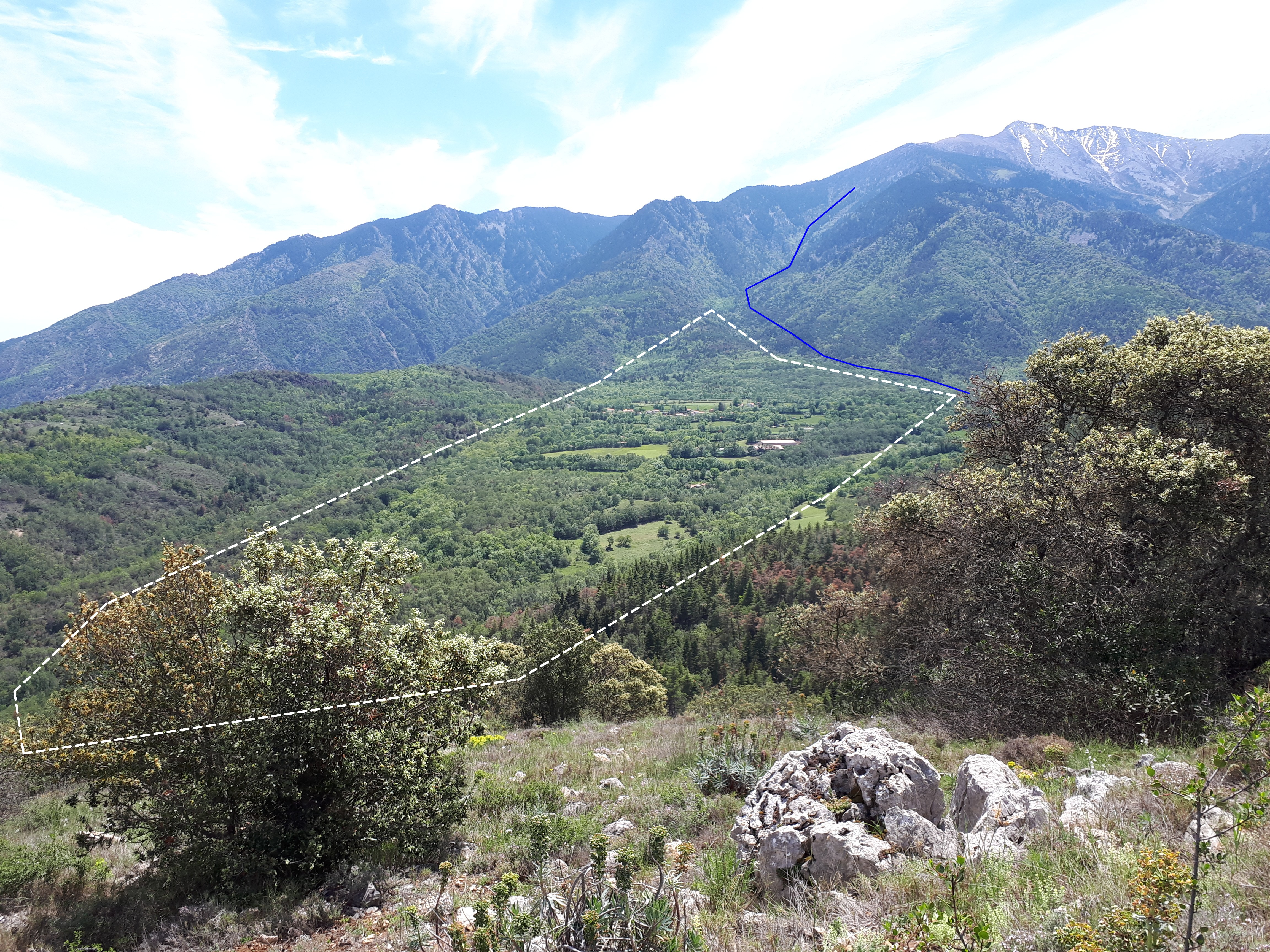
Cône de déjection, commune de Fillols - son étendue approximative est indiquée par la ligne blanche hachurée. La ligne bleue représente le cours actuel de la rivière Fillols.
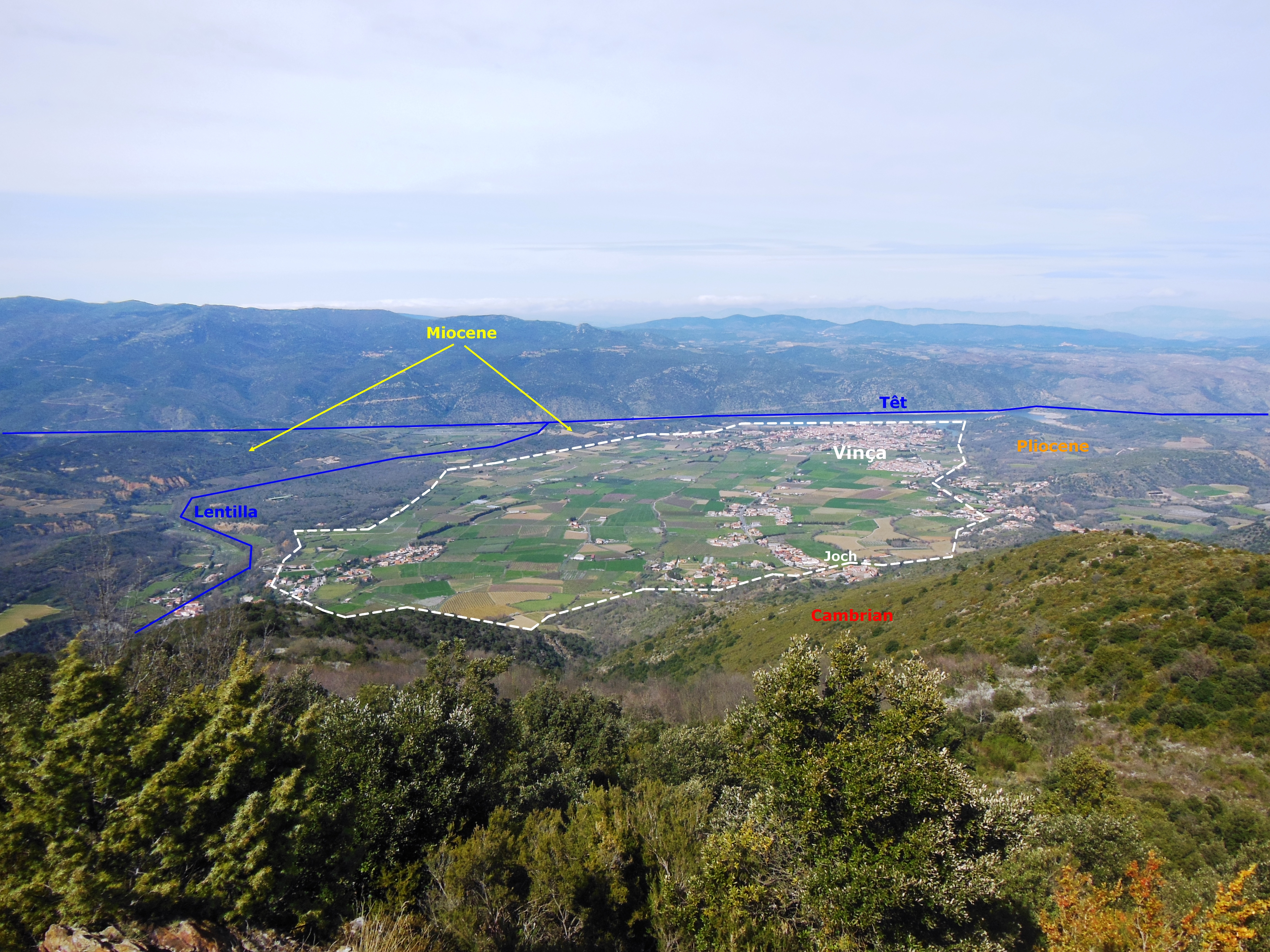
La bajada de Vinça - son étendue approximative est indiquée par la ligne blanche hachurée. La ligne bleue représente le cours actuel de la rivière Llentillà.

Entre Ria et Los Masos, la Têt a migré vers le nord au cours du dernier million d'années et, au cours de la même période, elle a creusé vers le bas. Elle a laissé une série de terrasses, dont la plus notable est la « Haute Terrasse ». Cette terrasse, entre Sirach (Ria) et Llonat (Los Masos), en passant par Saint-Jean de Dossorons, se trouve à une altitude d'environ 100 mètres au-dessus du niveau actuel de la Têt. D'autres terrasses quaternaires se trouvent dans certaines vallées d'affluents, comme celle de la Llitera.

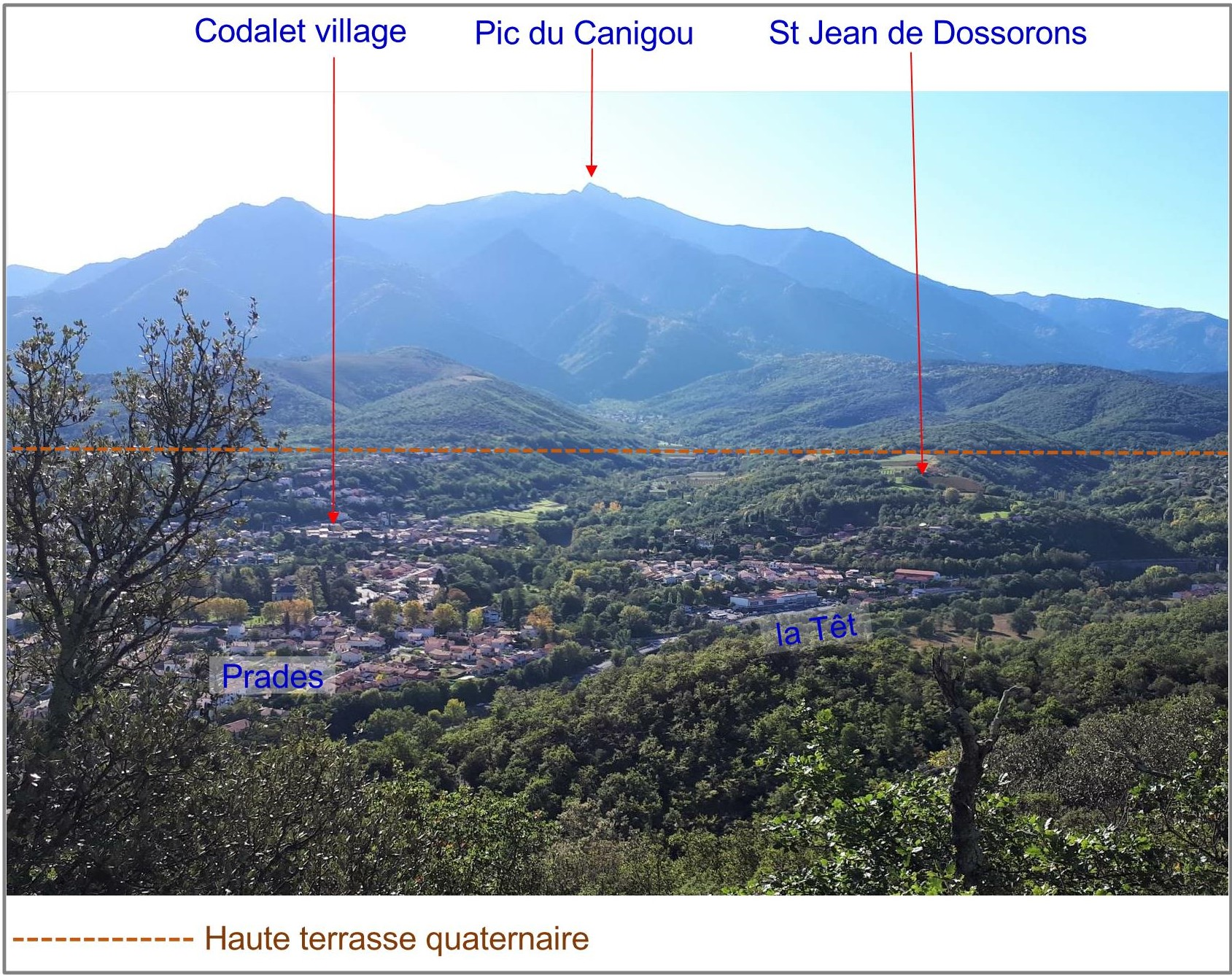
Haute Terrasse de la vallée de la Têt
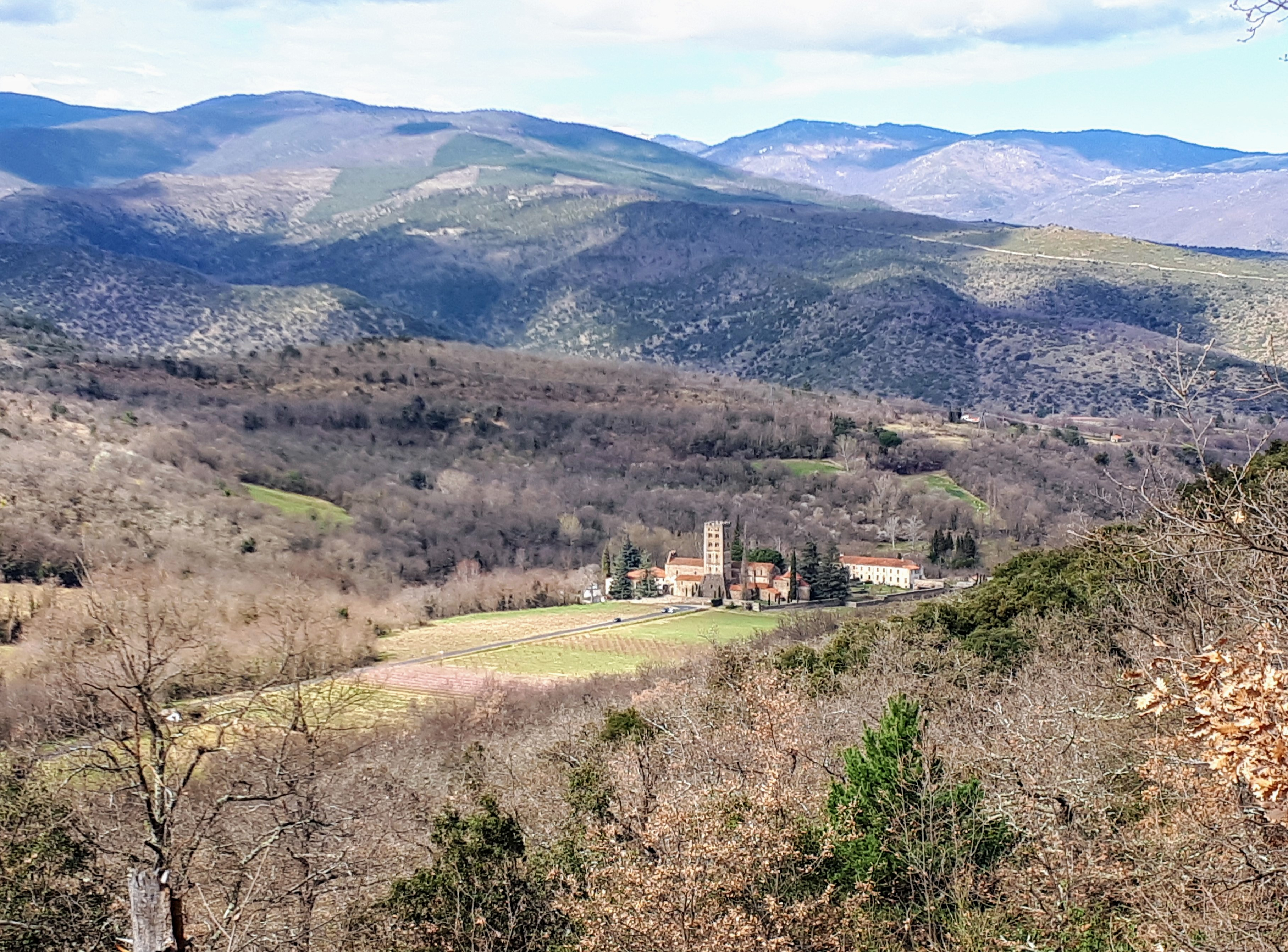
Saint-Michel de Cuxa est située sur une terrasse fluviale quaternaire à une vingtaine de mètres au-dessus du cours actuel de la Llitera.

A Rodès, la Têt coulait autrefois à un niveau plus élevé sur des sédiments pliocènes. En s'enfonçant dans ces sédiments (eux-mêmes éliminés ultérieurement par l'érosion), elle s'est superposée au granite sous-jacent. Comme à Villefranche-de-Conflent, la rivière a creusé dans cette roche dure une gorge aux parois abruptes, appelée ici les Gorges de la Guillera.

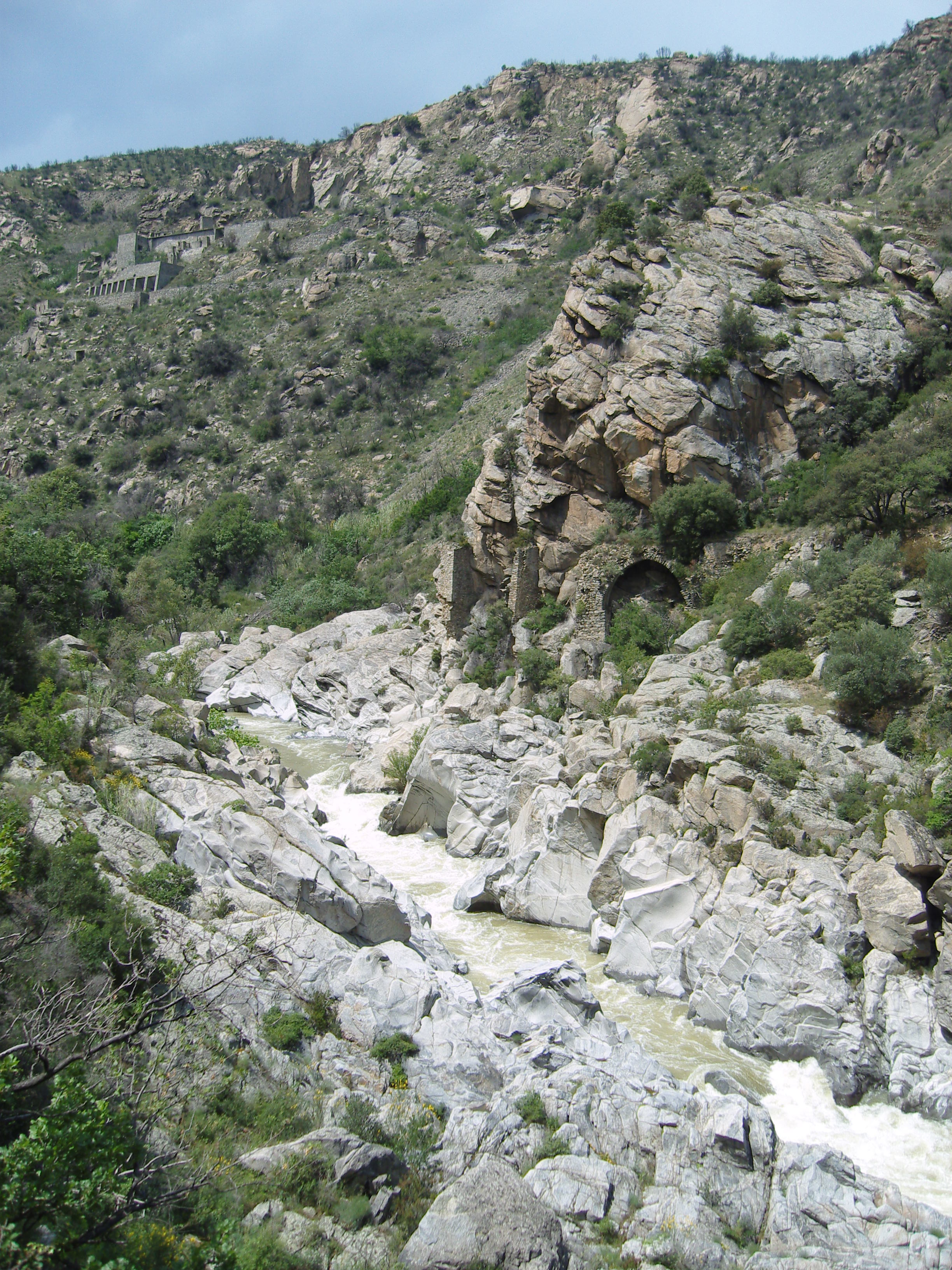
La Têt dans les gorges de la Guillera, commune de Rodès.

## Sites et localités remarquables

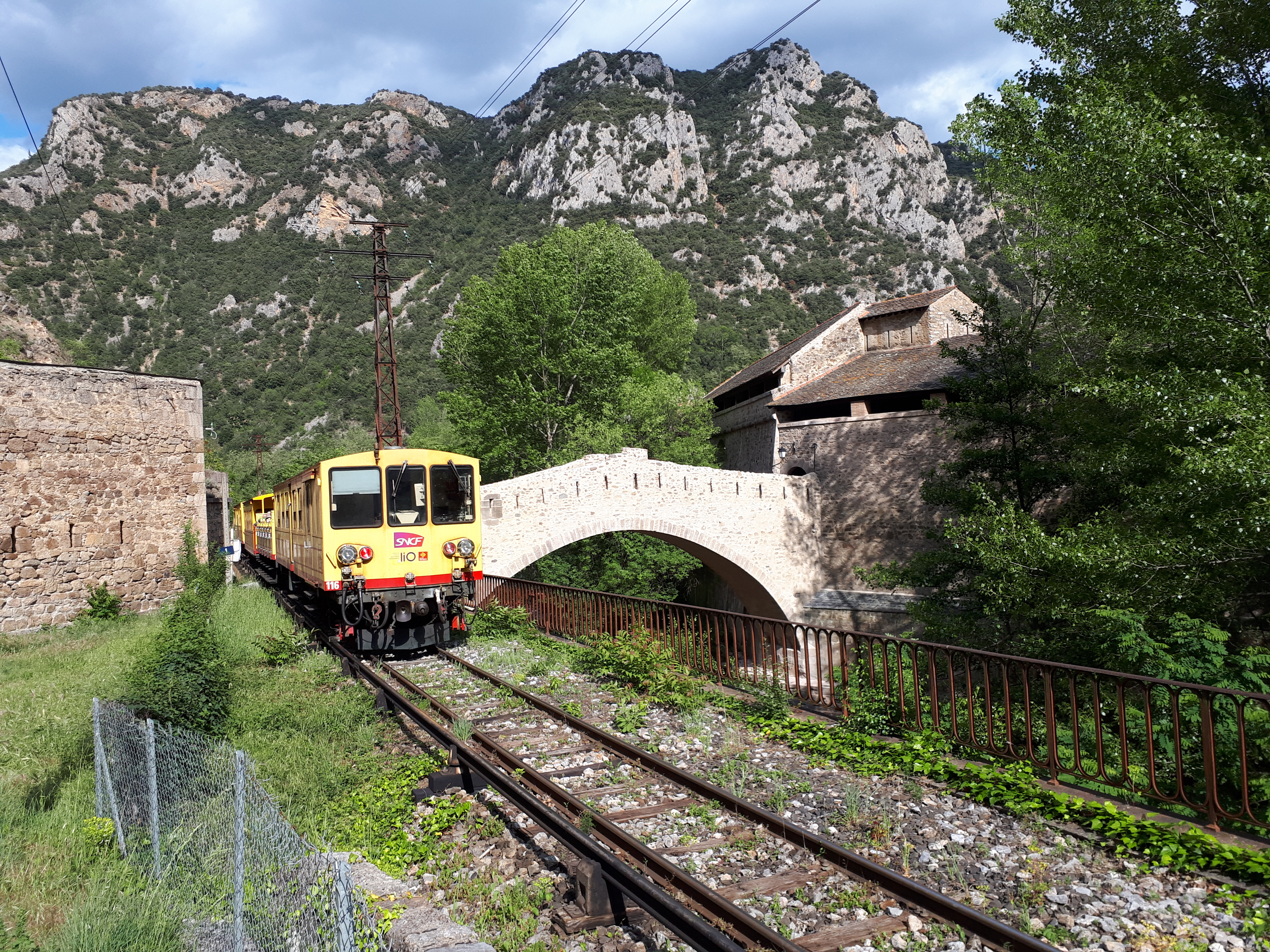
Éléments de Conflent : Le "train jaune"; les remparts de la ville médiévale de Villefranche-de-Conflent et son pont Saint-Pierre; et, au fond, les falaises en dessous du plateau d'Ambulla (marbre du Dévonien), commune de Corneilla-de-Conflent.

- Villefranche-de-Conflent, ville fortifiée par Vauban
- Corneilla-de-Conflent
- Vallée de la Castellane
- Réseau des Embulla ou Réseau (André) Lachambre, ensemble karstique souterrain esthétique et de grande ampleur
- Grotte d'En-Gorner
- Grotte des Grandes Canalettes
- Grotte des Petites Canalettes
- Abbaye Saint-Martin du Canigou, monastère de moines bénédictins fondé au XIe siècle.
- Le prieuré de Marcevol, du XIIe siècle.
- L'Église Saint-Julien-et-Sainte-Baselisse de Vinça.

## La Résistance dans le Conflent (1940-1944)

### Les premières sources de résistance
Dans le Conflent, la première source de résistance est Combat: première organisation de la Résistance dans les Pyrénées-Orientales. Elle naît en 1941 de deux mouvements : Mouvement de libération nationale et Liberté. Structuré et organisé par un commissaire de police à Oran révoqué par le gouvernement de Vichy, Marceau Gitard, il comprend trois responsables : le commandant de réserve Ricart à Perpignan, Pierre Mau à Céret et à Elne et enfin Marcel Clos pour le Conflent et l'arrière-pays.
En ce qui concerne les personnages principaux de la résistance dans le Conflent, on peut citer Julien Panchot, résistant qui fut arrêté dans la grotte de la Pinouse, près de Valmanya. Il fut torturé et exécuté, par les Allemands. Également, il y a Gilbert Brutus, qui sera dénoncé, arrêté, torturé par la Gestapo et la Milice. On pense qu'il s'est suicidé dans les geôles de l'ancienne citadelle de Perpignan.

### La Résistance à Valmanya
Comme mouvement de Résistance notable dans le Conflent on peut noter les conflits dans, et autour du village de Valmanya, dans le canton Le Canigou. Le maquis Henri-Barbusse était le groupe des Francs-tireurs et partisans (FTP) dans le Conflent. On note aussi la présence du groupe Agrupación de Guerrilleros Españoles (AGE). Le 17 juillet 1944, l'armée allemande fait une extension de la zone interdite à des communes du versant nord du Canigou (dont Valmanya), avec une interdiction du trafic de touristes. Le 29 juillet 1944, l'AGE et les FTP attaquent et occupent pendant un certain temps la ville de Prades, sous-préfecture du Conflent. D'abord, ils y font l’attaque infructueuse de la villa Lafabrègue, siège local de la Sipo-SD puis les attaques de postes et de banques, où furent prélevés des fonds importants.
Le premier août 1944, les Allemands attaquent le maquis situé à Valmanya. ils tuent quatre habitants qui n’avaient pas fui et pillent le village durant la nuit avec la Milice. Dès le début de la matinée, les Allemands vont à l’assaut des mines de La Pinouse, où les résistants s’étaient installés quelques jours plus tôt. Ainsi s’engage la bataille des Crêtes, durant laquelle Julien Panchot, figure clé de la résistance dans le Conflent est blessé par balle. Il sera ensuite capturé, torturé et exécuté par les Allemands.

### Les civils
On sait qu'il y eut des familles ayant hébergé des personnes persécutées par le régime nazi. En effet, dans le Conflent, il y avait des persécutés, et des "Justes" (ceux qui hébergeaient et cachaient les persécutés). À Codalet, entre 1943 et 1944 : Marie-Thérèse Camps sauvera la vie de Sabetaï Mouchabac, de sa femme Nelly et de leur petite fille Renée, des juifs de nationalité turque réfugiés de Paris. Parmi les vingt-cinq Justes des Pyrénées-Orientales, nous pouvons retrouver dans le Conflent différents noms : Catherine et François Authier, Marie-Thérèse Camps, Marcelle et Marius Ribes et Joseph et Juliette Salvador.